# Протести у Црној Гори 2019—2020.
Протести у Црној Гори 2019—2020. године су били масовни протести против Владе Црне Горе на челу са Душком Марковићем, због предлога, а касније и доношења закона који је у народу познатији као Закон о слободи вјероисповијести, а чији пун назив гласи Предлог закона о слободи вероисповјести или увјерења и правном положају вјерских заједница. Један од спорних делова закона је Члан 62. у 6. одредби, који прописује да "верски објекти који су изграђени на територији Црне Горе заједничким улагањима грађана до 1. децембра 1918. године, а за које не постоје докази о праву својине, као културна баштина Црне Горе, државна су својина". У делу извештаја са јавне расправе о закону је наведено да није могла бити прихваћена сугестија о брисању одредби које се односе на имовину изграђену пре 1918, јер предлагачи закона нису сагласни да се ради о било каквом облику конфискације и национализације верских објеката, већ да се уводи правни ред у имовинске податке верских заједница, и утврђивање шта је, а шта није државна својина. Мило Ђукановић је на скупштинској седници поновио закључке предлога закона, и додао је да је апсолутна неистина да се законом отима имовина СПЦ стечене до 1918, јер како је навео 1918. није било Српске православне цркве, пошто је она настала 1929, а да је 1919. постојала Црногорска православна црква, и да не постоји акт у коме је спорна имовина другачије наведена него као државна која је дата на употребу цркви. Тада је додао и да неће повући закон, и да закон смета "ономе ко зна да то није његово".
Митрополија црногорско-приморска је историјски основана 1219. као Зетска епархија од стране Светог Саве, и као таква је најстарија епархија Српске православне цркве и једина која постоји без престанка и без икаквих прекида од стицања аутокефалности 1219. године. Митрополит Амфилохије се позвао на тај историјски континуитет Митрополије, наводећи да историја територије на којој се налази црквена имовина досеже и до Црнојевића и Књаза Николе, па су поједини манастири старији и од Краљевине Црне Горе, а другом приликом је изјавио да "ми који смо ту осам векова можемо да региструјемо државу, а не она нас".
Спорни закон је уз велике немире у Скупштини донесен 27. децембра 2019. пошто су одбачени сви амандмани и позиви Демократског фронта да се закон не усвоји. Посланици Демократског фронта су покушали да спрече усвајанје закона тако што су се залетатли ка посланицима владајуће коалиције, гађали их флашама и чашама и чупали микрофоне. Уследило је и кошканје са полицијом. Убрзо по усвајању закона полиција је ухапсила све посланике Демократског фронта и још четири особе, а у знак протеста су на неким местима у Црној Гори и блокирани путеви.
Убрзо су широм Црне Горе започеле масовне литије у знак протеста због доношења закона, које су се временом омасовљавале, и које су касније добиле и извесну боју грађанских протеста, након што су им се прикључили и грађани Црне Горе незадовољни влашћу коалиције око ДПС-а од преко 20 година. Протести и литије су били један од кључних фактора првог пораза владајуће коалиције око ДПС-а на парламентарним изборима 2020, из којих је настала Влада Здравка Кривокапића, која је изменила спорни закон.

## Позадина и узроци

### Оснивање црногорске православне цркве
Крајем 1993. године основана је Црногорска православна црква сепаратна од аутохтоне Српске православне цркве која има управу над читавом Црном Гором 800 година и чија имовина је правно заштићена. Сепаратна Црногорска православна црква је регистрована званично у јануару 2000. године у полицијској станици у Цетињу. Први поглавар неканонске Црногорске православне цркве био је Антоније Абрамовић

#### Оснивање
Приликом оснивања своје организације, прваци аутокефалистичког покрета су се позивали на наводна историјска права, која су "доказивали" стварањем нових и оживљавањем старих привида. При томе су тражили ослонац не само у ранијим тезама Секуле Дрљевића и Савића Марковића Штедимлије, већ и у разним памфлетима пропагандног типа, који су између два светска рата настали као производ политичког ревизионизма. Већ током 1927. и 1928. године, у мађарским ревизионистичким и италијанским фашистичким круговима била је уобличена теза по којој је Цариградска патријаршија још 1880. године признала аутокефалност Православне цркве у Црној Гори. Иако нису имале никакво упориште у историјској стварности, такве и сличне тезе су након 1993. године биле често понављане и промовисане од стране аутокефалиста.
Црногорска православна црква је организована 31. октобра 1993. године на Цетињу, када је на на Тргу Маршала Тита изабран за митрополита Антоније Абрамовић, рашчињени свештеник Православне цркве у Америци. Подршку су јој пружали Либерални савез Црне Горе, Социјалдемократска партија Црне Горе и Црногорски федералистички покрет.

#### Канонски статус
Црногорска православна црква (ЦПЦ) тврди да управо она представља пуноправну наследницу целокупне православне баштине у Црној Гори и заступа тезу да је Православна црква у Црној Гори била аутокефална у периоду од укидања Пећке патријаршије (1766) до стварања јединствене Српске православне цркве (1920). Црногорску православну цркву не признаје Цариградска патријаршија нити друге православне помјесне цркве. На њеног вођу, Мираша Дедеића, Свети синод Цариградске патријаршије на челу са васељенским патријархом Вартоломејем I је бацио анатему. Патријарх московски Алексије II је 2004. године приликом сусрета са Милом Ђукановићем рекао му да '„Мираша Дедеића и његове сараднике ни у једној земљи неће позитивно прихватити, за разлику од канонског митрополита црногорско-приморског Амфилохија, кога познаје читав православни и не само православни свет”.

#### Поделе унутар ЦПЦ
Током 2018. године, у Подгоричко-дукљанској епархији ЦПЦ избио је спор између епархијске управе и групе свештеника, на челу са Лавом Лајовићем. Спор је довео до његовог искључења из ЦПЦ што је затим довело до даљих подела и унутрашњег раскола у виду одвајања неколицине свештеника и дела верника, који су се потом обратили неканонским епископима у Италији, ради стварања посебне црквене организације. Одлуком италијанског православног (неканонског) владике Владимира Романа, који је поменуту групу примио под своје окриље, Лав Лајовић је произведен за архимандрита, под новим именом (Владимир Лајовић), а потом је постављен за архијерејског намесника за подручје Црне Горе. Тако је поред неканонске ЦПЦ настала још једна неканонска организација, на челу са новопостављеним архимандритом Владимиром Лајовићем.

### Статус и политика Црне Горе после распада СФРЈ

#### Црна Гора у саставу СРЈ
Након Антибирократске револуције крајем 1988. и почетком 1989. на власт у Црној Гори долази група политичара окупљена око Момира Булатовића, Мила Ђукановића и Светозара Маровића, који су заступали политику Слободана Милошевића у Црној Гори. Послије увођења вишестраначја у СФРЈ, победу на првим изборима у Црној Гори однела је Демократска партија социјалиста (реформисани Савез комуниста Црне Горе), председник Црне Горе је постао Момир Булатовић, док је Мило Ђукановић постао премијер.
После распада СФРЈ, грађани Црне Горе су на референдуму из 1992. подржали њен останак у федерацији са Србијом. Због њене улоге у ратовима у бившој Југославији, новој држави су 1992. године биле уведене економске санкције, па је прошла и кроз период хиперинфлације 1993-1994.
Ђукановић је 1996. почео да се дистанцира од политике Слободана Милошевића и дошао је у сукоб са својим партијским колегом, председником Црне Горе Момиром Булатовићем. Обојица су се као представници ДПС кандидовали за место председника Црне Горе на изборима 1997. на којима је тесну победу однео Ђукановић. Поред пораза на изборима, Булатовићева фракција је поражена и у ДПС-у, па је Булатовић основао нову странку — Социјалистичку народну партију.
Црна Гора је у мањој мјери од Србије била изложена ударима НАТО пакта, током бомбардовања СРЈ. У Црној Гори је 6. новембра 1999. уведена њемачка марка као званична валута, прво упоредо са југословенским динаром, а касније као једина званична валута.

#### Стицање независности
После 2000. године, Ђукановић се отворено почео залагати за независност Црне Горе. Савезна Република Југославија је 2003. реорганизована у Државну заједницу Србија и Црна Гора, уз могућност да се након три године распише референдум о независности чланица. На референдуму 21. маја 2006, већина од 55,5% се изјаснила за опцију независне Црне Горе. Независност Црне Горе је проглашена 3. јуна 2006. године.
Дана 28. јуна 2006. Црна Гора је постала 192. чланица Уједињених нација, а 11. маја 2007, 47. чланица Савјета Европе.
Дана 5. јуна 2017. године, Црна Гора се придружила НАТО-у као његова 29. чланица.

## Почетак, ток и ескалација кризе

### Закон о слободи вероисповести
Влада Црне Горе представила је нацрт закона о слободи вероисповести крајем 2015. године и послала Венецијанској комисији Савета Европе. Тада је било више од 5.000 примедби на које нико никада из Владе или надлежног министарства није одговорио. Тај нацрт је Венецијанска комисија одбацила. Амбасадорка Божидарка Крунић при Савету Европе, стална представница Црне Горе, дописом од 24. августа 2015. године затражила мишљење Венецијанске комисије о Нацрту закона о слободи вероисповести. Венецијанска комисија је 27. новембра 2015. године припремила мишљење бр. 820/2015 о Нацрту закона о слободи вероисповести у Црној Гори. Мишљење је претходно достављено Министарству за људска и мањинска права на чијем се челу у то време налазио Суад Нумановић. Венецијанска комисија и ОЕБС/ОДХИР су мишљење припремили за пленарну седницу Венецијанске комисије у децембру 2015. године, али је Министарство повукло акт из процедуре пред тим међународним телом. Како се ближила 100 годишњица оснивања Краљевине Југославије и 800 годишњица аутокефалности Српске православне цркве тензије између Београда и Подгорице су расле. Дана 13. фебруара свештеници Митрополије црногорско-приморске успротивили су се предлогу закона уколико Скупштина Црне Горе усвоји предлог закона о странцима који долазе из Србије и Босне и Херцеговине и који ће морати да полажу црногорски језик и да приложе потврду да је верска организација за коју раде регистрована како би добили дозволу за привремени боравак.

### Други председнички мандат Мила Ђукановића
Након нове лаке победе на председничким изборима у априлу 2018. године новоизабрани председник Црне Горе Мило Ђукановић је у свом инаугурационом говору 20. маја 2018. године црквено питање православних верника означио као „најопаснији фактор деструкције у процесу снажења црногорског националног и вјерског идентитета“. Ту Ђукановићу поруку многи аналитичари су протумачили као коначну најаву обрачуна са Српском православном црквом. Након што је предсједник Црне Горе Мило Ђукановић током инаугурационог говора најавио отварање црквеног питања у Црној Гори, оцјењујући како су „контроверзе у тој области најопаснији фактор деструкције у процесу снажења црногорског идентитета“, из НВО „Црногорска православна црква“ откривају да су им надлежни најавили нове разговоре о нацрту закона из 2015. који је предвиђао да сви храмови саграђени до 1. децембра 1918. буду отети од Српске православне цркве и постану државна имовина.

### Забрана уласка српским интелектуалцима у Црну Гору
Дана 1. новембра 2018. године Влада Црне Горе донела је указ о забрани преласка државне границе песнике Матији Бећковићу, историчарима Чедомиру Антићу и Александру Раковићу, као и српском политичару и правнику Дејану Мировићу како би се спречило обележавање стогодишњице оснивања Краљевине Југославије планиаране за 1. децембар.

### Сукоб на Михољској превлаци у априлу 2019.
Дана 30. марта 2019. године урбанистички грађевински инспектор из Херцег Новог најавио је рушење крстионице на Михољској превлаци код Тивта за уторак, 2. април, јер је, како сматра, нелегално изграђена. У решењу инспектора Драгана Зејака, наводи се да ће крстионица, која је изграђена на постојећој понти, у делу аква простора, на локалитету познатом као Острво цвећа, бити срушена 2. априла у 9.00 часова. Митрополија црногорско-приморска добила је ово решење иако су се надали позитивном исходу након што су, по завршетку раније инспекцијске контроле, поднели захтев како им је и саветовано. Због рушења крстионице, која има 11 метара квадратних, верници су најавили окупљање ноћ уочи 2. априла. Крстионица се налази у мору и представља обнављање старе изграђене прије више од 11 векова у седишту прве Зетске епископије Светог Саве, успостављене 1220. године. Ту се свакодневно врше крштења и све је више оних који у летњем периоду желе да се крсте погружавањем у море. Због тога је и одлучено да крстионица буде обновљена и постављена на води. Непосредно испод остатака манастира налазила се манастирска стара понта која је ојачана, а на њој је подигнута крстионица, изграђена у складу са архитектуром 9. века и посвећена Светом Ловћенском тајновидцу Петру Другом Петровићу Његошу. Против Зејака, чији потпис је на решењу о рушењу крстионице годину дана раније поднесена је кривична пријава због постојања основане сумње да је починио продужено кривично дело злоупотребе службеног положаја. Кривичну пријаву поднели су службеници Управе полиције Министарства унутрашњих послова - Одсек за сузбијање привредног криминалитета Сектора криминалистичке полиције у Херцег Новом. Свештеник СПЦ Миајло Бацковић је поводом најаве црногорских власти да ће у уторак да сруше Крстионицу у манастиру Михољска превлака на Острву цвећа позвао вернике да не осуђују оне који ће доћи да сруше храм, већ да се у што већем броју окупе како би „молитвом загрлили Крстионицу”. Секретар за обнову манастира на Михољској превлаци, свештеник Миајло Бацковић рекао је да Крстионица, од милоште названа „Суза Његошева”, није подигнута ни у Порто Монтенегру, хотелском комплексу или неком одмаралишту већ усред манастира Св. Архангела Михаила где монаси свакодневно крсте децу у мору”. Најављеном рушењу крстионице у манастиру Михиљска Превлака за 2. април у 9.00 часове, претходило је бројно окупљање великих полицијских снага око ове светиње већ од 4.35ч. Како јављају верници полиција је са угашеним свијетлима са мора покушала да тајно и нечујно опколе Крстионицу у којој се мноштво народа молило и учествовало на служби Божијој. Свештеник је позвао полицајце да се повуку, пођу кућама и загрле своју децу како би били поносни на очеве који нису направили безумље и послушали наређење да руше светињу. Током мирног окупљања, верници су донели службеницима полиције кафу и чај, а они су се око 7.30 повукли јер се нису стекли услови за рушење. Начелник Центра безбедности Херцег Нови Горан Банићевић и начелник ОБ Тиват Драган Контић разговарали су јутрос са свештеником Михајлом Бацковићем, тражећи да се верници повуку, како би се приступило рушењу. Бацковић им је, како преноси Радио Тиват, саопштио да је Митрополија црногорско-приморска више пута нудила држави да плати закуп понте. Дана 3. априла братствo манастира Михољска Превлака позвало је верни народ да се свакодневно укупља у манастиру док се не реши статус крстионице. Митрополит Амфилохије оштро осудио намеру да се уклони Крстионица. Поводом најаве власти да ће срушити црквицу на понту у среду је реаговао и митрополит црногорско-приморски Амфилохије: "Ко срушио крстионицу на Превлаци, да Бог да Часни крст њега и његово потомство срушио и уништио! Ја понављам те речи. Јесте да су тешке, али ја морам да поновим те речи Светог Петра Цетињског" - рекао је митрополит након литургије у цркви Светог спаса на Топлој у Херцег Новом. Верници и свештенство организују дежурства у сменама које ће стално дежурати на Михољској превлаци и бранити крстионицу. Дана 4. априла око 15 часова у Боки се проширила информација да, наводно, велике полицијске снаге из Подгорице крећу према Михољској превлаци, како би обезбедиле спровођење у дело решења Грађевинске инспекције о рушењу "бесправно" подигнуте крстионице Манастира Светог Архангела Михаила, а које су верници спречили 2. априла у зору. Из Управе полиције је демантовано да је полиција из Подгорице кренула ка Михољској превлаци. Његово високопреосвештенство архиепископ цетињски митрополит црногорско-приморски Амфилохије поручио је 6. априла да је крстионица на Михољској превлаци прилика за помирење, умножење братске љубави и слоге, и међу нама православнима и са нашом браћом римокатолицима. Наредних недеља народ је се спонтано скупљао док власти нису одустале од рушења. На Васкрс 28. априла епископ будимљанско-никшићки Јоаникије у интервјуу „Дану“ оценио је нацрт закона о слободи вероисповести да више личи на револуционарни позив за гоњење Српске православне цркве (СПЦ) и пљачку њене имовине, него на ваљано правно регулисање слободе вере.

#### Изјава архијерејског саборског сабора СПЦ о предлогу закона о вероисповести
Влада Црне Горе представила је 20. маја предлог закона о слободи вероисповести или уверења и правном положају верских заједница, који, по многим тумачењима, суштински представља фронтални напад на Митрополију црногорско-приморску Српске православне цркве. Главна тачка спорења, по свему судећи је интенција црногорских власти да све верске објекте који су наводно били имовина Црне Горе пре 1918. године укњижи као државно власништво. У саопштењу за јавност Светог архијерејског сабора СПЦ истиче се да се „тим нацртом закона специјално и намерно дискриминишу епархије црногорско-приморска и будимљанско-никшићка, а предвиђа се чак и отимање светих храмова и њихово проглашавање за власништво државе“ Црне Горе, што представља директно мијешање у унутрашње црквене послове, те да посриједи имамо покушаје насилног одузимања светиња у корист канонски и реално непостојеће „Црногорске православне цркве“, као и претње да ће бити срушене поједине богомоље (црква на планини Румији и крстионица на Превлаци).

#### Неслагања Црногорске владе са Венецијанском комисијом и СПЦ
Крајем маја представници власти су у разговорима са експертима Венецијанске комисије истакли да је предлог закона усаглашен са највишим правним стандардима, док из Митрополије црногорско-приморске и Епархије будимљанско-никшићке тврде управо супротно. Министри спољних и унутрашњих послова Црне Горе Срђан Дармановић и Мелвудин Нухоџић, као и председник Парламента Иван Брајовић експерте из делегације Венецијанске комисије (ВК) су увјеравали да нови предлог закона „гарантује сваком грађанину Црне Горе слободу вероисповести“ и „заштиту културног блага Црне Горе“, док у СПЦ немају дилему да власт овим законом жели да препише све храмове на државу, да се ради о покушају отимачине црквене имовине мимо свих законских норми, а због чега су делегацији Комисије предате и бројне примедбе на спорни предлог закона. Из Венецијанске комисије су поручили да су „свесни важности доношења закона који регулише тако комплексну материју“, због чега су у врло кратком року допутовали у Црну Гору да још једном сагледају сва мишљења, те да би Комисија могла дати своје мишљење крајем јуна. Нема сумње да ће мишљење Венецијанске комисије по овом питању бити од изванредног значаја за даља укупна друштвено-политичка збивања у Црној Гори.

### Тројчински Сабор

#### Тензије пред Сабор
На изборној конференцији Демократске партије социјалиста (ДПС) у Никшићу председник партије Мило Ђукановић казао је 8. јуна да Српска православна црква (СПЦ) покушава да чува “инфраструктуру велике Србије”. Многи црквени великодостојници и опозициони активисти су протумачили да је седам дана уочи најављеног Тројчинданског сабора најављеног за 15. јун председник Црне Горе Мило Ђукановић дословце објавио рат Српској православној цркви. Српски национални савет Црне Горе упутио је 10. јуна отворено писмо председнику Србије Александру Вучићу у којем се каже да је ситуација у Црној Гори таква као да се сви журе да Србе избаце из ове државе. Дан пре Тројчинског Сабора професор Правног факултета у Београду Бојан Милисављевић поручио је 14. јуна да Црна Гора ће прекршити и правила међународног права и правила о верским заједницама уколико одузме имовину Српске православне цркве (СПЦ) у тој земљи.

#### Дан Сабора
На дан Тројичинског сабора 15. јуна у јутарњим сатима након шест сати чекања на граничном прелазу Добраково, црногорска гранична полиција задржавала вернике из Србије који су кренули на Тројчиндански сабор у Подгорицу, али и друге грађане Србије. Тројчиндански сабор под мотом „Одбранимо светиње“ одржан је испред Саборног храма Христовог Васкресења у Подгорици. Како наводе локални медији, Сабор је био један од најмасовнијих скупова у историји Црне Горе. Сабор је реакција на Нацрт закона Владе Црне Горе о слободи вероисповести и уверења, којим се, ако буде усвојен, доводе у питање достојанство и имовина Српске православне цркве у Црној Гори. На крају Тројчиданског сабора, епископ будимљански-никшићки Јоаникије прочитао је проглас у којем стоји да Предлог закона о слободи вероисповести и уверења и правном положају верских заједница, који је 16. маја 2019. године утврдила Влада Црне Горе, није ништа друго до акт који је првенствено уперен против епархија СПЦ, које имају своју осмовековну канонску јурисдикцију на простору на којем се данас налази Црна Гора. Епископ Јоаникије је упутио захтев Влади Црне Горе да из даље процедуре у разумном року повуче Предлог закона и припреми нови који ће бити у сагласности са достојанством Црне Горе и међународним стандардима о слободи вероисповести. Председник Србије Александар Вучић поручио је да неће да улази у „прављење додатне зле крви и сукоба“ на релацији Србија-Црна Гора, након што је Подгорица усвојила предлог спорног закона којим се практично отима имовина Српске православне цркве у Црној Гори. Свету архијерејску литургију служили су митрополит црногорско-приморски Амфилохије, будимљанско-никшићки Јоаникије, рашко-призренски и косовско-метохијски Теодосије, милешевски Атанасије, буеносајрески и централно-амерички Кирило, захумско-херцеговачки Димитрије и умировљени епископ Атанасије са многобројним свештенством. Испред платоа Храма окупио се огроман број грађана који стално пристижу. Испред платоа Храма окупио се огроман број грађана који су стално пристизали.

#### Реакције после Сабора и дипломатски скандали
Дан после Тројчинданског сабора испред Храма Христовог васкрсења у Подгорици, огласио се самозвани митрополит канонски непризнате ЦПЦ Михаило, који је о скупу испред Храма Христовог васкрсења рекао да Храм „јесу Срби направили, али, богуми, нашим новцем“. Према његовим тврдњама, овакви напади на Црну Гору могу да упућују на то да „хоће да понове једну врсту Сребренице и овде“.
„Сребреница је завршена. Сребреница је данас света земља. Сребреница је велики геноцид у хисторији Балкана и Европе. Сребреница је пример и узор да таква зла више не чинимо. А Срби, ако то опет желе да раде, могу на некој другој територији. Балкан се, срећом, ослободио од Србије“, навео је он.
Такође се осврнуо на однос СПЦ према исламу.
„Верујте, они би радо протерали и ислам, и католичанство, и јеврејство, да би онда овде била чиста српска држава. Било је то у плану тридесетих година прошлог века. Тада је постојао план истеривања Албанаца са Косова под насловом ’исељавање Арнаута‘. Дакле, није први пут да се тако понашају. Они би требало да се боље понашају према исламу него нама православнима, јер им је под Турцима најбоље било. Били су 500 година под великом турском империјом на три континента. Било им лепо тамо, чоче“, каже митрополит Михаило.
Адвокат Иван Симић каже да је црквена имовина неприкосновена, као и свака друга имовина, па одузимање објеката Цркве доношењем закона у Црној Гори представља правно насиље, какво је већ виђено у Хрватској, која је низом уредаба и закона практично отела имовину правних лица из Србије. Он истиче да је и митрополит Амфилохије у Подгорици истакао правни аргумент — документ из 1919. године у којем стоји да су тада сви храмови у Црној Гори, осим једне капеле, припадали Цркви. Он је то изјавио само неколико дана пре него што је у Црној Гори утврђен предлог закона о слободи вероисповести којим ће сви верски објекти „бити препознати као државна имовина“ ако су припадали држави пре 1918. године.
Председник партије Праве Црне Горе Марко Милачић огласио се 17. јуна саопштењем поводом увреда које је у недавном интервјуу изговорио самозвани митрополит канонски непризнате „црногорске православне цркве“ Михаило Мираш Дедеић. У писму гласи:
"„Господине Мираше, пишем вам, не због вас, већ због оних који од ваше квази мантије и од оних у власти који вам је придржавају, не могу да виде истину. Онолико колико је Мило Ђукановић лажни цар, толико сте и Ви лажни митрополит. Дио сте исте преваре. Господине Мираше, Ви нисте ни свештеник, а камоли владика и митрополит. То што сте некада били свештеник било је у јурисдикцији Цариградске патријаршије, у Риму. Тамо вас је овај исти, данашњи цариградски патријарх Вартоломеј лишио чина. Сада се надате — има ли веће представе апсурда — да ће вам онај који вас је рашчинио, подарити аутокефалност! Господине Мираше, Ви сте ходајућа анатема. Представљате се лажно да сте митрополит ’црногорске православне цркве‘, док је на вама анатема Цариградског синода, којом сте проглашени огољеним од сваке благодати. Нисте Ви никакав Михаило, никакав митрополит, већ рашчињени поп, распоп, цивилно лице, и то какво, Мираш Дедеић. Господине Мираше, ваша мантија је исувише прозирна да би прикрила велику истину и историју наше Српске православне цркве и њене овдашње Митрополије и епархија. Господине Мираше, не могу ваши лажни чинови, којима сада желите да печатирате отимање црквене имовине, прикрити да су наше четири династије своју имовину завјештавале махом Цркви. Не могу да прикрију повељу Ивана Црнојевића у којој Цетињском манастиру завјештава две трећине имовине. У њој господар зетски куне: ’Ако кога научи сијач злоће и наш противник ђаво, да штогод одузме од овога што смо записали — такав нека буде проклет‘. Ово је клетва за отимаче имовине црквене. Не може ваше лажно владичанство прикрити шта је Свети Василије Острошки откупио од сељака и оставио Цркви, а о чему пише у свом завјештајном писму: ’Вели До за дванаест гроша и по, и Спижића земљу и Добропоље от пута до реке и с јазом за два гроша; а што је његово било под лозом то је приложио церкви, и што сам купио Зануглицу у Милановића, у Раича и у Вумила за грош и букилу пшенице, и у Петра Живковића што сам купио Зануглицу за два гроша. То све приложих и дах цркви у Острог. Купих Велики До и све Владовића и Заугнице. Бог сведок. Свети Василије, као и Иван Црнојевић, потом куне: ’И тко би се поткусио да нешчо отними од монастира, отнимио Господ Бог таквому разоритељу његов дом‘. Господине Мираше, ви и ваши ментори ’отнимате‘. Отимате, од Светог Василија Острошког. Да ли је Свети Василије откупљивао имовину сељака и припајао цркви вашој или Цркви Светог Саве у Црној Гори, Српској православној? Ако вам није познато, Свети Василије рођен је као Стојан Јовановић, у селу Мркоњићи, Попово Поље, надомак Требиња. Или је и он, господине Мираше, окупатор? Да ли је окупатор Свети Сава? Да ли планирате да, рецимо, Манастир Савину преименујете у манастир Мирашевину или манастир Миловину? Нису Свети Сава и Свети Василије окупатори. Ви сте. Господине Мираше, вашим лажним бдењима нећете прикрити документа из којих исијава истина, попут оног из 1919. године, који је у посједу Митрополије и у којем јасно пише да је од свих цркава само једна капела, у болници ’Данило Први‘, уписана као државна имовина. И 1868. године и 1878. године и за вријеме краља Николе наводи се шта је државно, шта је владарске куће, а шта је црквено. Господине Мираше, лажном камилавком, ви и ваши, не желите само да отмете вјековну имовину аутохтоне Цркве, већ и истину: Цетињска митрополија је правни и сваки други наследник Зетске епископије коју је основао Свети Сава 1219. године. Премала је ваша камилавка да би прикрила истину да је цар Душан средином 14. вијека управо Зетску епископију уздигао у ранг митрополије. У Скопљу, на државном сабору. Господине Мираше, нејаки су ваши лажни обреди да би прикрили огромну истину о континуитету СПЦ, која је заискрила 1219. године у Жичи, гдје је са Светим Савом рођена прва епархија Српске цркве, исте године када је формирана и Зетска епископија, па све до 1766. године, када је укинута Пећка патријаршија. Преголеми су вјекови СПЦ на овим просторима и у Црној Гори да би их ваше лажно кандило задимило. Господине Мираше, онај који вас слуша, вас и ваше менторе у власти, стекао би утисак да СПЦ на овим просторима постоји тек од 1918. године, односно 1920. године, када је проглашена уједињена Српска православна патријаршија, у Београду, након уједињења из 1918. године. То Ви називате окупацијом, а то је тек наставак онога што овде постоји од 13. вијека. Господине Мираше, није Црква у Црној Гори никада била аутокефална. Нити је икада била, нити је то тражила. Није Цетињска митрополија била аутокефална од гашења Пећке патријаршије 1766. године, па до 1920. године, већ је у надљудском напору за самоодржањем постојала самостално и када није било њене матице. Црногорска митрополија је у том периоду — и то је понос Црне Горе — била жива искра која је очувала континуитет Пећког трона. Није то аутокефалност и сепаратизам, већ супротно — највећа потврда припадања СПЦ и Патријаршији пећкој. Господине Мираше, није то аутокефалност, већ највећи доказ црквено-правног, националног, духовног и историјског континуитета Пећке патријаршије. Зато данашњи, истински црногорски митрополит носи титулу егзарха Пећког трона. Ту исту титулу први је добио владика Василије 1750. године од пећког патријарха Атанасија Гавриловића. Успут, владику Василија је за митрополита рукоположио управо патријарх Гавриловић. Да ли знате гдје, господине Мираше? У Београду. Након пећког патријарха, у СПЦ је други по достојанству био црногорски митрополит. Господине Мираше, то што се ваш лажни клер позива на Његошеву бијелу панакамилавку, владичанску капу, као доказ аутокефалности, такође је лаж: само данас, петнаестак митрополита у Руској православној цркви носе такве панакамилавке, а исти је случај био и у царској Русији. Господине Мираше, не може ваша лажна одора да прикрије да је Свети Петар Цетињски хиротонисан од карловачког митрополита Мојсија Путника 1784. године у Сремским Карловцима. Нити да је Његош хиротонисан у Санкт Петербургу 1833. године зато што Цетињска митрополија није имала помјесне епархије и владике који би извршили хиротонисање у Црној Гори. Господине Мираше, можете још вијек да прикривате, али нећете успјети да прикријете меморандум Светог Петра, којим је 1807. године руском цару предлагао стварање славјано-сербског царства на Балкану, са сједиштем у Дубровнику. Можете још хиљаду година да покушавате, али нећете успјети да избришете ријечи Његошеве, упућене Кнезу Александру Карађорђевићу, преко Матије Бана: ’Треба најприје да се српски народ ослободи у цјелини, ја бих тада отишао у моју Пећку патријаршију, а кнез српски у Призрен, да владамо заједно над народом слободним и уједињеним. Господине Мираше, можете колико год вам драго да пропагандо-бдењујете, али нећете утихнути пјесму краља Николе, написану 1913. године, на Савиндан: ’А да би нам љепша била / слобода је ресит мора / слободи је колијевка / Немањина Црна Гора‘. Господине Мираше, ни стотину таквих мантија да обучете нећете прецртати ријечи предсједника Владе Црне Горе Лазара Томановића, који је 1910. године казао да је Митрополија цетињска једина светосавска епископска столица која је без прекида, све до данас, сачувала континуитет СПЦ. Господине Мираше, ваше лажно представљање за митрополита неће вам помоћи да истини обучете лажно рухо, попут вашег. Да има државе, Ви, као анатемисани, рашчињени свештеник, не би смјели да носите ни одору ђакона, а камоли митрополита. То што сте ступили у контакт са расколницима у Бугарској цркви, који су вам дали владичански чин, само говори о каквом духовном полусвијету је ријеч. Господине Мираше, све што радите под мантијом је ништавно, неканонски. Они које крстите, нису крштени. Они које вјенчавате, нису вјенчани. Они које рукополажете у попове, нису попови, него као и Ви — распопови. Оно што Ви говорите није истина, него лаж. Господине Мираше, заједно са вашим ментором Ђукановићем, скупа са вашим иностраним менторима, који желе да украјинизују моју земљу: Даље руке од наше свете Цркве, бранићемо је животима! Марко Милачић, предсједник Праве Црне Горе“.
Дана 17. јуна, Министарство спољних послова Црне Горе оградило се од ставова против Српске православне цркве које је Мирна Никчевић, прва саветница у амбасади Црне Горе у Анкари, изнела на Фејсбуку у дискусији о Тројчинданском сабору, који је 15. јуна одржан испред Саборног храма Христовог васкрсења у Подгорици. Никчевићева се укључила у дискусију пријатељице, која је на Фејсбуку објавила фотографије са сабора и пријатељима пожелела мир и љубав и прво написала да је остала без текста, али да је боље што је тако, јер „не би био пријатан“. Пријатељица ју је подсетила на дане када су ишле заједно у манастир Дајбабе, на шта је уследио опширнији одговор Никчевићеве, са елементима који се могу окарактерисати као говор мржње. Не прецизирајући какве, најавили су и да ће предузети одређене мере због понашања Никчевићеве.
Истога дана председник Црне Горе и ДПС-а Мило Ђукановић поручио је да Црна Гора нема намеру отме ниједан метар туђе територије, али неће дозволити да се отима оно што припада Црној Гори, са изборне конференције у Беранама поводом намере Подгорице да „подржави“ цркве и храмове СПЦ који су били у власништву државе до 1918. године.
Историчар др Александар Раковић, коме је забрањен улазак у Црну Гору, у тек објављеној књизи „Црногорски сепаратизам“ приказује неке недовољно познате путеве и магистрале стварања идентитета Црногораца који не треба да буде српски. У „Црногорском сепаратизму“ Раковић је написао да не искључује могућност да се „Ђукановићева црногорска нација заједно са националним мањинама и страним менторима“ обрачуна са Србима у Црној Гори „на исти начин као што се Хрватска обрачунала са Српском Крајином 1995.“, али и да се не може искључити да Црна Гора поново постане српска држава. Раковић каже да патријарх Иринеј није претерао кад је упоредио положај Срба у данашњој Црној Гори са НДХ, јер „НДХ није само геноцид, него и ’правашка‘ идеја на којој се данас темељи црногорски сепаратизам“. Према његовим речима, „кухиња је истоветна“ и она сеже у време половине 19. века, кад је Анте Старчевић одбијен на Београдском лицеју као предавач математике. Старчевић је молбу написао ћирилицом, али доктор филозофије није испуњавао формалне услове да предаје математику и од тада почиње његова разорна идеологија која је на крају изродила усташе и НДХ као најдесније крило „праваштва“.
Дан касније поводом предлога закона црногорске Владе, којим се предвиђа подржављење имовине Српске православне цркве до 1918. године објављен је списак само најзначајнијих српских манастира и цркава у Црној Гори које се могу наћи на удару новог закона о слободи вероисповјести. Велики број светиња и манастира у Црној Гори задужбине су српске средњовековне династије Немањића, а у Цетињском манастиру и данас се чува круна српског краља Стефана Дечанског, којом је, на лични захтјев, крунисан и црногорски краљ Никола Први Петровић на Цетињу 1910. године. Међу светињама се налазе:
- Цетињски манастир (Манастир је више пута дограђиван, а садашњи изглед добио је 1927. године).

Данас се у Цетињском манастиру чувају:
— рука Светог Јована Крститеља, којом је крштен Исус Христос
— мошти Светог Петра Цетињског (Петра Првог Петровића Његоша)
— честица Часног крста Господњег, на коме је Христ био разапет
— епитрахиљ Светог Саве (Растка Немањића) из XIII вијека, оснивача Српске православне цркве
— круна српског краља Стефана Дечанског из династије Немањића из 14. вијека, којом се такође крунисао и црногорски краљ Никола Први Петровић 1910. године
— штап првог црногорског владара Ивана Првог Црнојевића из XV вијека
- Манастир Острог (Манастир Острог је манастир Српске православне цркве који је смјештен уз скоро вертикалну литицу, високо на планини Острошка греда у Црној Гори).
- Манастир Ђурђеви Ступови (Манастир Ђурђеве Ступове као своју задужбину подигао је господар Будимља, жупан Стефан Првослав, син Великог жупана Тихомира, а синовац Немањин 1213. године. Манастир Морача (Кнез Стефан Немањић, који је носио и стару дукљанску краљевску титулу, подигао је манастир Морачу 1252. године, за време владавине краља Уроша Првог. Манастир је подигнут на десној обали ријеке Мораче, у проширеном дијелу кањона ове ријеке, названом Доња Морача, на једној тераси која надвисује речно корито за око 40 метара. У непосредној близини манастира извире јако врело, чија вода још увек служи за пиће. Ту, до самог манастира, је и обронак звани Светигора, са кога вода пада са висине од 40 метара. Ово је најлепши водопад у Црној Гори. Главна црква Морачког манастира посвећена је Успенију Пресвете Богородице, по свом архитектонском облику спада у најстарију групу српских цркава такозване „рашке школе“ и грађена је по угледу на раније владарске задужбине: Студеницу, Жичу и Милешеву).
- Манастир Ждребаоник (манастир Српске православне цркве који се налази на лијевој обали ријеке Зете у Секулићима надомак Даниловграда. Посвећен је Светом Архангелу Михаилу и припада Митрополији црногорско-приморској).
- Манастир Пива (Посвећен је Успењу Богородичином. Дио је епархије будимљанско-никшићке, која је поново успостављена 2001. године, након што је била укинута дугих триста година, а прије тога је постојала и у вријеме Светог Саве Немањића. Манастирска црква је тробродна са надвишеним средњим бродом и без куполе, по чему је надалеко препознатљива).
- Манастир Савина (Манастир Савина се налази поред Херцег Новог, и направљен је у бујној медитеранској вегетацији на једном од најлепших места у заливу Боке которске. Манастир се састоји од три цркве: Мали храм Успења пресвете Богородице, Велики храм Успења пресвете Богородице и Храм Светог Саве, по коме је манастир и добио име).
- Манастир Подмаине (Манастир Подмаине налази се у Будви на узвишењу изнад Будванског поља. За манастир посвећен Успењу Пресвете Богородице одомаћено је више назива. Неко га назива Подмаине, неко Подострог, а најчешће манастир Маине. Подострог га називају по оближњем брду Острогу у Маинама).
- Црква Светог Ђорђа у Подгорици (У самом центру Подгорице, поред стадиона ФК „Будућност“, смјештена под брдом Горица, налази се црква Светог Ђорђа, најстарија активна хришћанска богомоља на простору Црне Горе, за коју се сматра да је стара више од 900 година).
- Манастир Света Тројица (Манастир Света Тројица је средњовековни манастир који припада Епархији милешевској Српске православне цркве. Налази се у Пљевљима на сјеверу Црне Горе, два километра од центра града. Манастирски комплекс удаљен је 61 километар од Дурмиторa и 38 километара од моста на Тари. Манастирска црква је посвећена Тројици, који се у црквеној литератури обично називају Света Тројица)[61].

Дан после великог скандала Министарство спољних послова Црне Горе покренуло је дисциплински поступак против саветнице амбасаде у Турској Мирне Никчевић, након што је она на свом профилу на Фејсбуку изнела низ увреда на рачун верника Српске православне цркве. Десетак минута касније поново је на свом профилу на Фејсбуку написала да се „опозива са функције“, како је казала „због несретног Министарства“. У поруци на Фејсбуку је написала: „Али Мило ће вам доћи главе стоко неотесана. Нисам више дипломата“.
Дана 19. јуна, Председник Црне Горе Мило Ђукановић саопштио је да очекује да Цариградска патријаршија призна аутокефалност „црногорске православне цркве“. Ђукановић је, у интервјуу за телевизију Н1, казао да би га изненадило да се у Цариградској патријаршији размишља другачије. Ђукановић је поновио да СПЦ чува инфраструктуру „велике Србије“ и то кроз четири епархије у Црној Гори, од које су три прекограничне. Он је навео да је Амфилохијево поступање у складу са мисијом СПЦ и увјерењем да је Црна Гора, стицајем несрећних околности, постала независна држава и да ће ту грешку Црква исправити.
Дана 20. јуна, Странка Права Црна Гора најоштрије је осудила објаву глумца и сталног члана ансамбла Црногорског народног позоришта Зорана Вујовића на Фејсбуку због вређања српског народа, оцењујући је као „излив класичног фашизма, расизма и повампирења најгоре међубратске мржње“. Вујовић је 16. јуна на свом налогу на Фејбуку погрдним речима најбруталније извређао Србе, окарактерисавши их, између осталог, и као „незналице, изроде, издајице, смећаре и адолесценте“. Поред увреда, Вујовић је изрекао и низ псовки, које нећемо објављивати, а које можете погледати овде. Наредног дана странка Права Црна Гора је поднела кривичне пријаве против амбасадорке Мирне Никчевић и глумца Зорана Вујовића.
Истог дана амбасадор Србије Зоран Бингулац позван је данас у Министарство спољних послова Црне Горе на разговор због континуираних негативних изјава српских државних и других званичника о унутрашњим питањима наше државе, које су кулминирале изјавом члана Владе Републике Србије, министра за иновације и технолошки развој Ненада Поповића. Том приликом, како се наводи, државни секретар Амбасаде Зоран Јанковић оценио је да су изјаве министра у Влади Републике Србије забрињавајуће и непримерене, и пренео очекивање да ће се званични Београд оградити од поменутих изјава. Како се додаје, амбасадор Јанковић је оценио непримереном интензивну и негативну кампању која се неоправдано и без аргумената води у Србији, поводом нацрта Закона о слободи вероисповести или уверења и правном положају верских заједница Црне Горе.
Митрополија црногорско-приморска (МЦП) саопштила је 20. јуна да није против доношења Закона о слободи вероисповести, али јесте против и биће против једностраних активности црногорских власти по овом питању. Ону су поручили да је у праву предсједник Ђукановић да се питање слободе вјероисповијести тиче државне стабилности, демократског устројства и свеукупног црногорског идентитета. Из Митрополије су додали и да је „залудна нада предсједника да ће Цариградска патријаршија признати аутокефалност цркве у Црној Гори“.
У свом последњем интервјуу за агенцију Спутњик десетак дана пред смрт бивши председник Црне Горе Момир Булатовић изјавио је: "Одлуком да баш сад приступи одузимању имовине Митрополије црногорско-приморске Српске православне цркве, режим Мила Ђукановића је повукао најбољи могући потез зарад сопственог опстанка на власти. То је толико паметно, да изгледа да није могло доћи из његове главе. И ту треба видјети највећу опасност. Закон о слободи вјероисповјести, који је Влада Црне Горе упутила Скупштини на одлучивање (усвајање), узбуркао је политичке и све остале страсти на начин који је без преседана у новијој црногорској историји. Ваља подсјетити да је та историја у претходне три деценије била све остало, осим мирна и досадна. Непознати су аутори ових „ингениозних“ предлога, не постоји ни уставни ни законски основ да они буду спроведени, не зна се шта „држава“ намјерава након што се прогласи власником манастира, цркава, крстионица, гробаља... Зна се да је у питању одлука којом желе да исправе „вјековну неправду“, како пркосно тврди Мило Ђукановић, а тврди и да је његова одлука да баш он обави ту работу. Сасвим очекивано, реаговали су свештенство и монаштво Митрополије, а њени великодостојници су објавили став да на то неће пристати ни по коју цијену. Услиједиле су тешке ријечи између представника власти и оног дијела опозиције, који је стао у одбрану својих светиња и традиције, која Црну Гору разликује од Монтенегра. Све чешће се може чути да ова намјера власти може бити довољан повод за вјерски или грађански рат. Стога, одбрана Митрополије црногорско-приморске има много дубљи значај од Милових „игара престола“. Јер, све се ово дешава у времену када Албанци губе значајан дио међународне подршке, због које су до сада и могли да раде што им падне на памет, а Србија мудро и корак по корак поправља своју укупну, а тиме и преговарачку позицију. Неко је, стога, притиснуо тастер звани „Мило“ и створио ново искушење пред властима Србије".
Дана 22. јуна председник Матице црногорске Драган Радуловић изјавио је да сукоб који секуларна држава Црна Гора има са Српском православном црквом (СПЦ) је реалан, и мора се решити уколико намеравамо да сачувамо државу. У интервјуу за „Викенд новине“, он је оценио да је СПЦ у последњих 30 година од себе успела да направи „брутално оружје у оспоравању свега што је црногорско, као и да представља посљедњи политички реликт из 1918. године“, преноси ЦдМ.
„СПЦ се не задовољава да обавља цркви припадајући позив, него већ одавно покушава да преузме контролу над политичким животом заједнице. А како не може постојати ’једна земља са два господара‘, извесно је како ће се тај сукоб окончати“, рекао је Радуловић.
Он је казао да је „СПЦ указом краља Александра из 1920. године отела имовину Црногорске православне цркве, што није урадила ни муслиманска ни католичка верска заједница“.

#### Нова реакција Венецијанске комисије
Дана 21. јуна Венецијанска комисија усвојила је на пленарној сједници у Венецији позитивно мишљење на Предлог закона о слободи вероисповести или уверења и правном положају верских заједница Владе Црне Горе, констатујући да предложени законски текст „доноси значајне позитивне промене постојећег застарјелог законодавства“. Протојереј и ставрофор Велибор Џомић је изјавио да на основу његових сазнања нема никаквог једностраног одузимања цркава, џамија, римокатоличких самостана, жупних уреда и друге непокретне имовине која је у својини цркава и верских заједница. Дакле, не само наше Цркве, него и Римокатоличке цркве и Исламске заједнице. Председник Србије Александар Вучић истакао је данас да би било најбоље да Црна Гора и Србија спусте тензије, и додао да ће мишљење о ставу Венецијанске комисије о црногорском закону о слободи вероисповести изнети када он буде објављен. Вучић је, упитан да прокоментарише медијску кампању у Црној Гори против Србије и Срба, као и, према саопштењу владе у Подгорици, позитивно мишљење Венецијанске комисије, казао да се кампања води у Црној Гори против Србије и Срба, а у Србији се води обрнута кампања. Он је додао да му је најсмешније када у медијима прочита да Србија води кампању против Црне Горе, а у њиховим медијима се објављује десетак страна о наводној стогодишњој српској окупацији Црне Горе. Премијер Црне Горе Душко Марковић и заменик председника ДПС-а коментарисао је Закон о слободи вероисповести на општинској конференцији те партије у Колашину.
Дана 24. јуна Влада Црне Горе мишљење Венецијанске комисије сматра веома позитивним, јер је са највише европске стручне адресе недвосмислено потврђено право Црне Горе да заштити имовину и културно благо које припада свим грађанима и да обезбеди да црногорски закони једнако важе за све, на читавој територији Црне Горе. Из Владе Црне Горе је саопштено да нису тачни наводи Митрополије црногорско-приморске да је Влада планирала „једнострано прекњижавање цркава“ и да је Венецијанска комисија својим мишљењем наводно осујетила ту намеру Владе, јер одредбе Предлога закона о државној имовини није подржала „на начин на који је желела, предлагала и очекивала Влада“. Тврде да је управо формулација из образложења Владе прихваћена и интегрално уврштена у мишљење Венецијанске комисије, што могу да потврде сви чланови Венецијанске комисије којима је Владино образложење достављено. Влада Црне Горе је спремна да уважи препоруке из мишљења Венецијанске комисија и не смета јој ни најмање ако га и Митрополија црногорско-приморска сада доживљава као пожељно и прихватљиво.

### Тринаестојулски Сабор и државни празник у Црној Гори
Црногорски председник Мило Ђукановић изјавио је 9. јула да односи са Србијом и са председником Александром Вучићем нису захладнели, али и да нису као што су били раније. Разлог види у томе што је отворен простор за обнову јако погрешних и накарадних теза, које су довеле до угрожавања виталних вредности свих народа који су живели на простору бивше Југославије током деведесетих година прошлог века. Упитан на које тезе мисли — Ђукановић каже да постоје амбиције одређених држава у региону да уређују права својих сународника у другим државама. Што се тиче признања самопроглашене независности такозваног Косова, Ђукановић каже — да је ту одлуку донела суверена држава Црна Гора на бази властите процене онога што су регионални интереси. Дан после на Цетињу је вечерас одржан свечани пријем поводом прославе црногорског Дана државности, 13. јула, на коме је председник Мило Ђукановић поручио да Црна Гора већ живи свој европски живот и да је са „оптимизмом загледана у своју европску будућност“. Председник Праве Црне Горе Марко Милачић упутио је 12. јула грађанима Црне Горе честитку поводом дана Државности, али и Тринаестојулског устанка, поруком снимљеном испред Цркве Светог Јована, која је у последњем периоду у жижи јавности, због тога што су албански политичари у Улцињу забранили служење службе православном свештенству и верујућем народу. Милачић наводи да се одлучио да баш одатле честита празник, јер су поред ове хришћанске светиње албанске партије, заједно са црногорском полицијом, забраниле одржавање Литургије православном свештенству и верницима, а онда се, недуго након тога, група „великоалбанских“ екстремиста појавила, усред Црне Горе, са заставама Албаније и окачила их на зидине ове древне хришћанске богомоље, Цркве Светог Јована. Неупитно право актуелне Црне Горе је да крене у операцију обнове аутокефалне „црногорске цркве“ и несумњиво ће је имати, додајући да је то питање отворено у право време. Истог дана председник Црне Горе Мило Ђукановић Неупитно право актуелне Црне Горе је да крене у операцију обнове аутокефалне „црногорске цркве“ и несумњиво ће је имати, рекао је, додајући да је то питање отворено у право време. Он је поручио да причу о продубљивању подела назива манипулацијама, које замагљују суштину и властиту одговорност за дубоку подељеност православног бића Црне Горе. Циљ је, каже, да се обезбеди јединство у Црној Гори и позива Митрополију црногорску приморску да буде део решења. Лидер партије ДПС сматра да би формирање аутокефалне „православне цркве у Црној Гори“ окончало подељеност православних верника. Ђукановић је потврдио да је у његов кабинет, пре неколико дана, коначно стигло и писмо Васељенског патријарха Вартоломеја.
„Оно се појавило 3. јула у нашој амбасади у Анкари. Васељенска патријаршија је одабрала тај пут, а на њему је жиг турске поште од 1. јула. То доста говори и о његовом садржају“, казао је Ђукановић, додајући и да су необичне околности под којима је писмо дошло. Позабавиће се, каже, садржајем писма. У интервјуу за јавни сервис Црне Горе дан пре Дана државности председник Црне Горе Мило Ђукановић изјавио је да је најбољи пут за превазилажење подела међу православним верницима — формирање „православне цркве Црне Горе“, која ће отворити врата свим верницима. Ђукановић тврди да је „неупитно“ да је постојала аутокефална „црногорска православна црква“ и да је „неупитно“ право актуелне Црне Горе да крене у операцију обнове такозване „црногорске православне цркве“. Он је за Јавни сервис Црне Горе додао да су Митрополији црногорско-приморској и њеном свештенству широм отворена врата да буду део тог решења, а не да — „традиционално остану део проблема“. Он каже и да је Српска православна црква — важан фактор подељености православног становништва у Црној Гори. Коментаришући писмо Васељенског патријарха Вартоломеја, Ђукановић је рекао да га је добио недељу дана након што га је објавила Митрополија црногорско-приморска и да га садржај писма упућује на то да је писано у Црној Гори. Он сматра да је држава у случајевима цркве на Румији и крстионице на Михољској Превлаци показала „вишак толеранције“ и — да убудуће неће бити тако. На такве реакције председника Ђукановића митрополит Амфилохије захваливши на позиву на пријем, честитао је празник и подсетио на традиције из времена кнеза Николе и устаника који су се подигли „против нацифашистичке идеологије зла и страдања“.

#### 13. јул
Црногорски премијер Душко Марковић изјавио је у Даниловграду, на централној прослави поводом Дана државности Црне Горе и Дана устанка црногорског народа, да два 13. јула из историје Црне Горе симболизују њено трајање и оценио је да су они путоказ ка светлом датуму — 21. мају 2006. године, датуму одржавања референдума о независности. Он је потом навео да се не сме бежати од историјских чињеница. Он је рекао и да ће држава црквено питање решити демократски и на основу Устава и закона, а не нечијом вољом или декретом. Митрополит црногорско-приморски Амфилохије казао је да у Црној Гори постоји тенденција људи који не знају ни шта је црква, нити вјерују у Бога, нити су крштени, да стварају своје „цркве“. Владика је реаговао на Ђукановићеве и Марковићеве изјаве и нагласио да је од идеологије, која и данас влада Црног Гором, убијен митрополит Јоаникије са стотину и двадесет најбољих свештеника Митрополије. Он је упитао може ли садашњи митрополит црногорски да иде неким другим путем у односу на пут којим су ходили његови претходници кроз сву историју, од времена Светог Јована Владимира до наших времена.

### Последице Верске кризе на туристичку сезону 2019
Туристички радници кажу да је сезона у Црној Гори много лошија него претходне године године и да је приватни смештај полупразан. Иако званичне бројке говоре да је туристичка сезона на црногорском приморју на нивоу прошле године, па чак и боља, туристички посленици су једногласни да је стање много горе него прошле године и да постоји бојазан да ће, ако се наставе овакав тренд и евентуалне лоше временске прилике, сезона доживети колапс. Туристички посленици у Будви су једногласни да је стање много горе него прошле године и тврде да смештај попуњавају много лошије платежни гости или они који закупљују смештај на ноћ-две. Председник сектора туристичких агенција у Црногорском туристичком удружењу Петар Ивковић наводи да подаци дигиталних интернет канала продаје говоре о скоро 40 одсто мање индивидуалних резервација, као и да су се оне „прелиле“ на тржишта Турске, Грчке и Египта. Он наводи да би се у потпуности сложио са оценама, какве су недавно изнесене у једном хрватском дневнику, о проблемима који су практично идентични и у Црној Гори. Ивковић је навео да само кроз потрошњу воде и одвоз смећа у Будви може математички да се дође до податка да је приватни смештај полупразан.

### Конгрес ДПС-а, предбожићни народни сабор, усвајање закона о слободи вероисповести и ескалација кризе у зиму 2019/20.

#### Конгрес Демократске партије социјалиста
На конгресу Демократске партије социјалиста (ДПС), који је одржан 30. новембра, за председника те партије је поново изабран Мило Ђукановић (актуелни предсједник Црне Горе), а за његовог заменика Душко Марковић (у том тренутку предсједник Владе Црне Горе). Ђукановић и Марковић су били једини кандидати на највише страначке дужност.. Ђукановић је на конгресу изјавио да ће ДПС наставити за доношењем спорног Закона о слободи вјероисповијести и да је његов главни циљ обнова Црногорску православну цркву.
Демократска партија социјалиста, вођена доследним опредјељењем за заштиту и афирмацију права и слобода сваког грађанина, дакле и вјерских слобода, има разумијевање за очекивање једног дијела наше јавности да у процедурама утемељеним у грађанским и канонским прописима и правилима обнови историјски неупитну Црногорску православну цркву— Мило Ђукановић
Епископ будимљанско-никшићки Јоаникије најавио јe 2. децембра да са митрополитом црногорско-приморским Амфилохијем, свештенством Митрополије и другим епархијама које су присутне у Црној Гори, 21. децембра организује велики Предбожићни народни сабор, који ће се одржати у Саборном храму Светог Василија Острошког у Никшићу. На овај начин, како је казао, православни вјерници и Црква још једном желе да скрену пажњу домаћој и страној јавности на неправду којој су изложени, као и да потврде спремност да ће своје светиње бранити ако буде требало и својим животима. Он је подсјетио да је исту намјеру власт имала и летос, али је, како је казао, зауставио велики Тројчиндански народни скуп у Подгорици. По речима владике Јоаникија, „у правном смислу, апсолутно, потпуно и до краја је разобличена зла намера, манифестована најприје кроз нацрт закона о слободи вере, потом кроз предлог закона о слободи вере“, али то, сматра он, није био нацрт, нити предлог закона о слободи вере, него план нове отимачине црквене земље и храмова божјих. Алудирајући на Конгрес владајућег ДПС-а, владика је казао да је ових дана одржан састанак на којем, ако је реч о принципима, о праву, о правди, континуитету православне вере, која је у Црној Гори толико убедљива и свуда присутна, представници власти нису имали шта да кажу.

#### Званична најава и реакције на предлог закона о слободи вероисповести
Дана 8. децембра, Влада Црне Горе утврдила је „Предлог закона о слободи вјероисповијести или уверења и правном положају вјерских заједница“, који ће се пред посланицима Парламента највероватније наћи 23. или 24. децембра, на посебној сједници. Српска православна црква реаговала је тако што је направила видео којим позива верни народ у Црној Гори на Свету литургију у Никшићу, коју ће служити митрополит црногорско-приморски Амфилохије и владика будимљанско-никшићки Јоаникије 21. децембра у саборном Храму Светог Василија Острошког. Света литургија је предвиђено да буде одржана поводом предлога закона Владе Црне Горе којим се планира одузимање имовине СПЦ у Црној Гори због спорног предлога закона о слободи вероисповести који је најављен да се на дневном реду Скупштине Црне Горе нађе 24. децембра. Два дана касније, Бошњачка странка међу првима се огласила саопштењем у којем поздравља одлуку Владе Црне Горе да се донесе спорни закон. Бошњаци најављују да ће у Парламенту помоћи његово изгласавање, упркос жустром противљењу Митрополије црногорско-приморске и других епархија СПЦ у Црној Гори. У већинској православној јавности то је протумачено као отворено стављање водећих политичких представника Бошњака на страну заговорника отимачине имовине СПЦ у Црној Гори, уз опаску да би било много мудрије да су у овом случају остали по страни, те препустили да православна већина сама решава овако осјетљива питања. Ово се нарочито наглашава у контексту очувања мира и међувјерског и међунационалног склада у Црној Гори, а питање црквене имовине је толико деликатно да се са највећом пажњом и озбиљношћу прати свачији став.

#### Атентат на Миодрага Даку Давидовића и Владику Јоаникија
Дана 10. децембра у пуцњави у београдском хотелу „Краун плаза“ рањен је познати црногорски бизнисмен Миодраг Дака Давидовић. Према изворима Новости, на власника никшићког „Нексана“, који је познат као противник режима у Подгорици и велики ктитор СПЦ, непознати нападач вечерас је испалио хитац у лобију хотела „Краун плаза“. Према незваничним информацијама „Новости“, на Давидовића је највероватније пуцано из снајпера. Извори листа преносе да је на Новом Београду пронађен запаљен аутомобил „рено“ у којем се налазила снајперска пушка. Према првим информацијама погођен је у леву шаку и приватним возилом превезен је у Ургентни центар. Давидовић је био у друштву владике будимљанско-никшићког Јоаникија. Како су својевремено писали медији у Црној Гори, Давидовић је претходних година био заинтересован за јавно бављење политиком. Када је продао бензинску пумпу у Никшићу планирао је да се повуче из што више послова које је започео у Црној Гори. У власништву Давидовићеве компаније „Нексан“ био је и будвански хотел „Адмирал“, који је у запуштеном стању пре две године купила од руске „Метропол групе“. Како пише „Инвеститор.ме“, иако слови за опозиционара, Давидовић се више пута налазио „при руци“ црногорским властима тако што је „улетао“ у управљање „Железаром Никшић“, посрнулим гигантом у којем је некада радио. Давидовић се својевремено интересовао и за преузимање „Дуванског комбината“ у Подгорици, али до тога није дошло. Странка Марка Милачића Права Црна Гора наводи да то указује још више да је мета овог напада заправо Српска православна црква у Црној Гори, имајући у виду да је за 21. децембар најављен општенародни Сабор за одбрану канонске цркве у Црној Гори у граду Никшићу, граду за који се везују и Давидовић и владика Јоаникије. Демократски фронт је саопштио да иза напада на бизнисмена Миодрага Даку Давидовића стоје политички мотиви и довео је то у раван са убиством Душка Јовановића и Павла Булатовића. Они су у саопштењу објављеном 14 сати након напада на Давидовића и на владику Јоаникија, који је био у његовом друштву, навели да је то „кукавички и подмукао чин којим се жели послати порука читавом нашем народу“. Та опозициона коалиција поручује да им „кукавички чин“ даје само још већи подстрек и мотив за одлучније окупљање 21. децембра на великом црквено-народном сабору у Никшићу. Они су Давидовићу пожелели брз опоравак „како би нам се још снажније придружио у заједничкој борби за слободну Црну Гору“.

#### Реакција Ватикана на спорни закон и посета Црногорског премијера Душка Марковића Ватикану
Дана 12. децембра, поглавар Римокатоличке цркве папа Фрања поручио је да Предлог закон о слободи вероисповести у Црној Гори мора бити донет по свим демократским принципима, те да га морају прихватити све верске заједнице. Папа Фрања је одговорио на писмо које је добио од патријарха СПЦ Иринеја, у којем је патријарх апострофирао забринутост поводом Предлога закона којим се планира отимачина имовине Митрополије црногорско-приморске и осталих епархија СПЦ на тлу Црне Горе. У свом одговору, папа је чак изразио забринутост да би такав закон могао угрозити и положај Римокатоличке цркве у Црној Гори. Истог дана из кабинета Владе најављено је да ће премијер Црне Горе Душко Марковић боравити 14. децембра у званичној посети Ватикану на позив државног секретара кардинала Пјетра Паролина. Том приликом ће бити разговарано и о Предлогу закона о слободи вероисповести, наведено је у Платформи за званичну посјету Марковића Светој Столици коју је усвојила Влада. Осим са Паролинијем, Марковић ће имати пријем и разговор са папом Фрањом, као и са секретаром за односе са другим државама монсињором Полом Галагером. Митрополија црногорско-приморска СПЦ објавила је раније писмо папе Фрање у којем је он навео да Предлог закона о слободи вероисповести мора да буде донесен по демократским принципима и да морају да га прихвате све верске заједнице. Поглавар Римокатоличке цркве је одговорио на писмо које је добио од патријарха СПЦ Иринеја. У јутарњим сатима 14. децембра на званичном налогу Владе Црне Горе на Твитеру потврђено је да ће папа наредне године посјетити ту земљу. Та посјета ће, како се наводи, „имати историјски значај“. Поглавар Католичке цркве је то потврдио током разговора са предсједником Владе Црне Горе Душком Марковићем.

#### Тензије пред сабор и скупштинску расправу
Лидер Праве Црне Горе Марко Милачић поклонио је 16. децембра председнику Црне Горе Милу Ђукановићу икону Светог Василија Острошког и уз њу предао отворено писмо. Такав гест Милачића долази у тренутку када у Црној Гори влада права хајка режимских медија због црквено-народног сабора који ће бити одржан у Никшићу 21. децембра, а посебно после најаве митрополита Амфилохија да ће на сабору бити изложене мошти Светог Василија Острошког. Повод за сабор је најава усвајања закона о отимању имовине Српске православне цркве. Милачић је у отвореном писму поручио Ђукановићу да је украо државу за себе, истеривао веру, па је сада нанишанио Српску православну цркву.

#### Жестока скупштинска расправа 17. децембра
Дана 17. децембра, посланик Демократског фронта (ДФ) Славен Радуновић поручио је да се у Скупштини Црне Горе неће гласати о Предлогу закона о слободи вјероисповијести „преко живих“ посланика тог политичког савеза.
„Што се тиче посланика ДФ-a, ми вам гарантујемо да нећемо дозволити да се у овом дому, преко нас живих — можете да нас побијете, можете да нас похапсите, доведите специјалне јединице — гласа о том закону“, поручио је Радуновић.
Он је позвао посланике из власти да не гласају о закону.
„Позивам вас још једном, братски, немојте то да радите прво својим породицама, немојте да покушавате да усвојите закон, којим ћете покушати да силом отмете цркве Митрополији црногорско-приморској, која је пуно вјерника. Немојте их узимати како бисте их у једном или два корака предавали псеудо-религијским заједницама.“
„Макар десет од вас ми је у непосредним разговорима рекло: ’Ух, шта нам раде ови наши гдје сад ово да нам ставе, па знају ли они какав сам ја са тим и тим попом, колико ја пута идем у цркву‘, и тако. Умјесто тих прича ако дође до тог момента немојте притиснути тастер. На вама је историјска одговорност према вашим породицама“, додао је Радуновић у Скупштини током расправе.
Још оштрији је био један од лидера ДФ-а и предсједник Демократске народне парије (ДНП) Милан Кнежевић, који је поручио да сви треба „да донесемо по флашу бензина, поспемо и клупе и себе и ако треба да се запалимо“.
„И ми и ова Скупштина не треба да постојимо уколико је она спремна да донесе овакав закон о слободи вјероисповјести“, рекао је Кнежевић уз поруку да нема „часније, светије и љепше смрти од страдања бранећи оно у што вјерујеш, а то су наши манастири, мошти наших светаца и духовно историјско наслијеђе на којем смо се подигли“.
„Неће нас застрашити пријетње и увреде“, рекао је посланик Демократске партије социјалиста (ДПС) Драгутин Паповић и нагласио да ће се и даље спроводити политика која је усаглашена са међународним стандардима, правним поретком Црне Горе, али и оним што су најбоље вриједности црногорског друштва.
„Успоставили смо праву мјеру, а они који то критикују желе управо супротно — да Црна Гора функционише као држава подијељена по националним и вјерским шавовима. Ми то нећемо дозволити.“
Паповић је такође реаговао на пријетње посланице опозиционог ДФ-а Марине Јочић, која је рекла да се у Црној Гори спрема „крваво коло“.
„Вама из ДПС-а треба, као што је Свети Василије Острошки, слава му и милост, по глави ударио Мардарија који је потписао унију са католицима. И да знате, тај штап којим је Свети Василије ударио Мардарија и вратио га на вјеру прађедовску, тај штап ће бити у рукама ДФ-а“, рекла је Јочићева незадовољна због Приједлога закона о слободи вјероисповјести.
Њен партијски колега Будимир Алексић је рекао да „Црна Гора није грађанска држава и овдје се, умјесто грађанске, ствара национална и националистичка држава у којој постоје грађани првог, другог и трећег реда“.
Истога дана председник Црне Горе Мило Ђукановић поручио је да Предлог закона о слободи вјероисповијести неће бити повучен са дневног реда и да он и Влада Црне Горе имају апсолутни легитимитет да разматрају то питање, јер Српска православна црква (СПЦ) 1918. није ни постојала.

#### Отворено писмо председнику Србије
Следећи дан Српски национални савјет из Црне Горе упутио је отворено писмо председнику Србије Александру Вучићу, у коме га позива да се укључи у решавање проблема насталих због предлога Закона о слободи вероисповести у Црној Гори, како би се „постигло праведно решење“. У писму које је потписао председник доктор Момчило Вуксановић истиче се да су Владиним предлогом закона сва надања о превазилажењу идентитетских неспоразума између Срба и Црногораца у Црној Гори нестала, јер, тврде, тај закон предвиђа „отимање светиња Српске православне цркве“. Савет позива Вучића и да „на сваки начин“ помогне српском народу, јер је, како кажу, опстанак Срба у Црној Гори важан и за Србију.

### Отворени сукоб владе са СПЦ и опозицијом
Дана 18. децембра премијер Црне Горе Душко Марковић поручио је да не види разлог зашто би Манастир Острог био у власништву Српске патријаршије, када је Саборна црква у Београду у власништву државе Србије.
„Зашто није проблем да је Саборна црква у Београду власништво државе Србије? Зашто би Острог био у власништву Српске патријаршије?“, питао је Марковић током премијерског сата, одговарајући на питање Срђана Милића (СНП) о државној имовини и Предлогу закона о слободи вјероисповјести. Марковић је Милићу поручио да нема потребе за нервозом.
Милић је у одговору премијеру оцијенио да треба заштити грађане од мржње коју власт чини Предлогом закона о слободи вјероисповјести.
„Чуде ме стручњаци из Владе који су правници, а позивају се на имовински закон и покушавају да отимају имовину кроз слободу вјероисповјести, а не кроз закон о својинско-правним односима и имовини. Позивам вас да повучете овај закон, јер је већ ово што је договорено са Римокатоличком црквом и Исламском заједницом кроз темељни уговор изнад закона. Је ли то дефинисано Уставом да постоји супремација међународних закона? Будите до краја поштени и напишите закон о отимању имовине СПЦ јер се ниједан од ових чланова не односи на друге вјерске заједнице“, казао је Милић.
Дана 20. децембра, Епископ будимљанско-никшићки Јоаникије казао је није добро противити се светињи, а посебно Светом Василију Острошком, у емисији „У жижи“ телевизије „Нови“, одговарајући на новинарско питање како коментарише противљење ДПС-а изношењу светитељевих моштију из Острога и њиховом доласку у Никшић, 21. децембра. Истога дана предсједник Праве Црне Горе Марко Милачић најавио да ће са својим тимом кренути пјешке из Подгорице, преко Острога, до Никшића на црквено-народни Сабор, који је заказан за суботу. Полазак је вечерас у 19 часова испред Храма Христовог Васкрсења, а Милачић позива грађане да му се придруже.
Посланици парламентарне већине у Скупштини Црне Горе поново су одбили да предлог посланика Демократског фронта о увођењу Дана Петра Другог Петровића Његоша уврсте у дневни ред. Од свих присутних 31 посланик је био уздржан, седам њих против, док су 22 била за. Посланици ДФ-а су пре образлагања предлога да се уведе нови празник културе — 13. новембар Дан Петра Другог Петровића Његоша, на својим клупама истакли портрете овог великана. Демократски фронт је тај предлог актуелизовао и прошле године. Изменама Закона о државним и другим празницима, ДФ је предложио нови празник са циљем да се афирмишу култура и стваралаштво једне од најважнијих личности Црне Горе, владара, владике, песника и филозофа. Предлогом је предвиђено да се празник обележи одржавањем културних и других манифестација које ће бити посвећене Његошу, а на којима ће се афирмисати његово стваралаштво. Посланик и један од лидера Демократског фронта (ДФ) Андрија Мандић позвао је данас Владу да повуче из скупштинске процедуре Предлог закона о слободи вероисповести.
Дан пред велики црквено-народни Сабор у Никшићу, на коме ће верницима на поклоњење бити донијете мошти Светог Василија Острошког, у манастир у ком оне иначе почивају, верници као и обично долазили су на поклоњење. Монаси уз дубоке молитве припремали су мошти Светог Василија за пут у Никшић. Истог дана Миодраг Дака Давидовић, никшићки бизнисмен и добротвор Српске православне цркве на кога је десетак дана пре покушан атентат, стигао је у Црну Гору око 15 и 30 часова, а њега су на аеродрому у Голубовима дочекали представници Демократског фронта. Долазак у Никшић Давидовић је најавио преко портала „Новости“, када је саопштио да има обавезу да буде уз свој народ и цркву када је најтеже.

#### Свеправославни сабор у Никшићу 21. децембра
У ноћи између 20. и 21. децембра, аутобуси који су кренули у Никшић из Србије и Републике Српске на велики народни сабор, заустављени су на граници.
Дана 21. децембра, Владика будимљанско-никшићки Јоаникије упозорио је власт у Црној Гори да не срља у проклетство и најавио да ће се на крају Сабора заклети пред моштима Светог Василија Острошког да ће бранити веру. Владика Јоаникије прочитао је верницима у Саборној цркви писмо васељенског патријарха Вартоломеја упућено председнику Црне Горе Милу Ђукановићу. Васељенска патријаршија у писму изражава зачуђеност подршком коју је Ђукановић дао стварању „Православне цркве црногорске“, као и тиме да је Влада усвојила Предлог закона о слободи вероисповести, који предвиђа „подржављење свих православних цркава изграђених пре 1918. године, као и друге црквене имовине“.
„Ово би значило да ваша држава одузима право својине над црквама и имовином свештеној Митрополији црногорској, као и осталим трима епархијама Српске православне цркве. Ваша екселенцијо, овим писмом вам јасно и потпуно отворено саопштавамо да Васељенска патријаршија, заједно са свим другим православним црквама, као једину православну канонску јурисдикцију у Црној Гори признаје ону под надлежношћу митрополита црногорског Амфилохија, јерарха најсветије цркве српске“, наводи се у поруци Ђукановићу. Како се додаје, црногорска црква никада није била аутокефална, а садашња такозвана Православна црква црногорска, под Мирашем Дедеићем. Дедеић није епископ православне цркве, него особа рашчињена од Васељенске патријаршије. Једини тамошњи канонски јерарх је наш брат, митрополит Амфилохије, свеправославно признате Патријаршије српске. Шаљемо вам ово писмо јер не желимо да наш љубљени народ Црне Горе дође у стање црквене изолације и одсечености од тела свеукупне заједнице православних цркава, с обзиром на то да ниједна од њих неће признати ни подржати Дедеићеву антиканонску творевину. Понављамо оно што смо вам написали двехиљадите године — уверени смо да ће ваша драга екселенција разумети опасност по духовно јединство народа Црне Горе, која је проузрокована покретом поменутог Дедеића, те да ћете се ви дистанцирати од њега ради добра и јединства Вашег народа“. Ваша екселенцијо, молимо вас да горе написано не схватите као мешање у унутрашње ствари ваше државе, него као жељу наше мајке цркве константинопољске да помогне вашем побожном народу у критичним историјским тренуцима“, закључује се у писму цариградског патријарха.
Бизнисмен Миодраг Дака Давидовић присуствовао је саборном скупу у Никшићу, а на питање да ли га је било страх да дође у Црну Гору након покушаја атентата у Београду казао је да „нема страха пред Господом“. Навео је и да ће „долазак Светог Василија на скуп сигурно дозвати оне који одлучују о овом закону да добро размисле смеју ли да ударе на веру Христову“.
У току дана велики број људи из Црне Горе, Србије и региона дошла је у Никшић на црквено-народни Сабор у Храм Светог Василија Острошког против усвајања предлога закона о вјероисповијести. Вјерници се надају да ће власт схватити поруку послату са скупа, а неки тврде: од Косовског боја није било ничег важнијег од спречавања отимања имовине СПЦ у Црној Гори. На служби у Саборном храму у Никшићу вјерници су се поклонили моштима Светог Василија Острошког, специјално донетим из манастира Острог. У реду се по леденој киши и вјетру чекало и по неколико сати, али народ је, иако промрзао и покисао, из никшићке Саборне цркве излазио видно срећан и окријепљен. У поруци прочитаној током Сабора упућен је захтев властима у Подгорици да уважавају вишевјековни историјски континуитет и правни субјективитет Митрополије црногорско-приморске и Епархије будимљанско-никшићке, захумско-херцеговачке и милешевске и свих црквених правних лица у складу са канонским правом. Такође је затражено законско регулисање и поштовање аутономије цркава и верских заједница, засновано на Уставу и међународним стандардима. Спутњик је на лицу мјеста пратио читав догађај, а људи с којима смо разговарали после Сабора на ком су прочитане поруке властима, јединствени су у оцјени да је данашњи Сабор у Никшићу био величанствен. Због великог броја поклоника који данас на великом црквено-народном Сабору нису успели да се поклоне моштима Светога Василија Острошког, оне су увече ноћили у Никшићу. Верници града под Требјесом моћи ће да се поклоне свецу и у току вечерашњег свечаног бдења и сутра до завршетка Свете архијерејске литургије у никшићком Саборном храму, коју ће са свештенством служити господа епископи будимљанско-никшићки Јоаникије и диоклијски Методије, са почетком у девет часова, саопштено је из Митрополије црногорско-приморске и Епархије будимљанско-никшићке. Саопштено је такође да се Светом Василију Острошком у Никшићу поклонило више од 20.000 верника. Колоне верника су се сливале у никшићки Саборни храм на поклоњење светитељу. Архиепископ цетињски Митрополит црногорско-приморски Амфилохије сутра ће са свештенством Свету службу Божју служити у манастиру Острогу, са почетком у осам часова, пренела је Митрополија црногорско-приморска.
Следећег дана мошти Светог Василија Острошког, након што су им се претходни дан у Никшићу на великом Црквено-народном сабору и данас на Светој архијерејској литургији поклониле десетине хиљада верника, враћене су у манастир Острог. Из саборне цркве Светог Василија Острошког у Никшићу мошти свеца су свечано испратили епископи будимљанско-никшићки Јоаникије и диоклијски Методије, свештенство, монаштво и вјерни народ. Са моштима се у Острог упутио архиепископ цетињски, митрополит црногорско-приморски Амфилохије.

#### Расправа у скупштини о усвајању "Закона о слободи вероисповести" 24—26. децембар
Дана 23. децембра, парламентарни одбор за људска права и слободе подржао је Предлог закона о слободи вероисповести и правном положају верских заједница. Посебан куриозитет са седнице Одбора за људска права био је гест посланика Демократског фонта, који су испред себе ставили главице белог лука због присуства Бориса Бојовића из анатемисане НВО ЦПЦ. Канцелар Которске бискупије Роберт Тонсанти присуствовао је седници Одбора за људска права и слободе на којој се разматра Предлог закона о слободи вероисповести“ и правном положају верских заједница. Он је оценио да је ова верзија закона унапређена, али да би је требало још дорадити. Ђорђе Раичевић из Јеврејске заједнице навео је да подржавају усвајање закона, али да је тренутни предлог непотпун и споран и да би требало да се ради на њему. Посебан куриозитет са седнице Одбора за људска права био је гест посланика Демократског фонта, који су испред себе ставили главице белог лука због присуства Бориса Бојовића из анатемисане такозване „црногорске православне цркве“. Митрополија црногорско-приморска најавила је исти дан да ће се у уторак испред Скупштине Црне Горе окупити свештеници и монаси предвођени митрополитом Амфилохијем и владиком Јоаникијем, када ће поново прочитати Световасилијевску поруку са сабора одржаног током викенда у Никшићу. Окупљање свештенства и монаштва Митрополије црногорско-приморске и Епархије будимљанско-никшићке заказано је у девет часова ујутро пред заседање Законодавног одбора Скупштине. Након тога, у 10 часова биће одржана и Света литургија у Храму Христовог васкрсења. Слоган за ово сабрање Српске православне цркве биће ријечи Светог Петра Цетињског: „У имену Божијем је суд и правда“. Митрополит црногорско-приморски Амфилохије замолио је посланике Скупштине Црне Горе, нарочито опозиционе, да сутра не учествују у расправи и изгласавању Закона о слободи вероисповести или уверења и правном положају верских заједница. Он истиче да се стара латинска пословица „Vox populi — Vox Dei“ (глас народа - глас Божији) потврдила и ових дана у никшићком Храму Светог Василија Острошког, поред његовог светог ћивота. Тај глас народа Божијег, како је најавио, Православна црква ће сутра, на челу са својим епископима, свим свештенством и монаштвом, посведочити и пред Скупштином Црне Горе, где ће још једном бити прочитана Световасилијевска порука. Овим чином, нагласио је, желимо да позовемо народне посланике да и они испоштују глас народа.
Дана 24. децембра законодавни одбор црногорског парламента подржао је гласовима већине владин Предлог закона о слободи вероисповести. Пред почетак седнице испред црногорског парламента протестовали су свештеници и монаси предвођени митрополитом Амфилохијем. Они су се након тога упутили ка Храму Христовог васкрсења где су потписали Декларацију јединства и одржали Свету литургију. Поред митрополита Амфилохија испред Скупштине Црне Горе присутни су били и владика Јоаникије и Методије. Прочитан је проглас Световасилијевског сабора који је одржан у Никшићу. Испред зграде Скупштине постављене су заштитне ограде, а присутне су биле и полицијске снаге. Окупљенима се обратио митрополит Амфилохије. Слоган за ово сабрање Српске православне цркве су речи Светог Петра Цетињског: „У имену Божјем је суд и правда.“ Митрополит Амфилохије позвао је поново посланике Скупштине Црне Горе, који данас разматрају Предлог Закона о слободи вероисповести, да не донесу такав закон, а митрополит се посебно обратио посланицима исламске вероисповести, да буду уз православну браћу. Митрополит је заједно са владикама Јоаникијем и Методијем на данашњем протесту испред зграде Скупштине Црне Горе позвао и опозиционе и посланике римокатоличке и исламске вероисповести да не учествују у расправи о Предлогу закона о вероисповести. Свештеници и монаси предвођени митрополитом Амфилохијем протестовали су испред Скупштине Црне Горе пред почетак седнице Законодавног одбора, на чијем је дневном реду владин Предлог закона о вероисповести. Након тога су се упутили ка Храму Христовог васкрсења, гдје ће бити потписана Декларација јединства и одржана Света литургија. Законодавни одбор црногорског парламента подржао је данас гласовима већине владин Предлог закона о слободи вероисповести. Да је тај предлог закона у складу са Уставом, гласало је седам чланова Одбора из владајуће коалиције, док су два из опозиције била против. Потпредседник Владе и министар правде Зоран Пажин на седници Одбора поручио је да је намера Владе да испуњава своје уставне обавезе и да законом у грађанској Црној Гори гарантује једнака права за све. Пажин је казао да се у Црној Гори, као и свуда где има владавине права, власништво над имовином може утврдити једино доказима о власништву. Оценио је да би био неуставан сваки онај закон који би било којој верској заједници омогућио да ужива права која нико други у Црној Гори нема, преноси РТЦГ. На питање из ДФ-а може ли СПЦ да врши службу у црквама, Пажин је одговорио да овај закон то питање не уређује. Потпредседник је оценио да ће свако ко је прочитао Предлог закона видети да у њему не постоји ниједна одредба која било коју верску заједницу ставља у подређен положај, већ све одредбе закона једнако важе за све. Посланици владајуће већине у црногорском парламенту изгласали су дневни ред седнице, на којој се нашао и Предлог закона о слободи вероисповести, чијем усвајању се противи Митрополија црногорско-приморска и део опозиције.
Дана 25. децембра, политичка партија Права Црна Гора позвала је Демократски фронт да за наредни дан закаже протест против усвајања Предлога закона о слободи вероисповести. Уколико ДФ то не учини, Права Црна Гора ће сама организовати протест. Председник Праве Црне Горе Марко Милачић позвао је грађане и вјернике да сјутра ујутру у што већем броју дођу испред Скупштине Црне Горе, како би „очи у очи посрамили“ посланике који ће сјутра гласати за усвајање закона о слободи вероисповести. Он је најавио да ће заједно са екипом Праве Црне Горе провести ноћ испред Скупштине.
Он је изјавио: „Сјутра ујутру ће бити један од најсрамнијих дана у новијој историји Црне Горе. Режим Мила Ђукановића планира да донесе антиправославни, антицрногорски, антисрпски и антидржавни закон, не о слободи вјероисповијести, већ о нечему што је потпуна супротност слободе.“
Патријарх српски Иринеј примио је увече у посету лидере Демократског фронта Андрију Мандића и Милана Кнежевића. Мандић и Кнежевић су се захвалили поглавару Српске православне цркве на ставу и подршци Синода СПЦ поводом најаве усвајања Предлога закона о слободи вероисповести и отимања имовине једине канонски признате православне цркве. Они су упознали патријарха са ситуацијом у Црној Гори и назвали је драматичном. Његова светост Патријарх Иринеј благословио је председника Нове српске демократије Андрију Мандића и Демократске народне партије Милана Кнежевића да се на сваком месту и у свакој прилици боре и не одустану од одбране наше свете православне цркве. Након сусрета са патријархом посланички клуб Демократског фронта упутио је путем Фејсбука позив верницима СПЦ да се данас окупе испред Скупштине Црне Горе, на којој је планирана расправа о Закону о слободи вероисповести и његово изгласавање. Српски патријарх Иринеј изјавио је да је дубоко потресен због актуелних дешавања у Црној Гори поводом усвајања Предлога закона о слободи вероисповести или уверења и правном положају верских заједница, објављено је на сајту Српске православне цркве (СПЦ).
Управи полиције Црне Горе није поднета пријава за одржавање јавног окупљања у Подгорици за 26. децембар, па ће организатори сносити законом предвиђене последице, саопштио је црногорски МУП. МУП Црне Горе наводи да полиција неће дозволити окупљања у близини штићених објеката, а поступаће по законским овлашћењима у циљу одржавања јавног реда и мира, несметаног функционисања државних институција и очувања личне, имовинске сигурности и безбедности свих грађана Црне Горе.

#### Усвајање закона, туча у парламенту, хапшење посланика опозиције и почетак уличних немира и блокаде путева широм Црне Горе 26./27. децембар
Дана 26. децембра уочи расправе у црногорском парламенту о владином Предлогу закона о слободи вероисповести Митрополија црногорско приморска (МЦП), која се противи оваквом законском предлогу, објавила је документ са примедбама, раније достављеном премијеру Душку Марковићу. Примедбе и предлози Митрополије објављени су на више од 100 страна и посебно се указује, између осталог, на то да надлежно Министарство за људска и мањинска права и Влада Црне Горе ни пре утврђивања Нацрта закона о слободи вероисповести 2015. године, а ни од 2015. године до утврђивања Предлога закона о слободи вероисповести или уверења и правном положају верских заједница 2019. године нису покренули јавни, стални и институционални дијалог са Црквом и верским заједницама у Црној Гори о овом веома важном друштвеном питању.
Док је у Скупштини Црне Горе трајала расправа о Предлогу закона о слободи вероисповести, верници Српске православне цркве (СПЦ) из Пљеваља и Жабљака блокирали су мост на Тари. У међувремену, црногорска полиција одблокирала је излазе из Подгорице и привела неколико особа. У току дана блокиран је магистрални пут Беране-Бијело Поље. Блокиран је и кружни ток у Будви, а група грађана из Херцег Новог је, такође, блокирала пут у Зеленици. У знак протеста против усвајања закона о слободи вероисповести блокиран је кружни ток на улазу ка аеродрому Подгорица као и код Блажовог моста потврдили су посланици Демократског фронта (ДФ) у Скупштини Црне Горе. На скупу је саопштено и где се све окупља народ, а речено је и да је блокиран пут ка аеродрому, пут за Радановиће, као и да су људи почели да се окупљају у Будви, што је дочекано аплаузом. Свештеници све време читају молитву, а испред њих су полицајци који су на барикадама и спречавају пролаз до Скупштине где је у току расправа о Предлогу закона. Лидер Демократског фронта (ДФ) Андрија Мандић рекао је у Скупштини да су у процедуру ставили амандмане које им је доставила Митрополија. Мандић је амандмане назвао „рјешењем приче“. Лидер ДФ-а је казао и да су блокаде црногорских путева почетак „операције обрачуна“. Он је казао да је на блокади у Зети ухапшено више особа. Више особа, међу којима је и једно свештено лице, приведено је након што су се оглушили о наређења полиције да уклоне аутомобиле са булевара на излазу из Подгорице, у насељу Златица. У Мојковцу ухапшено 15 људи. Посланик Милан Кнежевић је казао да је због вечерашње блокаде пута у Зети ухапшен његов брат. Демократски фронт је саопштио да су у току хапшења и у Бару. Демонстранти у Никшићу пробили су полицијску блокаду и запутили су се према тунелу Будош. Ситуација је остала мирна и поред присуства снажних полицијских снага.
У Скупштини Црне горе је у ноћи између 26. и 27. децембра око 1 сат после поноћи дошло до инцидента током седнице на којој се гласало о Предлогу закона о слободи вероисповести. Скупштинско обезбеђење је ушло у пленарну салу и стало између председника Скупштине Ивана Брајовића и посланика ДФ-а. Посланици ДФ-а тражили су да се седница одложи за сутра. Премијер Марковић и министри напустили су пленарну салу, посланици ДФ-а Милан Кнежевић и Андрија Мандић поломили су део технике која се налази на столу председавајућег. Инциденту је претходила експлозија у скупштинској сали, а новинарима је речено да је у питању петарда. Према незваничним информацијама „Вијести“, посланик СДП-а Ранко Кривокапић гађан је флашом у главу. Милун Зоговић (ДФ) гађао је флашом Ивана Брајовића. Петарду или највероватније сузавац у салу је бацио шеф клуба ДФ-а Милутин Ђукановић. Свих 17 посланика опозиционог црногорског Демократског фронта (ДФ) ухапшени су ноћас, након инцидента у Скупштини Црне Горе. Посланик ДФ-а Милан Кнежевић је повређен, док су остали посланици ДФ-а добро. Они су ухапшени и стављени у две полицијске марице, а подгорички портал „Вијести“ преноси да су они спроведени у Центар безбедности у Подгорици. Након одвођење посланика ДФ-а из скупштинске сале у подгорички Центар безбедности, грађани су почели да се окупљају испред те институције. Демократски фронт саопштио је да је Закон о слободи вероисповести усвојен у атмосфери тоталне диктатуре. Гласовима владајуће већине и СДП-а усвојен је Закон о слободи вероисповести. За Закон је гласало 45 посланика ДПС-а, СД-а, Либералне партије, Бошњачке странке, Хрватске грађанске иницијативе, Форце и СДП-а. У јутарњим сатима око 7 сату пуштени су сви посланици ДФ-а, осим Андрије Мандића, Милана Кнежевића и Милуна Зоговића. Квалификације за Мандића и Кнежевића су спречавање службеног лица у вршењу службене радње, а за Зоговића — напад на службено лице. Митрополија црногорско-приморска (МЦП) после усвајања Закона о слободи вероисповести саопштила је да хапшењем опозиционих посланика и насиљем према окупљеним грађанима широм земље, изазване су нечувене деобе и мржња. Православни верници дочекују један од најтужнијих Божића у новијој историји. Митрополија је оценила да је Закон о слободи вероисповести, који је рано јутрос усвојен, дискриминаторски и неуставан и оценила је да је црногорска власт, одбијањем амандмана МЦП, потврдила сумње да се закон доноси да би се „приступило отимачини имовине православне цркве“. МЦП је у саопштењу навела да су Парламент и Влада одбили три амандмана које је МЦП предложила преко посланика Демократског фронта, а који су, како оцењују, представљали „часни излаз за све у овој нечасној работи“, чиме су у суштини одбили да се о својинско-правним односима расправља пред судовима земље у редовним поступцима, у складу са препорукама Венецијанске комисије. Истиче се да сву одговорност за последице доношења таквог Закона сносе директно посланици који су гласали за његово усвајање, Влада Црне Горе, која га је предложила, и Мило Ђукановић, председник Црне Горе.

#### Протести и нереди у Мојковцу, Никшићу и Беранама 27. децембра
Око стотину грађана окупило се 27. децембра око 18.00 часова испред Храма Светог Василија у Никшићу, у знак протеста због синоћњег усвајања Закона о слободи вероисповести у парламенту, а убрзо је дошло до сукоба грађана и полиције. Како се наводи, полиција је у сукобу употребила пендреке. Портпарол Демократског фронта Марко Ковачевић приведен је у никшићки Центар безбедности због прекршаја, али није наведено о каквом се прекршају ради. Командир полиције Дарко Мађарић упозорио је грађане да окупљање није најављено у складу са законом. Окупљени су скандирали „Не дамо светиње“. Због присуства великог броја полицајаца у опреми за разбијање демонстрација поред кружног тока, грађани су блокирали улицу код маркета „Воли“. Полиција их је опоменула да не смеју да блокирају улицу, те су одлучили да иду од једног до другог пешачког прелаза. Они су се наизменично кретали преко прелаза и на тај начин блокирали саобраћај. Полиција их повремено зауставља како би возила прошла. Савет за грађанску контролу рада полиције позвао је грађане да не нападају полицајце у Никшићу. Из тог тела су казали да ће њихови представници на лицу места пратити поступање полиције. Протест је завршен без озбиљнијих инцидената. Шћепановић је за „Вијести“ казао да као верник, комшија и пријатељ оних који су на другој страни није могао да гледа примену силе против окупљених грађана, због чега је напустио посао који је једини извор егзистенције за њега и његову породицу. Због дешавања након усвајања Закона о слободи вероисповести, службеник Центра безбедности Никшић Милоје Шћепановић након 30 година стажа вечерас је дао отказ, јер није хтео да учествује у акцији полиције против грађана. Група од око двеста грађана, који су се вечерас окупили испред Храма Христовог васкрсења у Подгорици, кренула је ка центру главног града. Колона се Булеваром Светог Петра Цетињског кретала у пратњи полиције. Владика Методије задржан је на ВМА након што је претучен претходне ноћи на протесту против доношења Закона о слободи вероисповести, на мосту на Ђурђевића Тари у Подгорици. Владика Методије задобио је теже повреде унутрашњих органа и да су у току дијагностички поступци и тренутно је примао симптоматску терапију. Академик Матија Бећковић изјавио је за Спутњик да прогонити данас црногорску Митрополију равно је томе као када би неко потражио преживеле у Аушвицу да и њих дотуку. Владика Григорије похвалио је Цркву и вернике у Црној Гори због односа према усвајању спорног Закона о слободи вероисповести. Владика дизелдорфски и целе Немачке Григорије уверен је да српски народ у Црној Гори врло добро зна шта је Црква, на каквим је темељима израсла, чија је и како се за њу и њена добра треба борити. Он је поводом усвајања Закона о слободи вероисповести рекао да се свештенство и народ у Црној Гори понашају за сваку похвалу с обзиром на неправду која им се брутално наноси.

#### Потпис црногорског председника на спорни закон 28. децембра
Дана 28. децембра лидери Демократског фронта, Андрија Мандић и Милан Кнежевић, као и посланик Милун Зоговић, ујутру су пуштени из притвора након што је суд усвојио жалбу одбране. Они су незаконитом и неуставном одлуком судије задржани у притвору до 72 сата, без обзира на чињеницу да им није скинут посланички имунитет, а да за дело за које се терете није запрећена казна од више пет година. Из тих разлога, они су дан раније најавили да започињу штрајк глађу у притвору. Посланик Милун Зоговић, који је управо изашао из затвора, снимио је телефоном како ухапшени посланици Демократског фронта певају у марици и тако показују да нема страха од режима. Посланици Демократског фронта, које је црногорска полиција ухапсила док су обављали своју обавезу у Скупштини Црне Горе, протестујући због усвајања спорног Закона о слободи вероисповести, нису подлегли притиску и запевали су у марици док су их водили у затвор. Посланици ДФ-а позвали су председника Црне Горе Мила Ђукановића да не потпише Закон о слободи вјероисповијести, већ да га врати Скупштини на дораду. Милан Кнежевић је позвао митрополита Амфилохија да прокуне председника државе Мила Ђукановића кога је назвао издајником.
Председник Црне Горе Мило Ђукановић око 15 часова потписао је 28. децембра Закон о слободи вероисповести или уверења и правном положају верских заједница„Вијест. Закон је убрзо објављен у Службеном листу.

#### Нереди у Подгорици, Никшићу и Беранама 29. децембра
Након изласка из притвора, посланички клуб Демократског фронта се 29. децембра помолио Светом Василију у манастиру Острог, и одмах су кренули на терен. Епископски савет Српске православне цркве у Црној Гори позвао је исти дан вернике да се сабирају у храмовима на молитвама, а полицијске снаге и њихове старешине „да не примењују силу, па, ето, чак и над епископима, који се мирно окупљају ради одбране и остваривања својих верских права“. Епископском савету присуствовали су митрополит Амфилохије, епископ милешевски Атанасије, епископ будимљанско-никшићки Јоаникије, епископ захумско-херцеговачки и приморски Димитрије и епископ умировљени захумско-херцеговачки Атанасије. Није учествовао епископ диоклијски Методије, који је, како је саопштено из Митрополије црногорско приморске, због примене физичке силе над њиме од стране полиције на мосту на Ђурђевића Тари 26. децембра, задржан на Војномедицинској академији у Београду. Архијереји из Црне Горе, како се наводи, одбијају све оптужбе да је „Црква Божија у Црној Гори експонент или остатак било какве великодржавне или политичке идеологије“. Епископски савјет је саопштио да се сличне одредбе „којим се отима црквена имовина у Црној Гори“ налазе у процедури и пред приштинским органима власти, „те да је намера да се Епархији рашко-призренској Српске Патријаршије одузме право својине над нашим древним светињама на Косову и Метохији“. Епископи су позвали православни верни народ у Црној Гори да не клоне духом „и да се узда у Бога и Његову силу“. Након сједнице Савјета је саопштено да су све црквене заједнице слободне да „у духу хришћанског мира и братске слоге, на прикладан начин, молитвено исказују свој став против угрожавања основних права и слобода верника“. Позвали су носиоце власти да скупе снаге и, у најкраћем року, отворе истински дијалог.
У Бијелом Пољу је 29. децембра након молебана одржана литија у знак протеста против доношења Закона о слободи вероисповести у Црној Гори. У Бијелом Пољу се у знак подршке СПЦ окупило више хиљада грађана. Колона људи се кретала од цркве св. Петра и Павла ка цркви св. Николе у Никољцу. Верници Црногорско-приморске митрополије блокирали су вечерас магистрални пут Плужине-Никшић због усвајања Закона о слободи вероисповести. Демонстранти у Никшићу који су протестовали због доношења Закона о слободи вероисповести били су окупљени код родне куће Мила Ђукановића.
У Зети у дошло је до сукоба окупљених грађана са црногорским полицајцима, због усвајања Закона о слободи вероисповести. Десетак младића, у знак протеста због усвајања Закона о слободи вероисповести и најављене отимачине имовине Српске православне цркве, затворило је кружни ток у Зети, који води ка аеродрому. Како пише црногорска „Борба“, младићи су, наоружани петардама и ватрометом, натерали полицију да се повуче са кружног тока. Полиција је, према неким информацијама, бацила сузавац на младиће, али се они нису повукли. У међувремену је полицији стигло појачање.
Увече 29. децембра више стотина грађана протестовало у центру Подгорице, узвикујући пароле „Мило лопове, не дамо ти светиње“ и „Хоћемо сузавац“. Припадници полиције блокирали су пут демонстрантима у Подгорици, код зграде Вишег државног тужилаштва. Полиција је упозорила окупљене да имају пет минута да се разиђу, иначе ће бити приморани да употријебе средства принуде. Испред Храма је дошло до инцидента када је један од грађана насрнуо на лидера Праве Црне Горе Марка Милачића. Милачић је претходно узео полицијски мегафон и позвао окупљене испред Храма да се мирно разиђу и да дођу сутра у већем броју. Испред Храма Христовог васкрсења у Подгорици тренутно је мирно, а одатле су се разишли и грађани и припадници полиције. Претходно је испред Храма дошло и до мањег инцидента, када је један од грађана насрнуо на лидера Праве Црне Горе Марка Милачића после његовог позива да се грађани разиђу и да се сутра окупе у још већем броју. Након тога полиција је применила средства принуде и растерала окупљене. Окупљени су певали „Полицијо браћо мила, не слушајте више Мила“. Црногорска полиција саопштила је да су грађани каменовали полицију на протестима у Подгорици и да је полиција употребила сузавац. Група грађана је, како се наводи, блокирала саобраћај на кружном току према Аеродрому „Подгорица“, а на лице места је одмах упућена Интервентна јединица полиције. Због блокаде пута Хитна помоћ није успела да дође до повређеног полицајца, кога је до Ургентног блока транспортовао један грађанин који му је и указао помоћ, а коме се црногорска полиција у саопштењу захвалила. Осим Живковића, наводи се, још три службеника Управе полиције су у овом догађају задобила лаке телесне повреде. Блокада коју су грађани успоставили је отклоњена и саобраћај се одвија нормално. Управа полиције Црне Горе указује на чињеницу да позиви верских великодостојника „доводе до нарушавања јавног ред и мира, угрожавања имовине и до поврјеђивања полицијских службеника“ и упозорава да ће за овакве будуће инциденте сматрати да су „одговорни организатори ових активности, укључујући и црквене великодостојнике“.
Муфтија санџачки хфз. Абдурахман еф. Кујевић је рекао да је јавност узнемирила могућност да се овим законом отвара могућност да имовина Исламске заједнице, вакуфска имовина муслимана, може постати државно власништво, са чим се он у потпуности не слаже. Епископ бачки Иринеј Буловић саопштио је да за Српску православну цркву у Црној Гори главна опасност није више секта Мираша Дедеића, него претња Мила Ђукановића, човека некрштеног и неверујућег — да ће он „створити“ неку нову „црногорску цркву“.
Лидер Праве Црне Горе Марко Милачић добио је у касним вечерњим сатима позив да се јави у полицијску станицу. Милачић је свој одлазак у Центар безбедности преносио уживо на Фејсбуку. Он је у свом обраћању уживо објаснио да није отишао да протестује како би се сукобио са полицијом, већ да изрази незадовољство у маниру грађанске непослушности, истичући да је полиција Црне Горе вечерас показала да не жели стабилност. Урадили смо све да до инцидента не дође, рекао је Милачић и објаснио да је на његову молбу од командира добио мегафон како би убедио људе да се смире.
Дана 30. децембра, председник Праве Црне Горе Марко Милачић задржан је након саслушања у Управи полиције због повреде Члана 34 Закона о јавним окупљањима и јавним приредбама, саопштено је из Праве Црне Горе. Из те странке тврде да се Милачићу на терет ставља да је био организатор протестне шетње у Подгорици након молебана у храму, „дакле, шетње коју је верујући народ самоиницијативно организовао, у жељи да се побуни против неуставно донесеног Закона о слободи вероисповести“. Кошаркашки клуб „Будућност Воли“ саопштио је да очекује да се вечерас одигра дерби АБА лиге против Црвене звезде. Нико од званичника београдског клуба није дао изјаву, а најављено је званично саопштење. Због усвајања антицрквеног Закона о слободи вероисповести, који је изазвао бројне контроверзе, како у Црној Гори, тако и у региону, огласио се и познати кантаутор Владо Георгиев.
Он је цитирао Његоша, односно, део из „Горског вијенца“.
„’Вук на овцу своје право има ка тиранин на слаба човјека,
ал’ тирјанству стати ногом заврат довести га к познанију права,
то је људска дужност најсвјетлија!, Петар Петровић Његош“, стоји у објави Влада Георгиева.

#### Потпис и апел 88 појединих интелектуалаца који бране црногорску власт
Поједини интелектуалци, политичари, редитељи, новинари, глумци, историчари… из Црне Горе, Србије, Хрватске, Словеније, БиХ, и „Косова“ објавили су 30. децембра апел у којем позивају да се „осуди угрожавање мира у Црној Гори и региону од стране Београда“. Међу њима су
- Латинка Перовић, историчар;
- Стјепан Месић, председник Председништва СФРЈ и председник Хрватске;
- Милан Кучан, председник Словеније;
- Будимир Лончар, министар спољних послова СФРЈ;
- Богић Богићевић, члан Председништва СФРЈ;
- Раиф Диздаревић, председник Председништва СФРЈ;
- Харис Силајџић, бивши председавајући Председништва БиХ;
- Азем Власи, адвокат;
- Вељко Булајић, редитељ;
- Богдан Тањевић, кошаркашки тренер;
- Шербо Растодер, историчар;
- Иво Голдстеин, историчар;
- Хуснија Камберовић, историчар;
- Миливој Бешлин, историчар;
- Момир Самарџић, историчар;
- Никола Самарџић, историчар;
- Живко Андријашевић, историчар;
- Драган Марковина, историчар;
- Един Омерчић, историчар;
- Аднан Прекић, историчар;
- Иво Вајгл, дипломата, члан ЕП;
- Жарко Папић, директор ИБХИ;
- Димитрије Поповић, сликар;
- Сенад Пећанин, адвокат;
- Тамара Никчевић, новинар;
- Соња Бисерко, Хелсиншки одбор у Србији;
- Милорад Поповић, писац;
- Борис А. Новак, писац;
- Мирјана Миочиновић, драматург;
- Владимир Арсенијевић, писац;
- Давид Филип, писац;
- Светислав Басара, писац;
- Ненад Прокић, драматург;
- Ветон Сурои, писац и публициста;
- Андреј Николаидис, писац;
- Шкељзен Малићи, филозоф;
- Владимир Милчин, редитељ;
- Дино Мустафић, редитељ;
- Радмила Војводић, редитељ;
- Емир Хаџихафизбеговић, глумац;
- Наташа Мићић, посланица у Скупштини Србије (ЛДП);
- Чедомир Јовановић, народни посланик, председник ЛДП-а;
- Ненад Чанак, народни посланик, председник ЛСВ-а;
- Бојан Костреш, политичар (ЛСВ);
- Александар Оленик, адвокат;
- Тања Петовар, адвокат;
- Александар Секуловић, Савез антифашиста Србије;
- Синан Алић, новинар;
- Нерзук Ћурак, политиколог;
- Проф. Едина Бећиревић;
- Проф. Гјyлета Мусхколај;
- Слободан Бацковић, академик ЦАНУ;
- Славо Кукић, социолог;
- Есад Дураковић, филолог;
- Бранка Драговић Савић, новинар;
- Динко Грухоњић, новинар;
- Слободан Саџаков, филозоф;
- Томислав Марковић, новинар;
- Бељуљ Бећај, новинар;
- Лула Микијељ, активисткиња;
- Срђан Сушница, социолог;
- Изабела Кисић, Хелсиншки одбор у Србији;
- Реуф Бајровић, политичар;
- Агон Бајрами;
- Славиша Лекић, новинар;
- Борис Варга, политиколог и новинар;
- Златко Диздаревић, новинар;
- Бошко Јакшић, новинар;
- Драган Бањац, новинар;
- Мијат Лакичевић, новинар;
- Гордана Суша, новинар;
- Боро Контић, новинар;
- Драган Бурсаћ, новинар;
- Емир Суљагић, новинар и писац;
- Наташа Говедарица, драматург;
- Снежана Чонградин, новинар;
- Павле Радић, колумниста;
- Бојан Тончић, новинар;
- Душан Мијић, предузетник;
- Проф. Иво Комшић;
- Сузана Кадирић, новинар;
- Ћерим Бајрами, политичар;
- Есад Растодер;
- Русмир Махмутћехајић, Међународни форум Босна;
- Милош Ћирић, политиколог;
- Проф. Ферид Мухић[163].

#### Протести верника и литије СПЦ
Син функционера ДПС-а у Бијелом Пољу и упосленика у Министарству финансија (Пореска управа) Салка Чоковића, Недим Чоковић, синоћ је преко друштвених мрежа ширио мржњу директно усмерену против верника који су изашли на улице како би изразили незадовољство поводом усвајања Закона о слободи вероисповести.
Ватрогасци из Бара — Бојан Рукавина, Владимир Ђурановић и Никола Ђурановић одбили су да асистирају полицији у сузбијању протеста православних верника који се не слажу са Законом о верским заједницама, усвојеним у Скупштини прије неколико ноћи, и против њих је покренут дисциплински поступак због тога. Они су „Барском порталу“ казали да су поносни на своју одлуку и да ће остати истрајни у том опредељењу, без обзира на могуће последице. Од барских ватрогасаца је затражено да конкретно асистирају полицији код тунела „Созина“, гдје се очекивало да ће верници из Бара, Сутомора и Вирпазара блокирати саобраћај на дан када је усвојен закон који дискриминише Српску православну цркву и њену Митрополију црногорско-приморску. Председник „Атлас Групе“ Душко Кнежевић оценио је да режим Мила Ђукановића жели да од Цркве отме вредну имовину у Буљарици. Кнежевић истиче да се већ 10 година ради на томе да се од Српске православне цркве отме земљиште у Буљарици. Кнежевић каже да Црна Гора улази у све дубљу кризу и плаши се да ће сами избори и одржавање избора ући у једну велику радикализацију свега онога што се дешава. Митрополит црногорско-приморски Амфилохије поручио је у Улцињу да је Закон о слободи вјероисповјести најсрамнији закон икада донесен. Митрополит Амфилохије одржао је Свету архијерејску литургију у Цркви Светог Николе у Улцињу. Говорио је о „нашим стаљинистима“, који су убијали и у току и после рата, да су гонили име Божије, Цркву Божију, и отимали имовину, приватну и црквену:
„Њихови наследници то сада приватизују и узимају директно за себе, своју власт и част и среброљубље. Отишли су, нажалост, и даље него што су то урадили титоисти и стаљинисти, па не само имање, већ хоће да одузимају и храмове Божије. Донијели су најсрамнији закон који је донијет икад у Црној Гори“.
Поручио је да ће проћи овај закон, „односно безакоње и безаконици, као што су прошли и они древни безаконици у Вавилону“. Премијер Црне Горе Душко Марковић упозорио је митрополита Амфилохија да не подстиче нереде у Црној Гори. Директор Црногорске полиције је изјавио: "Нећемо дозволити нападе на полицијске службенике који извршавају радне обавезе и задатке у складу са законом, и на сваки облик угрожавања наших припадника енергично ћемо одговорити. Проливена крв полицијских службеника неће остати некажњена", поручио је Вељовић. Додао је да одговорност „морају носити и они који позивају на насиље и вандализам под плаштом одбране светиња“.
Део специјалне јединице МУП-а Црне Горе упућен је 30. децембра у Беране, с циљем разбијања евентуалне блокаде магистралних путних праваца, коју су протеклих дана спроводили верници СПЦ гневни због усвајања Закона о слободи вероисповести, који је подигао тензије у држави до тачке кључања. Српска православна црква и опозициони лидери у Црној Гори позивају на мирне демонстрације, али се плаше убачених провокатора који би могли да изазову сукобе и иницирају акцију полиције. Такође челници црногорског МУП-а планирали су да у понедељак увече изнад Зете подигну хеликоптер са термовизијском камером, како би „лоцирали“ побуњене грађане у случају окупљања. Грађани Берана и данас се окупљају да искажу неслагање са отимањем српских светиња које је најавио режим Мила Ђукановића. У градовима Црне Горе настављени су протести верника Српске православне цркве против намере режима Мила Ђукановића да држава отима црквену имовину и онемогући свештенике Српске православне цркве да слободно и у миру врше службу. У Беранама окупио још већи број грађана него претходни дан, како би пружио отпор и послао снажну поруку да се неће помирити са срамним законом којим се таргетира српски народ и његова Црква у Црној Гори.
Лидер Праве Црне Горе Марко Милачић је након саслушања у Прекршајном суду, одмах по изласку из суднице, опет лишен слободе и спроведен у просторије Управе полиције, ради, како му је речено, допуне изјаве. Жана Милачић, адвокат Милачића, каже да њеног клијента задржавају зато што је у питању одмазда режима. Милачић је у просторије полиције спроведен по захтеву поступајућег државног тужиоца. Жана Милачић, адвокат Марка Милачића, каже да председник Праве Црне Горе није био организатор шетње након које су се десили немири испред Храма, већ учесник у њој, као што су то били и други грађани незадовољни доношењем Закона о слободи вероисповести. Милачић се, како каже, јавио полицији након писменог позива, и лишен је слободе због извршења прекршаја као „организатор“ протеста, односно шетње, противно члану 33. Закона о јавном окупљању и јавним приредбама, односно окривљен је да није пријавио јавно окупљање пет дана пре јавног окупљања. Његова адвокатица каже да је Милачић провео 12 часова у Управи полиције, а када је саслушан у Прекршајном суду, пуштен је на слободу. Жана Милачић је додала да она, као сведок тога што се дешавало, може да потврди да потврди да и Милачић и Милутиновић не да нису починило то кривично дело, већ напротив, они су узели мегафон и самоиницијативно позвали окупљене да се разиђу, што су како наводи, сви и учинили. Митрополија одговорила је црногорском премијеру да напад на полицију је подметачина Цркви. Из МЦП је саопштено да су сви свештеници, без изузетка, исказали верност митрополиту Амфилохију, Митрополији и Патријаршији српској. Митрополит је упознао свештенство са чињеницом усвајања и проглашења новог „антицрквеног закона о слободи вјероисповијести, чији је циљ слабљење наше Цркве и отимање црквене имовине“. Истакли су да ће свештенство, у духу саборности и јединства, чувати достојанство Цркве у смутњи која је настала због доношења овог „несрећног Закона, позивајући и све вјерне да се опходе према својим сусједима, рођацима, пријатељима и суграђанима у духу мира и братске љубави, па и онда кад не мисле једнако о актуелним догађајима“.
Више хиљада грађана Бара прошетало је 30. децембра увече улицама града у знак протеста против усвајања Закона о слободи вероисповести. Није било инцидената. У Ђуђеве Ступве увече је пристигло преко пет хиљада људи који су дошли да присуствују молебану и још једном искажу јасно противљење срамном Закону о слободи вероисповести. Будва данима исказује незадовољство због усвајања Закона о слободи вероисповести. Увече је велики број Будвана присуствовало молебану. Са њима је био и председник општине Марко Бато Царевић.
Владика будимљанско–никшићки Јоаникије поручио је у препуном Саборном храму Светог Василија Острошког у Никшићу да је црква најјача када је најпрогоњенија, као што је то сада случај. Молебан је у Храму служило свештенство никшићке Саборне цркве, а на крају службе је беседио и епископ будимљанско–никшићки Јоаникије.
Дана 31. децембра, поводом изгласавања Закона о слободи вероисповести у Скупштини Црне Горе и масовних протеста широм Црне Горе, лидери Демократског фронта позвали су дипломатски кор у Црној Гори да реагује како би се зауставили потези режима који воде одузимању црквене имовине. Истог дана председнику Праве Црне Горе Марку Милачићу, након саслушања у основном тужилаштву, данас је одређено тужилачко задржавање од 72 часа, после чега је Милачић изјавио да почиње штрајк глађу, саопштила је Права Црна Гора. Он је задржан дан раније након саслушања у Управи полиције, а на терет му се ставља да је био организатор протестне шетње у Подгорици поводом усвајања Закона о слободи вероисповести. Владика будимљанско-никшићки Јоаникије предводи литију на Жабљаку. Грађани протестују против новог Закона о слободи вероисповести. Више хиљада људи је трећи дан учествовало у литији у Бијелом Пољу. Она је кренула од цркве Светог Петра и Павла до цркве Светог Николе. Народ је протестовао против усвојеног Закона о слободи вероисповести. После одслуженог молебана у Саборном храму Христовог Васкресења у Подгорици, више хиљада верника кренуло је у молитвену шетњу са иконама и црквеним барјацима. Отац Предраг Шћепановић је казао да верници нису мало стадо, него стадо Христово, које је Свети Петар предао у руке Христу и Светој Мајци Божикој. Он је поручио је да ће литије уз молитве и иконе бити одржаване и убудуће, док год се не одбране светиње. Отац Шћепановић је нагласио да се и браћа муслимани и римокатолици прикључују у Бијелом Пољу и Беранама. И у Беранама је и данас народ изашао да подржи Српску православну цркву. Како показују фотографије са друштвених мрежа, литија је била врло масовна. Молебану у Подгорици, који је одржан због угрожености српских светиња, присуствовали су и потомци породице Петровић Његош. Иван Петровић Његош, директни потомак светородне династије Петровића, потписао је недавно и петицију против предлога Закона о слободи вероисповести, нагласивши да је то учинио због свог животног и моралног убеђења да буде достојан потомак својих предака. Велики број грађана и вечерас се окупио у Пљевљима протестујући против изгласавања Закона о слободи вероисповести. Као и претходних вечери, и ноћас је служен молебан у цркви Свете Петке, а потом је литија прошла улицама града до зграде Општине и назад до цркве. Све време трајања литије свештеници су певали црквене песме, а чули су се и повици „Не дамо светиње“ и „Мило лопове“. Пљеваљски Одбор за одбрану светиња саопштио је да се народ не окупља на молитву и литију да ратује против „народне полиције коју ми плаћамо да нас штити, већ да се окупљају да исправе неправду која је Законом о слободи вероисповести нанета нашој Цркви“. Казали су да неће одустати „све док не стану у крај безумљу које нас је задесило“. Бројношћу, истиче Одбор, Пљевљаци су показали да су „у потпуности свесни опасности која пријети Српској православној цркви од силом изгласаног Закона о слободи вероисповести“. Надлежним властима поручили су да одустати неће, док Влада не повуче спорни закон и док не буду уверени да ће имовина Српске православне цркве бити заштићена. Храм Светог Василија Острошког у Никшићу вечерас је био мали да прими све који су дошли да присуствују молебану. Током шетње носили су се само црквени барјаци. Иако се вечерас слави Нова година, на сваком ћошку чека група верника који се прикључују литији. На градском тргу свештеник Миодраг Тодоровић окупљенима је рекао да сваки пут који не води у храм води у ћорсокак, као и да су се вечерас окупили да свештеним ходом „пригрле Никшић и цијелу Црну Гору“ и да свима пруже мир и љубав. Додао је да су овде изашли да кажу да не дирају у ћивот Острошки, у светиње, у ћивот Светог Петра Цетињског и Стефана Пиперског. Служба заштите и спашавања дала је пуну подршку колегама који су одбили да асистирају полицији и тако отежају борбу свештенству и православним верницима у одбрани светиња. Запослени у Служби заштите и спашавања општине Бар пружили су пуну подршку колегама који су одбили наређење да асистирају полицији у виду уклањања возила која блокирају саобраћај због настале ситуације у вези са изгласавањем Закона о слободи вероисповести. Током шетње улицама Бара окупљени су узвикивали „не дамо светиње“ и „устаните Барани“. Шетња улицама Бара протекла је без инцидената. Председник "Праве Црне Горе" Марко Милачић пуштен је увече из притвора у коме је био због оптужби да је организовао протестне шетње поводом усвајања Закона о слободи вероисповести. Портал ИН4С објавио је фотографије и снимак на ком се види председник Црне Горе Мило Ђукановић у, како је наведено, једном луксузном хотелу у Мајамију. Наводи се да су снимак и фотографије направљене у луксузном ресторану хотела "Фаена" у ком једно ноћење кошта 2.000 долара. Телевизија Вијести ступила је у контакт са кабинетом председника али није добила ни потврду али ни деманти да се Ђукановић налази у Мајамију.
Дана 1. јануара 2020. године, Митрополија црногорско-приморска позвала је представнике Савета за грађанску контролу рада полиције и невладин сектор да затраже унутрашњу контролу рада службеника полиције, поводом њиховог понашања према грађанима који су у понедељак присуствовали молебану испред Храма Христовог Васкрсења у Подгорици. Полиција је у ноћи недеља/понедељак привела пет особа због, како наводе, сумње да су починили више прекршаја и додаје да је више службеника у цивилу, који су дошли возилима са цивилним таблицама, привело неколико грађана, међу којима и више малолетника и то након што су грађани почели да се разилазе. Митрополија тражи и да се припадници полиције казне ако се утврде те чињенице, као и да су они прекорачили овлашћења.
Полиција је саопштила да је ухапсила Д.Ш. (18), М.Л. (17), А.М. (18), М.Л. (21) и Д.Л. (16) у понедељак и да су у уторак спроведени у Суд за прекршаје у Подгорици, док су М.Л. и Д.Л. пуштени. Срби из Црне Горе једни другима честитали су Нову годину слањем слика из српских храмова. Због политичких догађаја који се дешавају у Црној Гори, и међусобне честитке грађана уобичајене за Нову годину — преко Вајбера, порука и друштвених мрежа — постале су специфичне. Тако, уместо класичне „Срећна Нова“, Срби у Црној Гори и шире једни другима шаљу фотографије настале у неком од храмова у Црној Гори. У Беранама је почела литија од зграде Општине Беране до три километра удаљеног Манастира Ђурђеви ступови. У литији учествује неколико хиљада грађана Берана, са челницима Општине и партија које чине владајућу коалицију у том месту. Присутни су и чланови породица припадника Управе полиције и Војске Црне Горе. Окупио се до тада највећи број грађана од почетка протестних шетњи. После литије у Манастиру је почео молебан. Испред Цркве Светог Петра и Павла у Бијелом Пољу окупља се велики број људи. Литију предводи владика будумљанско-никшићки Јоаникије. Окупљени народ протестује због усвајања Закона о слободи вероисповести у Црној Гори. Према неким проценама, на литију се окупило више од 10.000 људи. Шесто вече заредом грађани Пљеваља су изашли на протестни скуп, који су организовани поводом усвајања Закона о слободи вероисповести. Изашло је око 6000 људи. У подгоричком Саборном храму Христовог Васкрсења вечерас је служен молебан, у знак протеста због усвајања Закона о слободи вероисповести. На платоу испред Храма окупио се велики број грађана. Окупљени су кренули у молитвену шетњу до Цркве Светог Ђорђа под Горицом, одакле ће се вратити до Саборног храма. Протојереј Велибор Џомић казао је да оволики број окупљених верника показује да су они доказ да њихове светиње нису на продају, „нису за пазар, нису за тендере, нису посластичарнице“. Он је нагласио да Турцима који су у Подгорицу дошли половином 15. века никада није пало на памет да одузимају Цркву Светог Ђорђа. Џомић је поручио да ће Црква на безакоње одговорити молитвом. Позвао је вернике да са вечерашње литије, као са сваког сабора, одлазе „бољи“ и позвао их да се до Саборног храма врате „достојанствено и мирно“ као и до сада. Према неким проценама, само у Подгорици, Беранама, Бијелом Пољу и Пљевљима на улице је изашло више од 30.000 људи.
Дана 2. јануара Которски парох, протојереј ставрофор Момчило Кривокапић казао је да су нетачне тврдње оних који за народни бунт против Закона о слободи вероисповести оптужују Русију и уплетеност руских обавештајних служби. Он је истакао и да је то својеврсни доказ да су неки у паници, јер очигледно нису рачунали на отпор који се ових дана, пре свега, молитвено изражава у Црној Гори. Невероватан је број људи који ових дана излазе мирно у целој Црној Гори, не правећи никакве демонстрације, додао је свештеник Кривокапић синоћ на молебану у которској Цркви Светог Николе. Неке процене црногорских власти су говориле, додаје, о окупљању од два-три дана и да ће након тога све бити готово. Он је верницима пренео и да га многи људи, од који неки и не долазе у цркву, са забринутошћу питају о свему што се дешава и говоре да је ово са Законом о слободи вероисповести превише „и да их неће гласати“. Велики број грађана се и вечерас окупио у Бијелом Пољу у знак протеста због изгласавања Закона о слободи вероисповести у Скупштини Црне Горе. Према проценама присутних, у литији је учествовало више од 10.000 људи. Функционер ДПС-а Салко Чоковић из Бијелог Поља изразио је дубоко жаљење због „неодговорног поступка“ свог сина, који је пре неколико дана на друштвеним мрежама вређао православне вернике. Он је рекао и да дубоко поштује православне вернике, те да је често присутан у њиховим богомољама, што најбоље знају његови пријатељи. У Беранама су све масовнија окупљања против усвојеног спорног Закона о слободи вероисповести. У Беранама се у Манастир Ђурђеве ступове, задужбину Првослава, сина великог жупана Тихомира и синовца великог жупана Стефана Немање, стару 806 година, слила река од више од 10.000 људи, који су на молебан стигли после протестне шетње од три километра. Грађани су у шетњу кренули од зграде Општине Беране. На многим кућама у Беранама истакнути су транспаренти, односно поруке црногорском режиму — „Не дамо светиње“. Пред Саборним храмом Христовог васкрсења у Подгорици и вечерас се окупио велики број људи у одбрани светиња и у знак протеста због усвајања Закона о слободи вероисповести. Храм у Подгорици је препун вечерас, а велики број верника остао је испред јер није било довољно места да се у уђе Храм. Митрополија црногорско-приморска што пре ће тражити проверу уставности Закона о слободи вероисповести, најавио је ректор Цетињске богословије Гојко Перовић. Он је у интервјуу за телевизију „Вијести“ поручио да са овако накарадним законом држава нема шансе да докаже да јој нешто од црквене имовине припада, али да страхују од злоупотреба, јер је председник Мило Ђукановић недавно најавио обнову тзв. црногорске аутокефалне цркве.
Молебан, а затим и литија вечерас кренула је 3. јануара прво из Бијелог Поља. Испред Цркве Светих апостола Петра и Павла, задужбини кнеза Мирослава, брата великог рашког жупана Стефана Немање, окупило се око 10.000 људи. Шести дан заредом у Пљевљима се одржавају молебан и литија. Огроман број људи шета улицама града. По снегу и хладноћи грађани Жабљака и су се окупили како би демонстрирали против закона о слободи вероисповести. Никшићанин У. К. (67) ухапшен је због физичког напада и вређања свештеника Мирка Вукотића, саопштено је из Управе полиције. Свештеник је нападнут испред градске капеле у Никшићу, око поднева, на Тргу Шака Петровића, уз претње и псовке. Сведоци кажу да је нападач вређао вернике и СПЦ. Како је наведено, Вукотић је рекао полицајцима да никада није видео тог човека. Полиција је поднела захтев за покретање прекршајног поступка против лица У. К. (67) из Никшића због физичког напада и вређања друге особе на јавном месту говором, натписом, знаком, или на други начин, а на основу националне, расне или верске припадности, саопштила је Управа полиције. Додаје се да је никшићка полиција, спроводећи проактивне активности, идентификовала то лице. Надлежни тужилац се изјаснио да у радњама пријављеног нема елемената кривичног дела које се гони по службеној дужности. Протести у Црној Гори због изгласаног Закона о слободи вероисповести настављени се из дана у дан у градовима широм Црне Горе, а први који су изашли на улице и блокирали саобраћај били су грађани Берана. Испред Манастира Ђурђеви ступови код Берана окупио се велики број људи како би и вечерас изразили своје неслагање са усвојеним Законом о слободи вероисповести. И у Андријевици су се окупили људи како би изразили свој протест због тог закона. Према слободним проценама, испред манастира се окупило до 10.000 људи. И Плужине су изразиле свој отпор усвојеном Закону о слободи вероисповести. Више стотина становника је прошетало у литији центром града. У граду на Пиви се налази познати Пивски манастир из 16. века. У родном граду премијера Душка Марковића Мојковцу одржани су молебан и литија, чиме су се и Мојковчани придружили демонстрацијама против Закона о слободи вероисповести који је усвојила Скупштина Црне Горе. И становници Бара ису изашли у шетњу против Закона о слободи вероисповести. Митрополит Амфилохије казао је да су оне које су изгласали Закон о слободи вероисповести гласали људи који су сваке ноћи у литијама и да због тога не зна у чије име су усвојили тај закон. Више од 10.000 људи је углас одговорило митрополиту да се одричу закона који представља безакоње. У Подгорици Митрополит Амфилохије је рекао да се не може на хаосу и безакоњу градити ништа ни у једној души и ни у једном народу, а још мање у држави. Након молебана у Саборном храму Христовог васкрсења Подгоричани су кренули у литију коју је предводио митрополит црногорско-приморски Амфилохије. Док је литија пролазила кроз подгоричко насеље Толоше, окупљенима, који ходају носећи упаљене свеће или иконе, придруживали су се мештани. Он се обратио окупљеним грађанима у литији која је ишла од Саборног храма Христовог васкрсења до цркве у Толошима. Литија се кретала до Цркве Светих Макавеја у Толошима, а по повратку у Саборни храм предвиђено је да се митрополит Амфилохије обрати грађанима. Пре литије у Храму је одржан молебан. Грађани су испунили храм, а ред људи са иконама био је је од улаза у храм до булевара. Епископ будимљанско-никшићки Јоаникије је окупљеним верницима поручио да се ради о дискриминацији и кршењу Устава Црне Горе, који прописује да су све вере равноправне. Литији је према процени Митрополије црногорско-приморске присуствовало више од 20.000 грађана. Према речима епископа Јоаникија, народ је својим изласком јавно посведочио противљење неправди и показао да су прави хришћани спремни на борбу не огњем и мачем, него истином, правдом и спремношћу да се жртвују за цркву и веру. Он је додао да је довољно да се измени оно што је за њих неприхватљиво и да се примене Устав Црне Горе и међународни стандарди који прописују слободу вере. Како је казао Јоаникије, народни скупови који се организују свако вече су најефикаснији вид борбе против неправде. У Котору је одржан молитвени скуп верника. Окупљени су шести дан заредом изразили протест против закона о слободи вероисповести.

#### Апел за одбрану СПЦ у Црној Гори
Дана 4. јануара око 9.000 интелектуалаца из целог региона потписало је Апел за одбрану СПЦ у Црној Гори, у којем траже да се прекине са „насилним и противправним покушајем брисања историјских и имовинских права СПЦ“. У апелу, који је за три дана потписало око 9.000 епископа СПЦ, чланова САНУ, професора универзитета, писаца, редитеља, глумаца, музичара, новинара из Србије, Црне Горе, Републике Српске, Македоније, Хрватске и расејања, захтева се да се „та антицрквена, антицивилизацијска и антидржавна пракса обустави тренутно и у свакој својој пројави“, објављено је на сајту Митрополије црногорско-приморске. У тексту Апела наводи се да се доношењем спорног Закона о слободи вероисповести директно крши слобода вероисповести и право на имовину епархија Српске православне цркве на територији Црне Горе. Посебно се указује на чињеницу да од три верске заједнице удару закона подлеже само СПЦ, будући да су положај и права осталих уређени посебним законским актима. Међу првих 100 потписника Апела су митрополит Амфилохије, епископи Јоаникије, Атанасије, председник Матице Српске Драган Станић, министар у Влади Србије Ненад Поповић, академици Василије Крестић, Миро Вуксановић, Славенко Терзић, Љубодраг Димић. Апел су потписали и професори Бранко Летић, Мира Радојевић, Слободан Самарџић, Слободан Антонић, ректор Универзитета у Источном Сарајеву Милан Кулић, директор Института за европске студије Миша Ђурковић, писци Алек Вукадиновић, Гојко Ђого, Владимир Кецмановић, Љиљана Хабјановић Ђуровић. Свој потпис дали су и глумци Милош Биковић, Ненад Јездић, Виктор Савић, Вук Костић, Славиша Чуровић, Андрија Милошевић, Александар Радојичић, чланови Београдског синдиката Феђа Димовић, Бошко Ћирковић, Александар Протић, Блажо Вујовић, Огњен Јанковић, новинари Никола Врзић, Александар Лазић, Гојко Раичевић и други. Увече су прве литије кренуле са Дурмитора и из Бијелог Поља. Становницима Жабљака није сметао ни лед ни снег да би изразили свој протест против Закона о слободи вероисповести. У Бијелом Пољу се већ традиционално окупило на хиљаде верника и грађана. У Даниловграду је 4. јануара организована прва литија. На страници на Фејсбуку „Објектив стори“ подељена је објава под насловом: „Никад љепши сумрак у Даниловграду“. Уобичајено велики број људи је био на улицама Берана. Са фотографија је деловало да је читав град изашао у одбрану српских православних светињ. аОгроман број људи окупио се испред манастира Ђурђеви ступови седми дан заредом. Полиција у Подгорици претресла је на девет локација просторије и станове које користе чланови криминалних група и „безбедносно интересантне особе“ и ухапсила једну особу због сумње да је недозвољено држала оружје и експлозивне материје. Како се наводило у саопштењу Управе полиције, ухапшени М. Ш (66) биће приведен уз кривичну пријаву надлежном тужилаштву. Приликом претреса је, како се додаје, пронађен и одузет оквир од пиштоља са муницијом, заштитни прслук-панцир, око 20.000 евра, добош за аутоматско оружје, као и одређени број средстава за комуникацију са високим степеном криптозаштите. Такође, пронађен је одређени број лаптоп и таблет уређаја, усб меморија, ласерски нишан, два сата марке „Ролекс“, уређај за снимање ДВР, ГСП тракер за кретање и лоцирање и уговор о новчаној позајмици закључен на износ од 105.000 евра, наводе из полиције. У саопштењу се прецизира да је полиција на девет локација претресла просторије и станове које користе чланови криминалних група и безбедносно интересантне особе В. С. (31), С. С. (28), Р. С. (35), Б. В. (31), М. Ш. (66), М. Ш. (32), М. Ш. (34), Н. Ш. (28) и Б. В. (33) и истиче да су одузети предмети прослеђени на вештачење у Форензички центар Даниловград. Верници су се окупили испред цркве Свете Тројице у Старом граду, где је одржана литија поводом изгласавања контроверзног Закона о слободи вероисповести. Истим поводом се народ окупио и у Херцег Новом. Након молебана у Будви организована је протестна шетња од цркве Свете Тројице до цркве Свете Петке. Током литије у Подгорици, коју је предводио митрополит Амфилохије, учествовало је више од десет хиљада грађана. Сабраном верном народу прочитано је саопштење Светог Синода СПЦ, након чега им се обратио епископ диселдорфско-немачки Григорије. Владика Григорије је у Подгорицу дошао како би подржао епископе, свештенство и верни народ и пренео им молитвену подршку више од 600.000 српских православних верника, чији је надлежни епископ у Немачкој. Григорије је истакао да у Немачкој живи више од 600.000 православних Срба и око 3.000.000 православних хришћана који се диве борби нашег народа у Црној Гори. Владика је објаснио да не постоји ни једна црква, ни један град у тој великој земљи у коју сад сви желе да иду из разних разлога, а највише из разлога што постоји закон о неотуђивој верској слободи, и подсетио да су Немци међусобно ратовали тридесет година да би на крају схватили да нема ништа важније ни вредније од људске личности и да је највећи људски грех газити било чију слободу. Увече су верници прошетали и улицама Мојковца и Колашина. Верни народ је тако желео да изрази незадовољство због усвојеног Закона о слободи вероисповести. Самозвани поглавар такозване Црногорске православне цркве Мираш Дедеић увелико слао је СМС поруке својим „верницима“ да дођу на ложење „црногорског бадњака“ испред летњиковца краља Николе на Цетињу. У вечерњим сатима одржана је најмасовнија литија до тада у Никшићу. Десетине хиљада људи у молитвеној шетњи. Никшићани су шести дан заредом изашли на улице да изразе своје незадовољство због контроверзног Закона о слободи вероисповести. Током синоћне литије, догодио се напад на учеснике у Бијелом Пољу, сазнаје ИН4С. Код кафића „Рич“ верници су вређани и називани погрдним именима, а у једном тренутку, један од гостију из кафића је гађао учеснике литије, од којих је повређена једна особа. Из Управе полиције „један младић задобио лакше повреде у тренутку док је покушавао да раздвоји власника локала и још једног младића, али није прецизирано на који начин је повређен“. Младић је крваве главе напустио литију, а новинарима је рекао да није у стању да прича. Службеници Центра безбедности су брзо реаговали и спречили већи инцидент. „Приведено је девет лица од којих се прикупљају обавештења. Овај догађај није имао никакве везе са литијом“, саопштено је из Управе полиције.
Следећег дана, грађани Бара јутрос су се у великом броју поново окупили у литији подршке СПЦ. У црногорским градовима већ девет дана народ се окупља у великом броју изражавајући протест због доношења спорног Закона о слободи вероисповести. Својатање светиња од било које власти или властодржаца, нарочито оних обезбожених, секуларизованих, једно је од безумља и безакоња наших дана, поручио је митрополит црногорско-приморски Амфилохије у Божићној посланици. Он се у посланици осврнуо на Закон о слободи вероисповести, за који Митрополија сматра да представља увод у отимање имовине Српске православне цркве у Црној Гори, и на протестне шетње које се данима дешавају у више градова.
Српска кућа је одлучила да неће организовати дочек Српске нове године, чиме жели да испоштује, пре свега, препоруку Синода Српске православне цркве о избегавању сваког вида политизације молебана и литија које предводе владике. Велики протестни скуп организован је вечерас и у Никшићу, где се на Тргу Светог Николе окупило више хиљада верника у знак борбе против контроверзног Закона о слободи вероисповести. Руководство Управе полиције у Црној Гори утврдило је План активности обезбеђења свих јавних окупљања на Бадњи дан, како би сви грађани могли мирно и без ограничења да обележе овај православни празник. Како је саопштено из Управе полиције, Колегијум је разматрао безбедносну ситуацију у земљи, у контексту организованих јавних окупљања поводом усвајања Закона о слободи вероисповести или уверења и правном положају верских заједница. Уз захвалност грађанима на мирним окупљањима, у саопштењу се наводи да је и поред великог броја дезинформација, лажних вести, па и отворених најава о инцидентима, Колегијум констатовао да сви догађаји протичу у најбољем реду и у складу са законом. Мирна окупљања, молебани и литије широм Црне Горе организују се данима у знак протеста због Закона о слободи вероисповести, којем се противе Српска православна црква и део црногорске опозиције. Ове године Митрополија црногорско-приморска ће бадњак палити испред храма у Подгорици, а неканонска такозвана „црногорска православна црква“ испред двора Краља Николе на Цетињу. Грађани Бијелог Поља и 5. јануара су се окупили на молебану испред цркве Светог Петра и Павла у знак протеста против контроверзног Закона о слободи вероисповести. То је до тада био највећи скуп, на који је дошло око 15.000 грађана. Грађани Берана исто вече су се окупили крај своје светиње Манастира Ђурђеви Ступови. Манастир Ђурђеви Ступови код Берана је био место окупљања великог броја верника из Берана и околине. По неким проценама, у литији у Беранама у којима је учествовало највише грађана од почетка протеста против Закона о слободи вероисповести. Оно што посебно издваја овај скуп су бакље и свеће којима је светиња била обасјана. Православни верници из Жабљака и околних места на обронцима Дурмитора учествовали су у литији у знак протеста против контроверзног Закона о слободи вероисповести. Мећава и јак мраз и температура од - 11C нису их зауставили у одбрани својих светиња. Грађани Андријевице, Плужина и Спужа су мирним скупом и литијом изразили протест против контроверзног Закона о слободи вероисповести. Грађани Подгорице су такође масовно учествовало у великом протесту против контроверзног Закона о слободи вероисповести. Велика литија кренула је после скупа у Храму Христа Спаситеља. Након молебана у Храму Христовог васкрсења у Подгорици, молитвени ход свештенства Митрополије црногорско-приморске са вјерним народом упутио се ка споменику Светом Петру Цетињском, где нису држани говори, већ само молитва. Свештеник Предраг Шћепановић објаснио је да се одустало од првобитног плана да се иде ка Немањином граду на ушћу Рибнице у Морачу, јер вјерни народ већ од поноћи вечерас креће у бадњаке, па нису жељели да поремете тај ритам. Вечерашњој литији у Подгорици, иако по вјетру и изузетно хладном времену, поново је присуствовало више од 10.000 грађана. Полиција је у Подгорици лишила слободе главну и одговорну уредницу портала "ФОС медиа" А.Ђ. (26) због сумње да је извршила кривично дело изазивање панике и нереда. Како преносе Новости, А.Ђ. је као уредница и као аутор текста који је данас објављен на овом порталу под насловом "ФОС открива: Припадници РОСУ на располагању Црној Гори за Бадњи дан" у којем се наводи да ће "око 250 припадника РОСУ - специјалне косовске јединице стајати на располагању црногорским безбедносним органима на дан окупљања у Подгорици које је заказано за сутра", изазвала панику у јавности изношењем лажних вести путем медија, саопштила је управа полиције Црне Горе у недељу увече, уз нагласак да је са тим упознат надлежни државни тужилац који се изјаснио да се у радњама лица А.Ђ. стичу елементи кривичног дела изазивање панике и нереда, као и да се иста лиши слободе и уз кривичну пријаву приведе надлежном тужилаштву”. Мештани Бечића поставили су уочи Бадњег дана на брду изнад Рафаиловића три и по метра висок метални крст. Они су позвали представнике свих месних заједница на подручју будванске општине да их следе, те да и они поставе крст на узвишењима и брдима.

#### Бадњи дан и Божић
Дана 6. јануара, Православни верници обележили су Бадњи дан традиционалним уношењем и паљењем бадњака, литургијама у храмовима, манастирима и црквама пред најрадоснији хришћански празник Божић. У Црној Гори Бадњи дан је прослављен у тренутку подигнутих тензија и подела због усвајања спорног и дискриминаторског Закона о слободи вероисповести. У највећим црногорским градовима паљењу бадњака присуствовао је велики број верника. Велики број верника присуствовао је паљењу бадњака у Подгорици, Никшићу, Бијелом пољу, Беранама, Рисну. На Цетињу су, уз присуство јаких полицијских снага, истовремено налагали бадњаке верници СПЦ и верници непризнате црногорске цркве. Мере безбедности су значајно повећане уочи налагања бадњака на Цетињу, које су у исто вријеме (15 часова) заказале Митрополија црногорско-приморска и такозвана Црногорска православна црква. Већ на улазу у град могле се приметити полицијске снаге, а такође њихово присуство је повећано око Цетињског манастира, где су најавили да ће Бадњаке налагати митрополит Амфилохије са свештенством, као и на тргу испред дворца Краља Николе, где ће бадњаке налагати присталице такозване „Црногорске православне цркве“. На Цетиње су стигли и лидер ДФ-а Андрија Мандић, лидер Уједињене Црне Горе Горан Даниловић и председник Праве Црне Горе Марко Милачић. Присутан је био и бизнисмен Миодраг Дака Давидовић, као и посланици Демократског фронта. С обзиром да се ове две локације налазе само на неких стотинак метара на Цетињу, између манастира и дворца краља Николе постављене су јаке полицијске снаге. Постављена је и заштитна ограда, како би био онемогућен сваки међусобни контакт верника Митрополије и симпатизера такозване „Црногорске православне цркве“. Неколико десетина присталица Мираша Дедеића окупило се испред дворца краља Николе. Пред Цетињски манастир сваког тренутка пристиже све више верника. Испред Цетињског манастира одржано је паљење бадњака. Након обраћања митрополита црногорско-приморског, зетско-брдског и скендеријског Амфилохија чуло се и појање гуслара. Епископ будимљанско-никшићки Јоаникије рекао је да је Српска православна црква у Црној Гори Закон о слободи вероисповести доживела као велику неправду. „Ми ћемо се борити до краја, другог пута нема и победићемо, али не огњем и мачем, него истином и правдом“, рекао је владика Јоаникије за Радио Београд. Гостујући у емисији „Седмица“ Радио Београда, епископ Јоаникије је тренутну ситуацију у Црној Гори оценио као пат-позицију. Напомиње да је Ђукановићева предност што има власт и што је на тој власти већ 30 година, али, каже епископ, „нема никакву идеју ни план како да помогне народу“. Владика сматра да треба започети дијалог, али истински. „Ми ништа друго не тражимо, осим да се нашој цркви обезбеде иста права као и осталим верским заједницама“, каже владика. Он је објаснио да је СПЦ у Црној Гори Закон доживела као велику неправду, да је незаконита била и процедура и изгласавање у Скупштини Црне Горе, преноси портал „Саборник“. Владика Јоаникије предвиђа да ће овакво стање у Црној Гори дуго да траје. „Али, ми ћемо на крају победити. Не желимо да буде победника и поражених, него да победи правда и братска слога“, закључио је епископ Јоаникије. На питање о подршци званичног Београда СПЦ у Црној Гори, владика Јоаникије каже да би волео да је међудржавног дијалога било. Владика Методије је казао је на Цетињу да је највећи дар који је Господ дао људском роду разум, али да га је човјек употребљавао на начин да је довео у питање опстанак цијеле планете. Митропилит црногорско приморски Амфилохије поручио је свима да је срећан и благословен овај дивни празник- Божић. Он је казао да је ту са нама владика Диоклијски Методије који је управо дошао са ВМА из Београда где је био хоспитализован након пребијања на Ђурђевића Тари, након чега га jе замолио да као игуман Цетињског манастира он поздрави окупљене. Владика Методије је казао да је највећи дар који је Господ дао људском роду разум, али да га је човјек употребљавао на начин да је довео у питање опстанак цијеле планете. Архиепископ цетињски, митрополит црногорско-приморски Амфилохије благосиљао је са свештенством и верним народом бадњаке пред манастиром Светог Николе на Ободу Црнојевића. Честитајући окупљеном народу бадњаке, владика је рекао да је Обод свето место и вековно огњиште, које је родило све друге светиње широм Црне Горе, укључујући и Цетињски манастир. Додао је да је због тога значајно да се увек враћамо овом темељу Црне Горе и свега часнога и честитога у њој. Митрополит Амфилохије је рекао да се огањ Христовог бадњака данас распламсао на Ободу. Митрополит Амфилохије је подсетио на ријечи светог Петра Цетињског из времена када је Махмут паша Бушатлија војевао на Црну Гору да је у имену Божјем суд и правда. Хиљаде верника испред храма Христа Спаситеља прославило је Бадње вече. У Бијелом Пољу, испред цркве Светог Петра и Павла, организовано је увече паљење бадњака. Свечаности је присуствовао и владика будимљанско-никшићки Јоаникије. Више хиљада људи окупило се испред задужбине краља Мирослава (брата Немање) у Бијелом пољу. И Беране је обележило Бадње вече паљењем бадњака испред Ђурђевих ступова.
Дана 8. јануара, Удружење грађана „Мојковчани“ је организовало Пети Мојковачки марш на Бојну њиву. Око 500 грађана ишло је од Храма Христовог Рождества до места славне битке, а предводио их је епископ будимљанско-никшићки Јоаникије. Владика је пре почетка марша служио свету литургију у Храму Христовог Рождества. Пре поласка на Бојну њиву, окупљени су положили венац на споменик Јунацима Мојковачке битке. Венац славним јунацима је положио и Момчило Вуксановић испред Српског националног већа. Ка Бојној њиви су кренули носећи транспарент „Кад на Божић свиће зора, српство брани Црна Гора“. Епископ диселдорфско-немачки Григорије изјавио је да се у Црној Гори тренутно ради о покушају да председник Мило Ђукановић направи инцидент, јер га само то још може спасити. Њему више нико не верује у причу да се ту ради о бризи за црногорски идентитет, ни Срби у Црној Гори, ни Црногорци, већ је то само изговор.

#### Почетак великих и масовних литија
Дана 9. јануара, Свештенство Саборног храма Христовог васкрсења у Подгорици позвало је вернике на молитвену шетњу са иконама, која је најављена након вечерњег молебана. Како је прецизирано, молебан ће бити одржан у 18 часова, док ће шетња кренути из Саборног храма сат времена касније. Планирана путања кретања молитвеног хода је од Саборног храма до манастира Светог Симеона Мироточивог, на Немањином граду, и назад. Свештенство Саборног храма позива вернике да у молитвеном ходу понесу своје иконе. Подсетимо, јуче је у Београду испред Храма Светог Саве одржан молебан у знак подршке Српској православној цркви и верницима у Црној Гори. „Време је Божје правде“, поручили су грађани окупљени на молебану. Православни верници у Црној Гори молитвеним шетњама и су протестовали против контроверзног Закона о слободи вероисповести. Више хиљада грађана учествовало је у молитвеној шетњи са иконама и црквеним барјацима од Саборног Храма до манастира Светог Симеона Мироточивог. На Немањином граду свештеници Митрополије одржали су молитву, након чега се верном народу обратио отац Предраг Шћепановић. Поручио је испред Митрополије да је јако поносан на све који тихо кротко и гандијевски показују љубав према Богу. Отац Шћепановић је такође обавијестио присутне да је Епископски савјет дао благослов да се окупљања одржавају четвртком и недељом, као и да ће на Богојављење младићи и дјевојке пливати за Часни крст. Отац Шћепановић је најавио да ће у недељу у 18 часова бити служен молебан, након чега ће литија кренути ка цркви Светог Ђорђа под Горицом. Литије су одржане и у Херцег Новом, Бару и Пљевљима. У Плужинама је вечерас одржана литија у знак протеста против контроверзног Закона о слободи вероисповести Хришћанским поздравом „Мир Божији, Христос се роди“ Божић је окупљенима на синоћњем молебану у Херцег Новом честитао херцегновски ефендија Хусеин Хоџић, председник Исламске заједнице Црне Горе за Будву и Боку, саветник реиса за међурелигијска и међунационална питања. У уводном делу беседе објаснио је разлоге због којих је био на молебану, а у закључку утврдио да није једини проблем очување имовине, већ је веће искушење очувати веру, преноси Радио Херцег Нови. Такође је истакао да не говори у име Исламске заједнице, јер би то било нечасно, ни у име свих муслимана, већ у своје лично и име његових верника који га подржавају. Ја сам одатле, имам тог космополитизма, толеранције духа. Питаћете се зашто сам овде, одговарам да сам овде што ме Бог вечни позвао да будем на помоћи брату и комшији. Овде сам, јер сам, присуствујући дешавањима претходне године у храму у Подгорици, у Бару и другим догађајима, од патријарха Иринеја чуо и то понављам, да је „Српска православна црква изузетно расположена да успоставља и шири добре односе и поверење са муслиманима са Балкана, посебно са Бошњацима“, међу којима сам, ето, и ја. Још један разлог је сусрет са академиком Матијом Бећковићем приликом освештавања храма у Бару, који је изразио похвалу на моју здравицу, коју сам тада, као и вечерас, само као грађанин говорио. Срби и Црногорци су, како је поручио ефендија Хоџић, редак народ који памти добро које му неко учини, неће заборавити и неће изневерити. Имовина је овде мање битна, чувајте веру. Биће имовине, а биће и компромиса. Бог вас све чувао“, казао је ефендија Хоџић, човек којег памте и као једног од оних који су саградили кућу породици оца Драгана Цвјетановића након његове смрти.
Наредног дана члан Главног одбора владајуће Демократске партије социјалиста (ДПС) Никола Гегај изјавио је да за разлику од неких других странака, албанске политичке партије Црну Гору доживљавају као своју кућу и свој политички интерес подређују томе и оценио је да је то добро. Поводом захтева дела албанских странака да добију загарантоване мандате, он је казао да је ДПС спремна да уважи све захтеве мањинских партија који су у складу са највишим европским и демократским стандардима. У Црној Гори више нема казни за истицање националних симбола након измена закона. Гегај сматра да је у питању демократско и квалитетно законско решење, које доноси потпуну слободу у употреби националних симбола, пренео је портал РТЦГ. Специјално државно тужилаштво Црне Горе поднело је 10. јануара Вишем суду оптужницу против одбеглог бизнисмена Душка Кнежевића, бившег секретара Врховног државног тужилаштва Ненада Вујошевића и још троје службеника „Атлас банке“ због кривичног дела стварање криминалне организације и прање новца. Један од доказа за подизање те оптужнице, између осталих, јесте и нотес пронађен након претреса стана и куће Душка Кнежевића, који наводно садржи листу људи којима је давао новац. Главни специјални тужилац Миливоје Катнић показао је тај доказ гостујући на Јавном сервису у октобру прошле године. Криминална организација деловала је по налогу Душка Кнежевића, против којег се у СДТ-у води више поступака. Душко Кнежевић је раније демантовао да нотес постоји и да је свеска „подметачина“ СДТ-а. У нотесу су се, између осталих, нашла имена бившег градоначелника Подгорице Славољуба Стијеповића, актуелног саветника председника Црне Горе Мила Ђукановића. Из СДТ-а је раније саопштено да није реч о ковертама са снимка који је прошле године објавио Кнежевић, већ о другом новцу. Против Стијеповића је СДТ недавно поднело оптужницу у којем га је означило као члана криминалне организације Душка Кнежевића. У нотесу се наводно налази и име посланика Демократског фронта Небојше Медојевића. Он је демантовао да је икада узео новац од Кнежевића „за себе или за Покрет за промене“. СДТ је недавно тражило скидање имунитета Медојевићу, али је Административни одбор одбио тај захтев. Кнежевић је негирао да је новац дао Медојевићу, већ је казао да је кеш давао Ђукановићу, Стијеповићу, председнику Скупштине Ивану Брајовићу, вршиоцу дужности ВДТ-а Ивици Станковићу. Кнежевић је објавио више аудио-снимака телефонских разговора са Вујошевићем, у којима се тврди да је одбегли банкар подмићивао Станковића. Вујошевић је пред СДТ-ом признао да је узимао новац од Кнежевића, али да тај новац није давао тужиоцима за мито, већ да га је користио за лечење. Тврдио је да је у разговорима само „замајавао“ Кнежевића како би извукао више новца. Специјална државна тужитељка Лидија Вукчевић крајем октобра је на конференцији за новинаре саопштила да је против Кнежевића и његових сарадника Ђорђа Ђурђића и Влатка Рашовића проширена истрага због прања новца. Она је тада казала да се основано сумња да је Кнежевић покушао да у легалне токове стави осам милиона евра у кешу, које је добио продајом хотела „Принцес“. Компанија „Каспија проперти“ из Дубаија је на руке исплатила осам милиона Кнежевићу почетком 2014. године, а неколико месеци касније у два наврата уплатили су још 4.400.000 евра на његов рачун. Како је куповина хотела пропала, а Кнежевић није враћао новац који су Азербејџанци тражили у неколико наврата, по налогу Привредног суда у Подгорици пред којим су Азербејџанци покренули спор против Душка Кнежевића, активирана је претходно дата гаранција „Атлас банке“ од 12,5 милиона евра. Исти тај новац, односно осам милиона евра које је добио на руке, Кнежевић је, како је тада појаснила Вукчевићева, унео у Црну Гору и наредио Влатку Рашовићу да га остави у његов сеф у канцеларији у „Атлас банци“. Приликом претреса Кнежевићеве куће у Голубовцима и стана под Горицом који је користио пронађене су књиге у којима је наводно изношен новац из Црне Горе. У претресима тих објеката наводно су потврђени искази сведока у претходним истрагама против одбеглог бизнисмена. Према њеним речима, даљим проверама се дошло и до нових доказа и проширења истраге. Кнежевић је више пута јавно негирао кривично дело и поднео више кривичних пријава против својих запослених због лажног сведочења. Новинар руске телевизије Евгениј Баранов објавио је на свом профилу на Фејсбуку део интервјуа са бившим председником Црне Горе Момиром Булатовићем, који је урађен 2010. године. У свом излагању Булатовић искрено, као у исповести, говори о реликвијама које се чувају у манастирима Црне Горе, о њиховим духовним вредностима, али и о томе колике су суме новца „у игри“ када су оне у питању. Булатовић је изјавио да му је у посету дошла висока делегација Малтешког реда и понудила 150 милиона долара за три реликвије које се налазе у поседу Српске православне цркве. Како сам признаје — то је био велики новац, посебно за земљу под санкцијама, али је отишао код митрополита Амфилохија да разговарају. Тада је, каже Булатовић, схватио своју грешку што је тако и помислио, али и њихову вредност у сваком погледу. Муфтија санџачки хафиз Абдуррахман ефендија Кујевић је изјавио за Спутњик није добро што ће одређени верски објекти постати државно власништво, имовина верских заједница треба да остане у њиховој трајној својини. Без обзира на све, муфтија Кујовић сматра да је добро што је Црна Гора кренула путем правног и политичког уређења друштва у којем ће се сви грађани и народ осећати равноправно. Муфтија Кујевић је раније изјавио за медије да је јавност узнемирила могућност да имовина Исламске заједнице може постати власништво Црне Горе. Књижевник Матија Бећковић изјавио је да је недавно Карл Билт изјавио да је Православље највећи преостали непријатељ. Мора да је то чуо од неког ко то зна много боље од њега. У борби против тог највећег непријатеља испредњачила је мала Црна Гора, чији је актуелни режим званично објавио рат црногорско-приморској Митрополији СПЦ.
Дана 11. јануара, Професор Филозофског факултета у Београду и један од потписника Апела 88, којим се заправо осуђује покушај одбране светиња у Црној Гори, истакао се новом „минијатуром“ у гостовању на РТЦГ, чиме је померио границе ионако маштовите „аналитике“ на том режимском сервису, преноси портал ИН4С. Самарџић тврди да је изгласавање закона о отимању имовине СПЦ било окидач у наставку лоших односа Београда према Подгорици, јер је, према његовим речима, то континуитет званичног Београда од 1996. године. Он је навео да је прве запаљиве поруке у Србији послала опозиција, а да је председник Србије Александар Вучић наставио и „преотео политику према Црној Гори“. Самарџић исказује забринутост због тишине у Бриселу поводом дешавања у Црној Гори, оптужујући Русију да је корумпирала врх ЕУ и да је то разлог ћутања. Као потписник Апела 88, напомиње да потписници апела нису добили захвалност црногорских власти због свог чина. Исти дан након што је специјализовани рукометни портал из Црне Горе „Хендбол“ на својој страници на Фејсбуку објавио да репрезентација Црне Горе први пут и „само вечерас“ у мечу против Србије игра у „зеленим комитским дресовима“ — кренула је лавина коментара. Бројни грађани на друштвеним мрежама овај потез већ коментаришу као грубо мијешање спорта и политике од стране црногорске репрезентације, а поједини се иронично питају зашто се у овој фарси није ишло до краја, па да на дресовима такође пише и — „Никад више 1918“. Епископски савет Српске православне цркве усвојио је нацрт иницијативе Уставном Суду Црне Горе за оцену уставности одредби Закона о слободи вероисповести или уверења и правном положају верских заједница. Како је саопштено након седнице Савета, иницијатива ће у најскоријем периоду бити предата Уставном суду. Поручили су и да протести широм Црне Горе „неће стати нити ће се умањивати“, док се „овакав дискриминациони“ Закон о слободи вероисповести не повуче. Епископски савет, како се додаје, подржава будуће организовање и спровођење молитвених литија четвртком и недељом:
„И даје благослов да месно свештенство у свим градовима према исказаној жељи и потреби верног народа осталим данима организује молитвене скупове и црквено-народне трибине при храмовима, културним центрима и другим за то прикладним местима, подсећајући на обавезу чувања мира и достојанства, као и до сада“.
Достављена је и порука Епископског савета, која ће бити прочитана сутра током молебана и литија. У поруци се, између осталог, наводи да се протестује „против акта који не доноси правду, једнакост ни слободу, већ све супротно томе, и акта којим хоће да озаконе отимачину црквене имовине“. У поруци митрополита црногорско-приморског Амфилохија, епископа милешевског Атанасија, будимљанско-никшићког Јоаникија, захумско-херцеговачког и приморског Димитрија, диоклијског Методија и епископа умировљеног захумско-херцеговачког Атанасија се додаје да ће се само тако вратити „сада веома нарушен, мир и спокој православним верницима, који су им у ове Божићне дане нарушили државни органи“. Поручили су да је Црква за дијалог и да поздравља сваки акт добре воље.
„Спремни смо да разговарамо са представницима све три гране државне власти — и о добрим законским решењима, и о евентуалном потписивању уговора између Цркве и државе, и о решавању нејасних имовинско-правних тема, и о укључењу међународних институција у наш будући могући дијалог, и о свему другом што би допринијело разумијевању и смањило подјеле између световних и духовних власти — али иницијатива за то је на страни оних који су до сада били неспремни за разговор. Зато са овога места кажемо — не надајте се да ће наш молитвени ход стати, нити на то имамо право пред прецима и потомцима. Наш молитвени ход црногорским улицама и шире, нити ће стати нити ће се умањивати, све док не буде испуњен онај наш први — и минимални и максимални услов — да оваквог дискриминационог закона више нема“, наводи се у поруци. Епископ будимљанско-никшићки Јоаникије изјавио је да је одбио 2007. године понуду америчког амбасадора у Ватикану Томаса Патрика Милејдија да се три велике светиње које се налазе у Цетињском манастиру нађу под заједничким покровитељством СПЦ и Католичке цркве. Након усвајања дискриминаторског Закона о слободи вероисповести и нарастујућег бунта верног народа у Црној Гори, актуелизовала се и прича о реликвијама које се налазе у поседу Српске православне цркве у Црној Гори. Све су јаче гласине да се овај Закон односи заправо на њих, односно сумња се да је режим спреман да их прода. Наиме, 2007. је епископ будимљанско-никшићки Јоаникије одбио понуду америчког амбасадора у Ватикану Томаса Патрика Милејдија да се три велике светиње које се налазе на Цетињу (рука Св. Јована Крститеља, честица Часног крста и икона Пресвете Богородице Филермосе) нађу под заједничким покровитељством СПЦ и Католичке цркве. Сусрет Милејдија са владикама СПЦ описан је у књизи историчара Александра Раковића „Срби и религијски интервенционизам“, у којој се између осталог каже, да је амерички амбасадор Милејди, предложио политичку сарадњу између православних и римокатолика у Босни, односно Срба и Хрвата, ради како је казао спречавања мајоризације хришћана. Милејди се састао са владикама СПЦ, архиепископом охридским Јованом, тадашњим владиком захумско-херцеговачким Григоријем, епископом липљанским Теодосијем, аустралијско-новозеландским Иринијем и владиком будимљанско-никшићким Јоаникијем. Тај сусрет је био 14. маја 2007. у Београду, на којем је владика Јоаникије одбио поменути предлог.

#### Прва велика литија 12. и 13. јануара
Дана 12. јануара, владика Јоаникије поручио је да је спреман да са верним народом брани светиње, као и наши преци, од отимања и скрнављења, ако буде требало и својим животима. У интервјуу за „Новости“, одговара на питања како ће формално изгледати борба за храмове СПЦ у Црној Гори и да ли ће све бити завршено за столом, без физичког заузимања светиња. Епископ источноамерички Српске православне цркве (СПЦ) Иринеј позвао је америчког председника Доналда Трампу да код Владе Црне Горе интервенише да „под хитно престану и одустану од прогонства које чине по верској основи и од одузимања вековима старих богомоља“ СПЦ-а у тој земљи. Како је пренео портал „Саборник“ — он је навео да се „стиче утисак да је овај закон само изговор за конфискацију верских објеката СПЦ“, која је присутна у Црној Гори осам векова, а што би значило губитак верског наслеђа и културне баштине. У изјави пише:
„Желимо приволети Вашу хитну пажњу на оштру злоупотребу верских слобода и права на посед имовине у Републици Црној Гори. Након што је Скупштина Црне Горе усвојила Закон о слободи вероисповести или уверења и правном положају верских заједница, дошло је до бруталног сукоба са мирољубивим хришћанским православним демонстрантима који су само желели да заштите своје светиње од насилног отимања. Господине председниче, великодушно сте учинили верску слободу главним приоритетом Ваше спољне политике. У име наших верника, српско-америчких грађана и становника САД, позивамо Вас, вашу Владу и њене институције, као и све невладине секторе који надгледају међународну верску слободу и људска права, да интервенишу код Владе Црне Горе, да под хитно престане и одустане од прогонства које чини по верској основи и од одузимања вековима старих богомоља“, истакао је владика Иринеј. У Њујорку се дан пре код цркве Светог Саве на Менхетну окупило неколико десетина грађана како би изразили незадовољство због усвајања Закона о слободи вероисповести у Црној Гори.
Дана 12. јануара, Управа црногорске полиције саопштила је да није тачно да је одјекнула експлозија у Вили „Горица“, резиденцији председника Мила Ђукановића. Они су истакли да експлозије није било, већ да је реч је о мањем електро квару који је убрзо саниран. Управа полиције се огласила након што су неки медији објавили информацију да је у Вили „Горица“, коју за пријем високих гостију и делегација из иностранства користе црногорски председник Мило Ђукановић и Влада Црне Горе, данас поподне одјекнула експлозија. У Вили се запалила разводна кутија, квар је брзо саниран и није причињена материјална штета. Службеник који је радио на обезбеђењу штићеног објекта који користе Влада и председник државе, позвао је све надлежне службе. Није било чак ни експлозије, само мали пожар у разводној кутији.
У Црној Гори је истог дана одржана једанаеста и по неким проценама до тада најмасовнија литија у одбрану српских светиња. Градовима је прошла река људи који су још једном изразили своје неслагање са усвојеним Законом о слободи вероисповести. Дан је почео са великом литијом у Бару, која је по својој бројности названа и историјском, а за њом су уследиле Подгорица, Беране, Бијело Поље и Херцег Нови. Кучи, племеници и наследници великог Марка Миљанова, стигли су увече испред Храма Христа Спаситеља у Подгорици. Њих су тамо дочекали бројни верници који су се окупили на молебану. Они су у току дана пешке кренули на литију у Подгорици. Верни народ Куча и њихови пријатељи поподне су се окупили на историјском Орљеву у Кучима, да покажу да се не мире са најављеним отимањем имовине Српске православне цркве у Црној Гори. Они су из Орљева у 15 часова и 30 минута кренули у молитвеном ходу ка храму Христовог васкрсења у Подгорици са иконама и црквеним барјацима. Кучи ће се придружити верном народу у Саборном храму, где је за 18 часова заказан молебан, након чега ће литију ка цркви Светог Ђорђа под брдом Горица предводити владика диоклијски Методије. Саборни храм Христовог Васкрсења био је препун, а испред њега је почетак молитвеног хода чекало више хиљада грађана. Литију је предводио владика Методије са свештенством. Колона литије је била дуга преко два километра, а према неким проценама — у њој је учествовало 30.000 људи. Отац Предраг Шћепановић је рекао да ће митрополит Амфилохије сјутра у поноћ служити молебан у Саборном храму у Подгорици за добробит наредне године. Он је поручио да не замеримо горштаку високом два метра, алудирајући на владику Методија, што, како је казао, све прашта, па и инцидент који се догодио на Ђурђевића Тари. Владика Методије прочитао је испред Саборног храма поруку Епископског савјета Српске православне цркве, која је, како је казао, не само порука Епископског савјета већ, „порука из главе цијела народа“. У поруци је наглашено да нас има много — више него што може да се изброји, и да смо спремни да останемо овдје колико год буде потребно. Молебан у Храму је служио отац Јован Бабић из Београда, ког је „срце вукло“ да вечерас буде у Подгорици. Отац Шћепановић је рекао да се вечерас по трећи пут у Кучима родио Марко Миљанов, уз поруку да је преко хиљаду Куча стигло испред Саборног храма. Он је испред цркве Светог Ђорђа поручио да је Подгорица вечерас добила још једну ријеку — „ријеку православну“, јер су последњи вјерници у литији још на мосту „Миленијум“. Посебно је поздравио брата који, како је рекао, доноси благослов са Грачанице — новинара Живојина Ракочевића. Свештеник Драган Станишић казао је окупљенима да је владика Методије већ поднио удар на Тари са својим народом, али и да се са те искре у камену развила ова енергија и ова литија. „У историји Црне Горе није било овако великога збора“, казао је отац Станишић.
Дана 13. јануара, потпредседник Владе Црне Горе Зоран Пажин, саопштио је да је Влада спремна да без одлагања отпочне дијалог са свим верским заједницама о примени Закона о слободи вероисповести. Спремна је да разговара са Митрополијом црногорско-приморском и о условима под којима би могао бити закључен темељни уговор. Пажин је рекао да је спреман за разговор чим Митрополија искаже спремност за овом врстом дијалога и истакао да ниједна држава у региону, па ни шире, нема закон који је дуже и пажљивије припреман и око којег су вођене детаљније и отвореније консултације са свим заинтересованим субјектима у држави и изван ње. Потпредседник Владе је подсетио да су од 2015. године организовани бројни јавни скупови о нацрту закона, да су све верске заједнице и други заинтересовани субјекти коментарисали нацрт закона, као и да су представници Владе више пута имали појединачне консултације са свим верским заједницама. Рекао је да не верује да ће предстојећи избори у Црној Гори протећи у знаку бесмислених подела и расправа о томе које су вере и нације у Црној Гори старије и заслужније. Пажин је закључио да Влада Црне Горе нема разлога да бежи од приче о резултатима свог рада. Ректор Богословије на Цетињу Гојко Перовић одговорио је министру правде Зорану Пажину да је Митрополија црногорска-приморска спремна на дијалог, али да протести неће престати, нити ће бити обустављени док спорни Закон о вероисповести неповратно не буде стављен ван „сваке правне и политичке снаге“. Истог дана Црногорско Министарство културе одобрило је постављање споменика Скендербегу у Улцињу, а реч је о мањој реплици већ постојећег који се налази у Тирани. Споменик Ђерђу Кастриотију Скендербегу биће постављен на кружном току булевара који носи његово име. Градоначелник Улциња Љоро Нрекић рекао је за подгоричке „Вијести“ да је Министарство одобрило градњу споменика од изливене бронзе, висине метар и по, на постаменту од три и по метра, упркос томе што је локална Скупштина једногласно усвојила предлог одлуке да висина фигуре јунака на коњу са мачем износи пет метара. У новом предлогу на основу пројекта архитекте Шпетима Мараја из Улциња, поред осталог, истиче се да ће фронтално на постаменту споменика латиничним писмом бити исписано на албанском и црногорском језику „Ђерђ Кастриоти Скендербег 1405-1468“. Рок за подизање споменика је март ове године, док ће новац обезбедити албанско-црногорска дијаспора удружена у фондацији „Симон Филипај“, уз улцињску НВО „Дон Гјон Бузуку“, која је и иницијатор пројекта. Главни и одговорни уредник портала „ИН4С“ Гојко Раичевић пуштен је да се брани са слободе после саслушања у Основном државном тужилаштву. У Тужилаштву је у току саслушање уредника портала „Борба“ Дражена Живковића. Они су ухапшени због сумње да су извршили кривична дела изазивање панике и нереда. Подршку испред тужилаштва су им дали функционери ДФ. Они се терете да су у недељу, 12. јануара, изазвали панику у јавности објављивањем лажних вести у вези са догађајем у вили „Горица“ у Подгорици, без претходне провере информације. У вили „Горица“ у Подгорици, коју за пријем високих гостију и делегација из иностранства користе црногорски председник Мило Ђукановић и влада те државе, у недељу по подне се запалила разводна кутија, а квар је брзо саниран. Центар за истраживачко новинарство Црне Горе (ЦИН-ЦГ) изразио је најоштрији протест због хапшења Раичевића и Дражена Живковића. Након саслушања у Основном државном тужилаштву главни уредник „ИН4С“ Гојко Раичевић пуштен је из притвора, у којем се налазио од синоћ. Раичевић је додао да је о вијести због које је приведен и притворен о експлозији у вили „Горица“ добио потврду од два различита извора, те да је и поред тога опрезно на крају наслова стављен и знак питања и да је након објављеног демантија УП и то објављено, те је у том смислу испоштован новинарски стандард. Он је по изласку са саслушања казао да је овдје несумњиво ријеч о завјери полиције, судства и Тужилаштва, којом координише америчка амбасада и истакао да није случајно што су баш претходно вече су ухапшени он и уредник „Борбе“ Дражен Живковић. То је, како је казао, најавила и отправница послова из амбасаде САД у Подгорици Џуди Куо, која је неизоставан фактор неких медија, који су већ јуче цртали мете и одредили које су то кривичне одредбе. Привођење главних уредника опозиционих портала у Црној Гори због „изазивање панике и нереда“ је наставак и заоштравање притисака на критичаре режима Мила Ђукановића, сматрају саговорници Спутњика. Лидер Праве Црне Горе и један од активних бранитеља српских светиња у тој земљи Марко Милачић необичним спотом честитао је грађанима Српску нову годину. Спот је прожет кадровима са протестних шетњи верника у одбрани имовине СПЦ у Црној Гори, док се у позадини чује песма „Спаси Боже, људе своје“. Фотографијом на којој је традиционална црногорска капа на којој пише „Срећна Нова православна“ Срби у Црној Гори међусобно честитају Нову годину. Због политичких догађаја који се дешавају у Црној Гори, међусобне честитке грађана уобичајене за Нову годину — преко Вајбера, порука и друштвених мрежа — постале су специфичне. Уочи дочека Нове године 31. децембра, уместо класичне „Срећна Нова“, Срби у Црној Гори и шире једни другима су слали фотографије настале у неком од храмова у Црној Гори. Исти случај је био и са честитком за Бадњи дан када се путем друштвених мрежа проширила честитка на којој се види литија са Дурмитора која је одржана на минус седам °C. Та фотографија обишла је свет и постала симбол борбе за одбрану светиња Српске православне цркве у Црној Гори. Митрополит црногорско-приморски Амфилохије, заједно са свештенством и верницима, наложио је бадњаке испред Храма Христовог Васкрсења у Подгорици. Догађају је присуствовало више хиљада људи. Око поноћи у Подгорици је био организован и ватромет. Око поноћи је одржан молебан за почетак нове 2020. године. Након тога отац Велибор Џомић прочитао је Божићну поруку митрополита Амфилохија у којој се наглашава да је црквена пробуђеност најдивнији украс данашње Црне Горе. Џомић је такође у име митрополита пожелео свима срећну и благословену Нову годину.
Дана 14. јануара, након одржане седнице Скупштине, оснивачи организације „Црногорска нова година“ с нескривеном иронијом поручили су да никада више неће чекати Српску нову годину. Неформална група грађана која себе назива „Комитско спичанско-мишићки одред“ основала је невладину организацију под именом „Црногорска нова година“. Након оснивања, поручили су да никада више неће славити Српску нову годину. Манастир Пресвете Богородице Тројеручице у рипањском засеоку Дробњаци објавио је на свом каналу на Јутјубу песму „Не дамо светиње“. Манастир је песму објавио на Бадњи дан, а посвећена је бранитељима светиња СПЦ у Црној Гори. Више хиљада грађана Будве вечерас је изашло у литију градским улицама, након молебана у староградској цркви Свете Тројице. Литију су предводили свештеници Митрополије црногорско-приморске, а у њој су и председник Општине Марко Царевић и председник Скупштине општине Крсто Радовић. Литија иде до цркве Свете Петке. Окупљени су певали „Онамо 'намо“ и верзију химне „Ој, свијетла мајска зоро“ са стиховима — „На Ловћену Његош спава, најмудрија српска глава“. Митрополит неканонске Црногорске православне цркве (ЦПЦ) Михаило (Мираш Дедеић) изјавио је да без ЦПЦ са, како је рекао, „својом вековном имовином“, Црна Гора није потпуна држава, као и да је недавно усвојени Закон о слободи вероисповести у том смислу кључна историјска прекретница. Према речима Мираша Дедеића, то је једно од најважнијих питања државности Црне Горе, и у њој Црногорске православне цркве.
„Сад и народ зна да Црна Гора не може постојати без Црногорске православне цркве. ЦПЦ је стварала ову државу. Желе да узму у њихово власништво оно што смо ми до 1920. правили након ослобођења од Турске. То је немогуће. Уколико се цркве и манастири не би вратили Црној Гори, па тек онда Црногорској православној цркви, онда Црна Гора не би постојала као држава“, изјавио је за Ал Џазиру. Он је признао да тренутни односи са Српском православном црквом нису сјајни.
Мираш Дедеић каже да се ове две цркве у много чему разликују, а да је признање аутокефалности ЦПЦ горуће питање. Тврди да је ЦПЦ по својој природи, и природи јединства државе и цркве у прошлости, увек била аутокефална и да је у великој мери кроз историју била призната и од других. Додаје и да ће ЦПЦ ускоро имати пуно признање Цариградске патријаршије, али каже да га унутархришћанско негирање највише погађа.
„Цариградски патријарх Вартоломеј, чији сам био свештеник, казао је да ће проучити историју Балкана и да осталим православним црквама треба дати аутокефалност, а то се односи на Црногорску православну цркву и Македонску православну цркву“, нагласио је митрополит Михаило. Он је замолио све у Црној Гори, али и у региону, да и политичким и верским питањима убудуће прилазе „хладне главе“, са много више самоспознаје, самокритичности и катарзе. Влада Црне Горе саопштила је да је путем друштвених мрежа пласирана, у оквиру ширења неистина о тој земљи, лажна вест да је интернет у Црној Гори под надзором и да следе рестрикције у приступу. Надлежне службе Црне Горе предузимају мере ради евентуалне квалификације кривичног дела које се гони по службеној дужности, наводи се на налогу Владе Црне Горе на Твитеру, преноси РТЦГ. На налогу „Лоши глумци“ на Фејсбуку претходно је објављено да је у Црној Гори у припреми искључење интернет веза са светом и да се спрема тзв. црногорски интернет у којем би радили само кључни владини сервиси.

#### Друга велика литија 16. јануара
Дана 16. јануара су се широм Црне Горе окупили верници и грађани других вероисповести у знак подршке Српској православној цркви у тој земљи. Ово је 12. литија у одбрани светиња, а градовима је прошла река људи који су још једном изразили своје неслагање са усвојеним Законом о слободи вероисповести. Десетине хиљада верника пружају молитвени отпор таквом науму црногорских власти. Мештани села Полица, надомак Берана, кренули су 16. јануара пешке на литију која се организује у Беранама, показавши тако одлучност и истрајност у борби за одбрану светиња. Више од 10.000 Беранаца учествује у литији коју градским улицама од храма Светог Симеона Мироточивог према манастиру Ђурђеви ступови предводи владика Јоаникије. Учесници ове литије поручују власти: Не дамо светиње. Кулминација вечери је била када је дечак узео гусле и почео да даје тон свеопштем натпевавању.! По снегу и хладноћи грађани Жабљака и вечерас се окупљају како би протестовали против Закона о слободи вероисповести. Верници и грађани Бијелог Поља окупили су се данас испред цркве Светог Петра и Павла на молебану, одакле ће кренути у литију градом. Више хиљада Бокеља је кренула је у литију од цркве Светог Саве у Тивту. Испред цркве молебан је служио митрополит црногорско-приморски Амфилохије. Ово је до сада најмасовнија литија и молебан у Боки. Митрополит Амфилохије је благословио окупљене, напоменувши да се налазе поред Михољске Превлаке, где је Свети Сава поставио првог епископа зетског, као и да спаљене Савине мошти сведоче да је оно што је Божије — вечно и неразориво. Поменуо је и многе мученике који су од „безбожника страдали у току и након Другог светског рата“. Како је рекао — тражили су од Владе и од Скупштине да не чине то безакоње, јер је то заснивање Црне Горе на духу богоубиства и братоубиства. Данас раније су Тивћани почели да се окупљају код кружног тока између Котора и Тивта и да се крећу ка цркви Светог Саве у Тивту. Током литије могле су се приметити црквене заставе, превлачке, односно заставе Михољског збора, тробојке са крстом и четири слова „С“, званичне заставе Србије, заставе Српске православне цркве и косовско-вучедолски крсташи. Хиљаде Тивћана скандирали су српству и јединству Српске православне цркв и поручили да су против Закона о слободи вероисповести и одвајању од Српске цркве, јавља телевизија „Уједињење“. Храм Христовог Васкрсења у Подгорици вечерас је био препун, а око 30.000 хиљада вјерника је са платоа Храма кренуло у молитвени ход. Вечерашњу литију са иконама и црквеним барјацима предводио је архимандрит Иларион (Лупуловић), игуман манастира Драганац и архијерејски замјеник епископа рашко-призренског Теодосија. По повратку литије испред Саборног храма, отац Иларион, замјеник епископа рашко-призренског, благословио је скуп. Он је додао да је дошао да пренесе благослов владике Теодосија и свештеника, монаха, игумана и игуманија, али и поздрав светога краља Стефана Дечанског.
Дан касније лидери Демократског фронта Андрија Мандић, Небојша Медојевић и Милан Кнежевић упутили су отворено писмо шефу Делегације ЕУ у Подгорици Аиву Ораву у којем изражавају протест због тога што Брисел ћути на дешавања у Црној Гори у вези с усвајањем Закона о слободи вероисповести. Подсетили су и да се Делегација често оглашавали поводом неких реално мање важних тема, те да су очекивали да ће одмах реаговати на кризу која може изазвати хаос у региону.
"Ако је бриселска администрација спремна да осуди понашање режима у случају угрожених станишта птица у Улцињу, чији положај утврђује национално законодавство, тешко да у случају угрожавања и отимања светиња 446.858 верника СПЦ то исто не учини, већ да под изговором да та питања уређују саме државе учини људе мање важним од животиња", констатује се у писму.
У супротном, ЕУ ће довести у питање свој ионако угрожен кредибилитет и навести на сумњу да поново подржава последњу диктатуру у Европи, закључује се у писму. Народ, предвођен Српском православном црквом, исказао је своју спремност да брани светиње свим средствима, па чак и сопственим животима, наводе у писму и додају да је ризик од сукоба реалан, те да је обавеза ЕУ да реагује, адекватно степену опасности и ризику од дестабилизације региона. Они подсећају да су упозоравали да „режим својим политичким одлукама, да се држава директно умеша у статус, устројство, организацију и имовину цркава и верских организација, грубо крши Устав и међународне стандарде, угрожава основна људска права и слободе и изазива политичку тензију са могућим несагледивим последицама по стабилност земље“. У писму наводе да је владајући ДПС тим одлукама одлучио да директно угрози СПЦ и дискриминише 446.858 грађана Црне Горе, који се декларишу као припадници православне вероисповести. Насиље ДПС-а према православним верницима и намера поновне национализације имовине СПЦ, довело је, кажу они, до највећих демонстрација у историји Црне Горе. Лидери ДФ-а су подсетили и на противуставно и незаконито хапшење читавог посланичког клуба ДФ-а у ноћи усвајања Закона, што је незабележено у Европи. Лидери ДФ-а скренули су пажњу да је Закон унео конфузију у правни поредак који регулише право својине и увео опасне преседане да држава може, без доказа и спроведеног поступка, пред судом да прекњижи власништво, што је у супротности са свим стандардима ЕУ, али и већ успостављеном судском праксом и пресудом Врховног суда да се имовински спорови не могу решавати на управном суду, како дефинише овај дискриминаторски, неуставни и антиевропски закон. Министар одбране Црне Горе Предраг Бошковић оцијенио је да се протести у организацији Српске православне цркве користе као негација црногорског државног бића и идентитета, али и Црне Горе као независне државе. Коментаришући Закон о слободи вероисповести и дешавања која су уследила након његовог усвајања, Бошковић је рекао да се галама није подигла због самог закона, већ да је кампања усмерена ка негацији Црне Горе и Црногораца као нације. Бошковић им је поручио да је закон ступио на снагу, да неће бити повучен и да је Црна Гора, као што је то рекао премијер Душко Марковић, спремна да разговара са Митрополијом црногорско-приморском о темељном уговору. Коментаришући литије и молебане који се одржавају широм Црне Горе, Бошковић је казао да је демократско право Митрополије да их организује, све док су скупови мирни и док шаљу мирне поруке. Он је рекао да држава неће отимати манастире и да жели да то питање уведе у ред и реши на модеран начин, као све европске државе. И загађење ваздуха ових дана се „умешало“ у борбу српског народа у Црној Гори за одбрану светиња. Радио-телевизија Црне Горе и други медији су упорно саветовали грађане да не излазе напоље у поподневним и вечерњим сатима због загађења ваздуха, а познато је да се баш у то време одржавају масовни молебани и протестне шетње широм Црне Горе због Закона о слободи вероисповести који је у децембру усвојила Скупштина Црне Горе. Због тога су прилози о опасном смогу који „напада“ у поподневним сатима постали предмет подсмеха по друштвеним мрежама. Кренула је и бура коментара да се неће одустати од молебана и заштите српских светиња, па макар се људи борили и с повећаним аерозагађењем. Па чак, како су неки илустровали на Фејсбуку — и са гас маскама! Неки су се нашалили са том ситуацијом, наводећи како су политичари решили да загађењем одврате вернике од учествовања на литијама по свим великим градовима Црне Горе, али да им то неће успети. Међу демонстрантима је кружила и вајбер порука:
„Мило би још смога да удари на Бога!“ 
Институт за јавно здравље Црне Горе јавља да је забележено појачано загађење ваздуха, посебно у Пљевљима, Бијелом Пољу и Никшићу, али треба рећи и да је та институција на свом званичном сајту препоручила шетање, али не и трчање током трајања повишеног загађења ваздуха. Под највећим ризиком су особе са болестима срца и плућа, старије особе и деца. Институт је саопштио и да симптоми попут иритације слузокоже очију, носне шупљине и грла, кашљања, стезања у грудима и отежаног дисања код здравих људи могу бити последица краткотрајног излагања загађеном ваздуху. Влада Црне Горе поручила је данас митрополиту Амфилохију да се она бира на демократским изборима, а не на литијама. Влада се, поручено је, бира у Парламенту вољом представника народа изабраних на демократским изборима. Из Владе подсећају грађане и вернике и свештенство да управо реч Божја заповеда да се верник моли за власт у оном месту где живи, да би због општег добра и њему било добро. Додали су да остају посвећени дијалогу са Митрополијом црногорско-приморском у циљу пуног разумевања Закона, његове боље имплементације и стварања услова за потписивање темељног уговора Митрополит је на синоћњој литији у Подгорици рекао да ако Закон о слободи вероисповести не буде повучен — црногорску Владу треба срушити.

#### Претње Мираша Дедеића грађанским ратом на Хрватској ТВ Z1
Дана 17. јануара Митрополит неканонске такозване „црногорске православне цркве“ Мираш Дедеић рекао је да ће у Црној Гори избити грађански рат, уколико се нешто буде мењало у вези са донетим Законом о слободи вероисповести. Дедеић је говорио на локалној загребачкој телевизији Z1, у емисији водитеља Велимира Бујанца, који је у делу хрватске јавности често оспораван због својих крајње десничарских испада, а навођен питањима Бујанца, поручио је да све што се данас догађа у Црној Гори нема никакве везе са спорним Законом о вероисповести, већ да је намера да се сруши власт у Црној Гори и да се држава преда у „крило Србији и Српској православној цркви“. Дедеић тврди да се то ради, јер се ни „Србија ни Српска православна црква никада нису помирили са тим да је Црна Гора постала независна држава“. Похвалио се да је као једини „православни архијереј“ положио венац и одао пошту жртвама „великосрпске агресије у Вуковару“, те је говорио о великом и блиском пријатељству Црне Горе и Хрватске, које, како је рекао, није од јуче, већ датира још од средњег века. За Србију је рекао да је „реметилачки фактор“ и да српски народ треба замолити да се спусти на земљу, јер нема више „велике Србије“ каква је била у време цара Душана. Говорећи о наводном геноциду у Сребреници, Дедеић је рекао да су Црногорци доживели можда чак и већи геноцид од тог у Сребреници, који се догодио од 1918. до 1920. године, када су „велико Срби“ убијали све што је црногорско. За бомбардовање Дубровника током последњег рата је рекао да је то била „велика срамота“, али да је то починила тадашња ЈНА, у којој је било Црногораца, Срба и Бошњака, и коју је осудио цео свет. Дедеић је рекао и да је Закон о слободи вероисповести у Црној Гори „пројекат“ који је донела црногорска држава, на чијем челу су одговорни људи, и у договору са Венецијанском комисијом, те да ће, према том закону, имовина Српске православне цркве бити враћена такозваној „црногорској православној цркви“. Зато што, како је казао, ако би имовина била враћена држави, а да је не користи такозвана „црногорска православна црква“, онда је не би ни враћали. За Српску православну цркву је рекао да не постоји 800 година, већ да постоји од Берлинског конгреса, и да је настала политичким декретом краља Александра, „када је за 1,5 милиона златних франака купљена аутокефалност од Цариграда“. Тврди да Црна Гора још од 1844. године трпи притисак да није држава, већ покрајина Србије, али ће се то променити. Оптужио је покојног српског патријарха Павла и митрополита Амфилохија да су у Немачкој формирали центар за покрштавање неправославаца, који би се потом у Србију враћали као православни Срби. Дедеић је казао и да је Црна Гора, као независна држава која има своју политику, имала право да призна (самопроглашену) косовску независност, те је додао да су „независност Косова први признали Срби“. Казао је и да је Српска православна црква у Србији изнад државе и да је њена ратна улога била да чува и од црквених пара финансира ратне злочинце. Рекао је да Патријарха Иринеја добро познаје — предавали су некада заједно на Острогу. Иако се у почетку уздржавао од коментара на рачун српског патријарха Иринеја, Дедеић ипак није одолео Бујанчевом изазову да каже шта заиста мисли о српском првојераху. На изјаву шефа српске дипломатије Ивице Дачића о Црногорцима у Србији који подржавају власт у Подгорици и довођења у питање њиховог држављанства, Дедеић каже да би се и на то најрадије насмејао, а за шефа српске дипломатије као политичара је рекао да „није свако Туре за султана“, и да је том изјавом „сам себи скочио у стомак“. Додао је и да би Црној Гори веома одговарало да се примени та Дачићева идеја.
„То су србоцрногорци, зовемо их двокапићи, када дођу у Србију имају једну, а када дођу на друго место имају другу капу“, рекао је Дедеић.
Водитељ се у разговору са својим саговорником дотакао и Новака Ђоковића, констатујући да „човек пева о нечему што је бесповратно изгубљено“, док је Дедеић на то рекао: „Опрости им Боже не знају шта раде“. А на питање како то да је црногорски рукометни тим играо у зеленим дресовима на утакмици са српском репрезентацијом, Дедеић је одговорио да је то за њега лично била велика победа, да није националиста, али да „више воли то што су њих (Србију) победили, него да су добили европско првенство“. На Светском првенству у фудбалу је, каже, наравно — навијао за Хрватску, па је додао: „Ви сте ми најближи“. Дедеић се заложио и за постојање „хрватске православне цркве“, јер, како је рекао — „православна црква постоји у САД и у Албанији, па што не би и у Хрватској“.
На то је Бујанац закључио да би Хрватска требала да донесе закон сличан црногорском, па би, каже, онда видели чија су црква на Цветном тргу у Загребу и манастир Крка. Дедеић се томе придружио констатацијом да му је идеја о „великој Србији“ нешто чему се увек треба смејати, јер „они мисле да где је један Србин — ту је Србија“.

#### Прва литија у Улцињу и наставак редовних литија у другим градовима
Дана 18. јануара у Улцињу је одржана литија у знак протеста против контроверзног Закона о вероисповести. Како јављају медији — у њој је учествовало више хиљада људи. Ово је први пут од почетка одржавања литија у Црног Гори да су грађани Улциња изашли у одбрану светиња. Отац Синиша Смиљић, парох улцињски, и отац Драгослав Ракић, парох паштровачки, са бројним свештенством, служили су молебан у цркви Светога Николе у Старом граду. Након молебана који је служен у храму Светог Николе, грађани су у литији прошетали од Метериза до храма под Бијелом Гором. Десетине хиљада Никшићана присуствовали су вечерас великој Крстовданској литији. Прије литије је у Саборном храму Светог Василија Острошког служен молебан. Он је додао да ово што се дешава на улицама Црне Горе, па и шире где живе православни хришћани — надмашује сва очекивања. У манастиру Шудикова код Берана вечерас је приређена бакљада, уз песме о Косову и Метохији, које певају верници сабрани у манастирској порти. Молебани Пресветој Богородици и литије за одбрану православних светиња у Црној Гори и вечерас се одржавају у неким од црногорских градова. Међу њима је по традицији и вечерас Беране, односно манастир Шудикова. Православни верници Црмнице први пут су вечерас у литији, као виду молитвеног отпора Владином антизакону о слободи вјероисповијести, шетали од цркве Свете Госпође у Вирпазару, до центра овог насеља и назад. Крст пред верницима је носио деведесетједногодишњи Црмничанин Блажо Укшановић. У Црној Гори су и вечерас у неким градовима одржане литије. У Улцињу и Вирпазару је народ по први пут изашао у протестну шетњу због одбране светиња, док је у Беранама, Бијелом Пољу, Пљевљима, Будви, Мојковцу, Даниловграду и Подгорици омладина организовала бакљаду у част предстојеће Богојављенске ноћи. Никшић је, као увек, био препун. У Подгорици на ушћу Рибнице у Морачу, вечерас су се окупили навијачи из Подгорице и направили бакљаду уз транспарент са поруком – „Поново гори Немањића пламен, стасају момци тврди као камен!“. Млади Подгоричани су овим чином још једном поручили да не дају светиње и да не пристају на отимање имовине Српској православној цркви. У манастиру Шудикова код Берана вечерас је приређена бакљада, уз песме о Косову и Метохији, које певају верници сабрани у манастирској порти. Током синоћног перформанса у Бијелом Пољу, када је уз помоћ бакљи направљен крст у част Богојављења, притворен је један младић. Полиција је привела Радована Ракочевића, који се случајно нашао на месту где је изведен перформанс и није имао никакве везе са њим. Након дате изјаве, пуштен је кући. Како је рекао за Спутњик, Ракочевић је овај поступак полиције схватио као застрашивање људи, да не излазе на литије које се редовно одржавају у овом граду на северу Црне Горе. Међутим, он је и похвалио коректност полицајаца током испитивања.

#### Повратак Мила Ђукановића из Мајамија, интервју за Танјуг и почетак масовнијих литија
Дана 19. јануара, председник Црне Горе Мило Ђукановић поручио је да Црна Гора неће повући Закон о слободи вероисповести и истиче да масовни протести због овог закона, које види као у суштини политичке, мада „обучене“ у црквено рухо са наглашеним просрпским предзнаком, не могу угрозити власт, нити политику коју власт води. Ово је важан период еманципације Црне Горе, у коме треба створити све институционалне претпоставке за даљи државни и духовни развој црногорског друштва, па и обнову, како каже, аутокефалности Црногорске православне цркве. На питање ако нема повлачења закона, који је изазвао протесте и велико незадовољство верника СПЦ и грађана српске националности, који су тај закон доживели као непоштовање њихове воље, а тиме и права — на коју врсту дијалога влада Црне Горе позива СПЦ, Ђукановић одговара — на разговор како имплементирати тај закон. Председник Црне Горе Мило Ђукановић изнео је своје виђење историјских, правних и политичких разлога који су определили власт Црне Горе на овакав потез, и одбацио аргументе противника Закона. Каже да је на сцени много манипулација, а основна је да је овај закон легитимисао намеру државе да отме имовину СПЦ у Црној Гори.
„Реч је о бруталној измишљотини и замени теза“, каже Ђукановић и наводи да је имовина СПЦ заправо имовина државе Црне Горе, а да је узурпирана у периоду од 1986. до 2000. О томе „сведоче неупитне историјске чињенице“.
Закон неће угрозити верске слободе српског народа у Црној Гори, нити ће им ускратити право да користе цркве и манастире, које је и до сада користила Српска православна црква. Потрудиће се, каже, да са циљевима овакве своје политике објективно упознају сваког грађанина Црне Горе. На питање како види оптужбе једног дела црногорске власти на рачун Београда, па и председника Србије Александра Вучића да стоје иза покушаја да се уздрма политичка сцена Црне Горе, и да ли Вучићу замера што подржава права СПЦ, а тиме и вољу и права српског народа у Црној Гори, Ђукановић каже да Београд није уздрмао Црну Гору. О томе има ли довољно Срба у органима Црне Горе, Ђукановић одговара да власт нема визију да „уређује Црну Гору као конфедерацију националних заједница“, већ да пажљиво води рачуна о томе да државни органи буду конституисани на бази изборне воље грађана и критеријума професионалности. На опаску да председник Вучић у Србији трпи критике да је преблаго реаговао на понашање Црне Горе поводом усвајања закона, и кад је реч о положају Срба, те да се чују наводи да он, Ђукановић, ратује са делом српског народа, као и са Србијом, а да за то није добио адекватан одговор, што се тумачи и пријатељским односима са председником Вучићем, Ђукановић констатује да и сам пролази кроз такве ситуације. Те замерке види као „реакцију националиста и људи ретроградног мишљења, са ове или оне стране“. Додаје и да је реч „о ретроградним политичким појавама које припадају прошлости“, те да верује да „људи који су добили легитимитет већинске јавности у Србији и Црној Гори морају да се понашају одговорно према заједничком историјском наслеђу и пројекцији заједничке европске будућности“. Када је реч о пројекцији заједничке европске будућности, Ђукановић на примедбу да је резервом према идеји малог Шенгена показао недовољну солидарност, уз аргументацију да је Црна Гора далеко одмакла у процесу преговора са Европом, каже да то није тачно. Ђукановић питање иницијативе „мали Шенген“ објашњава опаском да се питање поверења логично поставља када, како каже, као отрежњење стигну питања која су сада актуелна у односима Србије и Црне Горе, а која „нажалост, опомињу да још увек нису на прави начин апсолвиране неке важне теме. Истиче да односе између Србије и Црне Горе треба уређивати као односе двеју суседних држава, које респектују заједничку историју. Додао је да је у свим разговорима које су до сада имали он и Вучић потенцирао отвореност тог позива. Када је реч о негативним реакцијама на жељу председника Вучића да оде у приватну посету у Црну Гору на Бадњи дан, каже да није било ниједне негативне реакције званичника Црне Горе.

#### Пливање за Богојављењски крст и трећа масовна литија 19. јануара 2020.
Велики број верника окупио се 19. јануара на ушћу Рибнице у Морачу, у Подгорици, гдје се пливало за часни крст, до ког је први дошао Игор Пренкић из Зете. Подгоричани су скандирали: „Косово је Србија“, а митрополит Амфилохије је поручио да су Морача и Рибница данас постале нова ријека Јордан. Митрополит Амфилохије је претходно служио литургију у Саборном храму, после које је одржана литија до Немањиног града. Он је додао да ово треба да буде позив онима који су сада на власти да, ако хоће да буду наследници краља Николе, дођу овдје са својим народом и да се крсте. После литије, пливало се за крст часни, до ког је први стигао Игор Пренкић из Зете. Митрополит Амфилохије потом је обавио саборно крштење деце и одраслих у Рибници. Митрополит је поручио да нема преговора о Закону о слободи вјероисповјести. Тај Закон је стид и срам Црне Горе. Одговарајући на оцјену председника Црне Горе Мила Ђукановића да су литије политички скупови, Амфилохије је одговорио да то није тачно. Рекао је и да је народ већ дао одговор на позив власти да се разговара о примјени Закона. На питање да ли то значи да прихвата преговоре једино ако се Закон повуче, Амфилохије је одговорио потврдно. Додаје како је ово први пут у историји да један предсједник ствара своју цркву. Амфилохије је навео, ипак, да Митрополија тражи разговор о темељном уговору. И у Никшићу, као и у осталим градовима у Црној Гори, одржано је традиционално пливање за часни крст поводом великог празника Богојављења. Непосредно пре скакања у воду учесници су запевали патриотску песму „Христе Боже“, познату по томе што представља химну косовских јунака. Ова дирљива песма у њиховој изведби, у актуелној ситуацији у Црној Гори, никога не оставља равнодушним. Око десет хиљада верника који су били предвођени епископом будимљанско-никшићким Јоаникијем и свештенством Епархије прошли су јутрос, након свете Литургије, од манастира Ђурђеви Ступови, кроз Беране, до моста на Лиму, где је обављено велико водоосвећење реке и Богојављенско пливање за Часни крст. На обалама Лима учеснике је дочекало на хиљаде житеља Берана, који су у празничном духу и хришћанској љубави поздравили учеснике древне светковине пливања за Часни крст. Први до Крста је допливао деветогодишњи Александар Ралевић. Њему је, заједно са осталим учесницима којих је било преко 60, честитао преосвећени епископ Јоаникије. Сви учесници витешког надметања награђени су медаљама са грбом Српске православне цркве и другим пригодним даровима. У прослављању великог празника Крштења Господњег, учествовало је скоро цело Беране, најприје молитвено у Литургији, а потом у литији, водоосвећењу и Богојављенском пливању за Часни крст. Заједничарење је настављено у манастиру Ђурђеви Ступови, гдје је за сабрани вјерни народ припремљено послужење. Грађани Црне Горе поново су излазили на улице како би шетњом и молитвом изразили протест против Закона о слободи вероисповести. Становници Жабљака први су се, упркос јакој зими и снегу, и вечерас окупили у литији, носећи иконе, црквене барјаке и транспаренте на којима пише „Само слога светиње спашава“. Више хиљада Пљевљака присуствовало је увече молебану који је служио владика милешевске епархије Атанасије у цркви Свете Петке у Пљевљима. Након богослужења, литија је прошла улицама града, исказујући свој протест због усвајања Закона о слободи вероисповести. У саопштењу Пљеваљског одбора за одбрану светиња, које је прочитано, оцењено је да је „Влада, доношењем Закона против Српске православне цркве, ископала дубоку јаму, у коју ће се једног дана, са све министрима и другим великодостојницима који врше власт у овој држави, стровалити и урушити на путу без повратка“. Одбор је као частан навео пример председника Општинског одбора СДП у Пљевљима Бранислава Вељковића, који је недавно поднио оставку због усвајања Закона о слободи вероисповести. Широм Србије, Републике Српске и Црне Горе одржано је традиционално пливање за Часни крст поводом великог празника Богојављења. У Црној Гори је ова манифестација изазвала посебно велики одзив, због спорног Закона о вероисповести, због ког верници Српске православне цркве већ данима излазе на улице. Спутњик представља најлепше моменте дана. Нико неће спречавати српског патријарха да дође у Црну Гору на било коју светковину коју организује Српска православна црква, иако још није званично најављено да ће се то и десити изјавили су из Владе за РТЦГ. Навели су да је право грађана да протестују, уз услов да се протести организују по закону и без угрожавања права других. РТЦГ подсећа да је раније из Демократског фронта најављено да ће српски патријарх доћи у Пљевља 27. јануара, на Савиндан. Разговарајући са Милом Ђукановићем о актуелним приликама у Црној Гори, у контексту усвајања Закона о слободи вјероисповјести, амбасадорка Велике Британије у Подгорици Алисон Кемп је оцијенила да Црна Гора има апсолутно суверено право да доноси законе којим регулише и уређује било које питање. Амбасадорка Уједињеног Краљевства је казала да је „у овом случају сада фокус на имплементацији“ поменутог закона, уз високу оцену за уздржаност коју је црногорска полиција показала током недавних протеста. Председник Црне Горе Мило Ђукановић примио је Кемп, на њену иницијативу, у свијетлу изласка Велике Британије из ЕУ и дефинисања оквира будућих односа са Црном Гором у том контексту Кемп је из Кабинета Ђукановића, најавила даљу апсолутну подршку реформама у Црној Гори, укључујући одбрану и безбедност, владавину права и слободне и одговорне медије. Црна Гора, како се наводи, може рачунати и на подршку Уједињеног Краљевства у борби против „малигних утицаја“, као и у реформама базираним на заједничким вриједностима кроз савезништво у НАТО-у и процес европске интеграције.
Следећег дана из Кабинета председника Црне Горе одбили су да коментаришу анализу ИФИМЕС за канонско признање би се обавило, наводно, преко унијатизације — ЦПЦ би задржала „источни обред”, али би за поглавара имала папу. У анализи под називом „Црна Гора 2020: Да ли ће Црногорска православна црква постати унијатска црква?“ наводи се да су се уласком Црне Горе у НАТО стекли услови да се усвоји Закон о слободи вероисповести, а Подгорица се сада понаша као и друге државе Западне Европе, јер је, на пример, и Италија на сличан начин решила питање Католичке цркве, једним делом и Хрватска. Закон је у црногорском парламенту усвојен у условима високих тензија, подсећа се у тексту. Из опозиције су упозоравали да усвајање закона може довести до сукоба, док је митрополит ЦПЦ Михаило (Мираш Дедеић) за загребачку Телевизију З1 рекао да може доћи до рата ако се Закон не примени, иако „не верује да ће до тога доћи. Оценили су да постојећу ситуацију најбоље користи и црногорски председник Мило Ђукановић за остварење својих циљева. У ИФИМЕС-у су навели да је осамостаљивање Црне Горе „вешто испланирано са западним савезницима“ и да је Црна Гора морала да створи перцепцију да се више не може живети у заједничкој држави са Србијом. Председник Праве Црне Горе Марко Милачић упутио је поруку председнику Црне Горе Милу Ђукановићу. Милачић у поруци подсећа на време од 1918, па преко комунизма, када је, како каже, гушено православље. Деведесетих година народ се вратио црквама и иконама, али се у цркве нису вратили интелектуалци академског вандализма. На таквим основама темељи се ђукановићевска Црна Гора, да би пагански, опет убијала православну веру, да би од државе, историјске искре борбе за слободу, постала држава играчка и талац талога светске моћи, констатовао је Милачић. Закон о слободи вероисповести за Ђукановића је таква казна. Црна Гора, како каже, има несталог председника, непознатог боравишта, који је замислио да одсуство од месец дана надомести јучерашњим интервјуом, који је сиже његове шизофрене борбе са својом српском подсвешћу. Дајући интервју сетио се свега, само се није сетио да каже где се сада, док се скрива и стиди од свог народа, налази такозвани председник изван Црне Горе. Митрополит црногорско-приморски Амфилохије рекао је у изјави за портал „Стандард“ да је свака епископија у православној цркви аутономна и да нема разлике између Митрополије црногорско-приморске и Пећке патријаршије, које, према његовим ријечима, функционишу као једно. Категорички је одбацио могућност било каквих преговора са црногорским властима ако се Закон о слободи вјероисповјести не повуче. Он је казао да ће Митрополија, а не Патријаршија у Београду водити евентуалне преговоре са црногорским властима о темељном уговору, али да ту нема никакве разлике. Он је казао да Митрополија жели темељни уговор по узору на оне које је Црна Гора потписала са Католичком црквом и Исламском заједницом, додавши да ту неће бити помена о новом статусу јер је Митрополија већ аутономна. Он је такође додао да евентуални темељни уговор између цркве и државе не би дефинисао статус Митрполије — аутономни или аутокефални, поручивши да је институција на чијем је челу „аутономна и самостална кроз вјекове“. Митрополит Амфилохије је и категорички одбацио могућност било каквих преговора са црногорским властима ако се Закон о слободи вероисповјести не повуче.

#### Петиција против прогона новинара у Црној Гори
Дана 20. јануара, стотину интелектуалаца потписало је петицију против прогона новинара у Црној Гори. Они у петицији достављеној, како кажу, свим релевантним адресама за заштиту новинара у Србији и иностранству позивају на заштиту слободе јавне речи у Црној Гори, а посебно на „заустављање полицијског, тужилачког и судског прогона уредника информативних портала“. Подсећају да је у последњих петнаест дана ухапшена уредница портала ФОС медија Анђела Ђикановић, уредници портала „ИН4С“ Гојко Раичевић и „Борба.ме“ Дражен Живковић. Сви су задржани у притвору због наводног ширења лажних вести и „панике у јавности“, а када су пуштени, против њих је Тужилаштво наставило прогон пред црногорским судовима, наводи се у петицији. Потписници су оценили да „саучесништво“ Управе полиције и Тужилаштва у Црној Гори, у настојању да се креира уређивачка политика медија која би одговарала властима, превазилази по бруталности иначе лош третман слободних медија у овом делу Европе. У Црној Гори се најугледнији новинари, наводе они, хапсе као опасни криминалци, а по аутоматизму им се изриче мера притвора, која се потом наставља судским прогоном.
1. доц. др Будимир Алексић;
2. Весна Арсић, главни уредник билтена СКЦ „Ћирилица“ Београд;
3. Милица Бакрач, књижевник;
4. Академик Данило Баста;
5. др Душан Ј. Басташић, главни уредник портала „Јадовно 1941.“;
6. Богдан Беспаљко, члан Савета за међунационалне односе при председнику Русије;
7. Новак Бјелић, некадашњи директор „Трепче“;
8. Љиљана Богдановић, недељник „Печат“, Београд;
9. проф. др Драгиша Бојовић;
10. проф. др Павле Ботић;
11. Стефан Бранисављевић, историчар и новинар („Jordan Times“);
12. проф. др Борис Братина;
13. проф. др Весна Братић;
14. Дејан Спиридон Булатовић („Радио Светигора“);
15. Никола Варагић („Стање ствари“);
16. проф. др Слободан Владушић;
17. Никола Врзић, новинар („Печат“);
18. др Стеван Гајић, научни сарадник Института за европске студије;
19. Ранко Гојковић, дописник „Руске народне линије“ и уредник сајта „Саборник србско-руски“;
20. др Владимир Димитријевић, професор;
21. др Душан Достанић, Институт за политичке студије;
22. проф. др Јован Б. Душанић;
23. проф. др Александар Ђикић, председник Српског националног форума из Грачанице;
24. Милорад Ђошић, пуковник-пилот у пензији (СКЦ „Ћирилица“ Београд);
25. др Миша Ђурковић, научни саветник (колумниста листа „Политика“);
26. Слободан Ерић, главни и одговорни уредник магазина „Геополитика“;
27. др Александар Живковић, извршни уредник портала „Стање ствари“;
28. Никола Н. Живковић, публициста и преводилац;
29. др Мирослав Здравковић, уредник портала „Макроекономија.орг“;
30. Дејан Петар Златановић, уредник портала „Србин.инфо“;
31. Владан Ивковић („Блог Србист“);
32. др Слободан Јанковић, научни сарадник;
33. доц. др Јован Јањић;
34. Наташа Јовановић, новинар („Печат“);
35. др Васиљ Јововић, историчар;
36. Весна Капор, књижевник;
37. Стефан Каргановић, правник и публициста;
38. проф. др Зоран Кинђић;
39. проф. др Милош Ковић;
40. др Горан Комар, лекар и историчар;
41. Добрана Комненић, „Слобода“ (Чикаго) и „Српски радио“ (САД);
42. проф. др Часлав Копривица;
43. Срђан Крунић („Стање ствари“);
44. Александар Лазић, главни уредник портала „Стање ствари“;
45. проф. др Александар Липковски;
46. проф. др Георгиос Нектариос Лоис, Универзитет у Патри (Грчка);
47. Светлана Максовић, правник и преводилац („Стање ствари“);
48. Стефан Макчић, новинар („Фронтал“);
49. Никола Маловић, писац;
50. Јован Маркуш, публициста;
51. Владимир Меденица, филозоф и публициста;
52. Михаило Меденица, новинар;
53. проф. др Александар Милановић;
54. Никола Милованчев, правник и публициста;
55. Милош Милојевић, заменик главног уредника портала „Стање ствари“
56. проф. др Дејан Мировић;
57. доц. др Кристина Митић;
58. Сергеј Мојсејев, харковска друштвена организација „Троједина Рус“;
59. Желидраг Никчевић, књижевник;
60. Ален Новалија, магистар медиевистике;
61. проф. др Слободан Орловић;
62. академик Часлав Оцић;
63. проф. др Марко Павловић;
64. Миле Перић (РТВ „Марш“);
65. Јован Пјешчић, правник („Стање ствари“);
66. Антон Половенко, председник друштвене организације „Руско Црноморје“;
67. Јасна Поповић, библиотекар („Стање ствари“);
68. Љиљана Поповић, књижевни преводилац и есејиста;
69. Светислав Пушоњић, писац и публициста;
70. Милорад Раваси, власник и уредник Српског радија („Чикаго“);
71. др Мирјана Радојичић, Институт за политичке студије;
72. др Александар Раковић, историчар;
73. Соња Ракочевић, фоторепортер („Стање ствари“);
74. Редакција „Српског књижевног листа“;
75. проф. др Бранислав Ристивојевић;
76. Крис Роман, председник удружења „Еуро-Рус“, Белгија;
77. проф. др Слободан Самарџић;
78. Мирослав Самарџић, главни уредник „Погледа“ (Крагујевац);
79. Момчило Селић, писац;
80. Ана Селић, преводилац;
81. Данијел Симић, писац и председник УГ „Фронтал“;
82. Дмитриј Скворцов, публициста, Кијев;
83. Стан Смиљанић, уредник портала „Britic Magazine“, Велика Британија;
84. Војислав М. Станојчић („Стање ствари“);
85. Анатолиј Степанов, главни уредник „Руске народне линије“;
86. Љубомир Стефановић („Славија инфо ТВ“);
87. Милун Стијовић, истраживач-сарадник Историјског института, Београд;
88. Татјана Стојановић, новинар („Евроазија дејли“);
89. Невенка Стојчевић, новинар;
90. Јелена Тасић, новинар („Данас“);
91. Павел Тихомиров, помоћник главног уредника „Руске народне линије“;
92. Војислав Тодоровић, писац;
93. проф. мр Мирко Тољић;
94. Ана Томашевић, новинар (Радио Београд);
95. Драгана Трифковић, директор Центра за геостратешке студије;
96. Трифко Ћоровић, оснивач и уредник портала „Слободна Херцеговина“;
97. доц. др Ања Филимонова;
98. проф. др Зоран Чворовић;
99. Марко Шикуљак, уредник портала „Фронтал“;

100. проф. др Марица Шљукић;
101. проф. др Срђан Шљукић.

#### Интервјуи председника Црне Горе за медије и дешавања на Цетињу
Председник Црне Горе Мило Ђукановић је 21. јануара у интервјуу агенцији Танјуг за Србе у Црној Гори употребио термин „национална мањина“, што је многе узнемирило. С обзиром на то да Срби у Црној Гори себе доживљавају као народ који је створио државу Црну Гору, чини се да је ова порука бацила у други план чак и објаву Ђукановића да неће повући спорни закон о слободи вјероисповијести. Црногорски предсједник је приде саопштио и да су интереси Црне Горе супротни интересима Србије, због чега, како је рекао, није реално очекивати од Црне Горе да „шири простор за рад у државним органима грађанима који пристају да по политичком позиву делују супротно националним интересима Црне Горе“, чиме је са највише државне адресе отворено подржао политику затворених врата за запошљавање оних који се у Црној Гори национално изјашњавају као Срби. Истог дана Митрополија црногорско-приморска за четвртак 23. јануар је најавила молебан и прву литију на Цетињу, у знак протеста због усвајања Закона о слободи вјероисповијести. Ипак, ова најава мирног молитвеног хода верника Митрополије црногорско-приморске по свему судећи неће проћи без повећаних тензија уочи литије. Медији блиски властима у Подгорици извештавали су да „као одговор на најављену шетњу Цетињем, друштвеном мрежом ’Фејсбук‘ кружи фотографија на којој је велики транспарент на којем пише: ’На Цетиње нема шетње‘“. Атмосферу је додатно подгрејао и Срђан Кусовац, шеф Владиног Бироа за односе са јавношћу и саветник премијера Црне Горе Душка Марковића, који је на свом налогу на Фејсбуку такође подијелио фотографију на којој група момака држи развијен транспарент на којем пише „На Цетиње нема шетње“. Митрополија црногорско-приморска СПЦ следећег дана отказала је литију која је на Цетињу требало да буде одржана за 23. јануар. Ректор Богословије Светог Петра чудотворца Цетињског и парох цетињски Гојко Перовић рекао је за Спутњик да је „свештенство замолило верни народ са Цетиња да се у литије ипак не иде, него да се одржи молебан у манастиру — без шетњи, ради умножења поверења и љубави међу грађанима Цетиња“. На Цетињу је у подне ипак почела шетња Цетињана и грађана из других црногорских градова са циљем да поруче вјерницима Митрополије да „На Цетиње нема шетње“. У међувремену је и из полиције саопштено да литије СПЦ на Цетињу неће бити, али су се грађани ипак окупили и кренули у протестну шетњу, при чему медији јављају да је значајан број њих стигао из Никшића. Рекли су да су се окупили да кажу да су „светиње црногорске“. Окупљени су певали комитске пјесме и величали једног од вођа божићне побуне из јануара 1919, Крста Зрновог Поповића, уз поклич „Е вива Монтенегро“. Црквена општина цетињска саопштила је да је уважила сугестију Управе полиције и отказала литију на Цетињу, али да ће молебан бити служен у Цетињском манастиру, како је и било најављено. Како су навели — литија је требала да протекне у миру и достојанствено у непосредној близини Цетињског манастира, до Ћипура, где се сваке суботе одржава Служба Божија. У Митрополији кажу да је сугестија Управе полиције прихваћена, јер Митрополија ради у добробити свих грађана Цетиња и Црне Горе. Председник Праве Црне Горе Марко Милачић у тексту који је написао у име Светог Петра Цетињског одговорио је Цетињанима који су данас шетали са циљем да поруче верницима Митрополије да „на Цетиње нема шетње“. Грађани Црне Горе који се противе Српској православној цркви организовали су протест против најављене литије Митрополије црногорско-приморске на Цетињу. На скупу су се могле чути „разне антисрпске поруке“. Током шетње певала се црногорска химна, али и песме „Бранићемо ових дана Црну Гору од душмана“, „Ој, четници, и та ваша брада, бријаће је Ловћенска бригада“, „Сад имамо нове издајице, што их народ назва посрбице“... Могла је да се чује и нова песма „Црногорци кршни момци, ми смо браћа сви, нећете у Цетиње док смо живи ми“, што је ништа друго до препев песме „Бојна Чавоглаве“ Марка Перковића Томпсона. Оригинални стихови су: „Стоји Хрват до Хрвата, ми смо браћа сви, нећете у Чавоглаве док смо живи ми“. У Цетињском манастиру је служен молебан у знак подршке протестима против контроверзног Закона о слободи вероисповести. Манастир је био препун верника, а молебан је служио владика Методије. Медији у Црној Гори јавили су раније да се група грађана такође окупила код цркве на Ћипуру, на неколико стотина метара од Цетињског манастира. Њихови представници су рекли да су дошли како би били сигурни да литије у Цетињу неће бити. Између манастира и цркве на Ћипуру стражарила је група полицајаца, која је спречила да дође до евентуалног инцидента. У Цетињском манастиру је служен молебан, док се на неколико стотина метара окупила група грађана чији су представници саопштили да су дошли како би се увјерили да неће бити литије на Цетињу. У емотивном говору ректор Цетињске богословије Гојко Перовић позвао их је на братско помирење уз поруку: „Нема нама молитве без њих нити нама молитве без нас.“ Службеници Управе полиције у касним вечерњим сатима привели су осам Будвана након молебана који је служен у Цетињском манастиру, пренео је портал ИН4С. Дана 25. јануара председник Праве Црне Горе Марко Милачић објавио је сведочанство из школе самопроглашеног митрополита непризнате Црногорске православне цркве Мираша Дедеића. Отац Гојко Перовић, ректор Богословије на Цетињу, оценио је 29. јануара да хаос у Црној Гори никоме добро не може донети. Истога дана председник Црне Горе и ДПС-а Мило Ђукановић упитао је вечерас, на седници Општинског одбора странке у Беранама, како треба да се осећају Црногорци ако се, како је навео, "намеће српство" изван граница Србије. Дан после Права Црна Гора поднела је Основном државном тужилаштву у Подгорици кривичну пријаву против председника Мила Ђукановића, због изазивања националне, расне и верске мржње, као и изазивања панике и нереда. У саопштењу се наводи да је кривичну пријаву поднео политички директор те странке Жељо Савовић. У кривичној пријави је наведено да је Ђукановић као председник државе подстицао на мржњу и дискриминацију према верницима Српске православне цркве и Митрополије црногорско-приморске који посећују литије, позивајући јавно грађане да не буду део, како он каже, тог „лудачког покрета“. На тај начин Ђукановић је користећи свој службени положај председника државе „остварио обележје кривичног дела изазивање националне, расне и верске мржње“. Ђукановић је то јавно рекао на скупу одржаном 28. јануара у Тивту. Овом јавно изреченом тврдњом Ђукановић је починио и кривично дело „изазивања панике и нереда“, стоји у образложењу кривичне пријаве. Права Црна Гора је позвала надлежне институције да под хитно реагују и да против Мила Ђукановића покрену поступак. Дана 30. јануара председник Црне Горе и ДПС-а Мило Ђукановић рекао је „Тамо где су свештеници СПЦ барјачили, тамо најчешће Срба више нема, или их има много мање него што их је било пре него што се црква латила политичког посла“. Он је синоћ на седници Општинског одбора ДПС-а поновио да се под плаштом приче о Закону о слободи вероисповести у Црној Гори „води врло перфидни и опасни рат против Црне Горе“. Тај закон, каже он, није узрок протеста, већ само, како каже, алиби за антицрногорску кампању којом се та земља жели принудити на капитулацију. Он је истакао да ће у Црној Гори одлучивати грађани Црне Горе и да неће пристати ни на какве уцене. Додао је и да се пласирају манипулације о „отимању светиња“. Овде није реч о неком преседану који жели да успостави држава Црна Гора, каже Ђукановић, него о покушају да се једном медијском и политичком галамом отме од Црне Горе или задржи оно што се већ отело. Ђукановић је рекао да и у Србији има доста државне својине међу објектима које користи СПЦ. Он је казао да закон прописује процедуру, од пописивања имовине, до Управног, Врховног, Уставног суда или Суда у Стразбуру. Увече је председник Црне Горе и ДПС-а Мило Ђукановић рекао: „Тамо где су „свештеници СПЦ барјачили, тамо најчешће Срба више нема, или их има много мање него што их је било пре него што се црква латила политичког посла“. Додао је и да се пласирају манипулације о „отимању светиња“. Литургији, која је данас служена у Цетињском манастиру, присуствовао је и селектор ватерполо репрезентације Црне Горе Владимир Гојковић, који је добио благослов од митрополита црногорско-приморског Амфилохија. У Цетињском манастиру 2. фебруара је одржана Света архијерејска литургија, коју су служили митрополит црногорско-приморски Амфилохије, епископ каракаски и јужноамерички Јован, са свештенством, монаштвом и верним народом. Након литургије, митрополит Амфилохије је поздравио Владимира Гојковића, селектора ватерполо репрезентације Црне Горе, носиоца ордена златног лика Светог Петра Ловћенског Тајновидца, честитавши му на бронзаној медаљи. Поздравио је и његовог оца Никшу, који је такође био присутан, а који је носилац ордена Светог Краља Милутина, објавила је Митрополија црногорско-приморска. Митрополит је селектору Гојковићу и целој репрезентацији, која је, како је рекао, „прославила и себе и целу Црну Гору“, доделио икону Свете Богородице Филеримске. Благословио је ватерполисте, пожелевши да их штити мајка Божја, те да доносе Црној Гори медаље и победе са будућих такмичења. Селектор Владимир Гојковић, захвалио је у име репрезентације на части и указаној пажњи, изразивши задовољство што је био присутан на данашњем литургијском сабрању, нагласивши да му подршка и благослов Цркве много значи, као и целој ватерполо репрезентацији. У Цетињском манастиру 2. фебруара је одржана Света архијерејска литургија, коју су служили митрополит црногорско-приморски Амфилохије, епископ каракаски и јужноамерички Јован, са свештенством, монаштвом и верним народом. Након литургије, митрополит Амфилохије је поздравио Владимира Гојковића, селектора ватерполо репрезентације Црне Горе, носиоца ордена златног лика Светог Петра Ловћенског Тајновидца, честитавши му на бронзаној медаљи. Поздравио је и његовог оца Никшу, који је такође био присутан, а који је носилац ордена Светог Краља Милутина, објавила је Митрополија црногорско-приморска. Митрополит је селектору Гојковићу и целој репрезентацији, која је, како је рекао, „прославила и себе и целу Црну Гору“, доделио икону Свете Богородице Филеримске. Благословио је ватерполисте, пожелевши да их штити мајка Божја, те да доносе Црној Гори медаље и победе са будућих такмичења. Селектор Владимир Гојковић, захвалио је у име репрезентације на части и указаној пажњи, изразивши задовољство што је био присутан на данашњем литургијском сабрању, нагласивши да му подршка и благослов Цркве много значи, као и целој ватерполо репрезентације. Ђукановић је 4. фебруара коментаришући речи владике Атанасија Јевтића — да би мошти Светог Василија, у случају најављеног отимања светиња, могле да буду пренесене у Херцеговину, рекао — да „ово мора бити државно“, а мошти је назвао костима.

#### Преговори Владе и СПЦ
Премијер Црне Горе Душко Марковић рекао је дана 21. јануара да ће до краја недеље позвати митрополита Амфилохија на разговор. Он је гостујући у јутарњем програму РТЦГ рекао да је дијалог неупитан и поручио да инсистира да до њега дође. Немогуће је сада, рекао је, повући Закон о слободи вероисповести, али и да ће се до краја недеље званично обратити митрополиту Амфилохију за наставак разговора. Епископски савет Српске православне цркве у Црној Гори саопштио је у току дана да су спремни да разговарају о Закону о слободи вероисповести, али на начин који ће потпуно уважавати обје стране у дијалогу. У саопштењу се наводи да је констатовано да је текст иницијативе доведен у завршну фазу након што су обављене озбиљне консултације са најширим кругом правних стручњака. Они су поручили да жале због грубих манипулација које су у медијима износили највиши државни званичници, одбијајући притом сваку оптужбу да се иза активности Цркве крију било какви и било чији политички или идеолошки интереси. Поручили су и да „уз благодарност свим православним верницима и другим грађанима Црне Горе и шире, који се у незапамћеном броју окупљају на улицама својих градова, и овом приликом шаљу јасну поруку да молебани и литије нису, како се погрешно тврди и са највиших државних адреса, усмјерени против државе Црне Горе“. Митрополит Амфилохије захвалио је црногорском премијеру Душку Марковићу што је најавио да ће га опет звати на разговоре о Закону о слободи вероисповести, подсећајући да су о томе већ разговарали. Митрополит је, међутим, рекао да уколико председник Владе Црне Горе жели да поведе дијалог о „правом Закону о слободи вероисповести, који ће бити усаглашен са нормама вековне Црне Горе и нормама европских закона, онда је то у реду“. Сутрадан је митрополит црногорско-приморски Амфилохије изјавио за „Дан“, ако је позив на дијалог председника Владе Црне Горе Душка Марковића само позив да разговарамо о безакоњу, онда је боље да се ту не започиње разговор. Митрополит црногорско-приморски Амфилохије је поручио да је Црква спремна за разговор ако је власт, на првом месту, спремна да прихвати амандмане које је Митрополија поднела на спорни Закон о слободи вероисповести или уверења и правном положају верских заједница. Говорећи о актуелној ситуацији у вези са Законом о слободи вероисповести, премијер Душко Марковић је раније најавио да ће се до краја недеље званично обратити митрополиту Амфилохију за наставак разговора о оним питањима која се разумеју или о страховима који постоје, као и да држава гарантује да нема разлога за страхове.
„Благодаримо председнику Владе на његовом интересовању за доношење нормалног закона о Цркви и верским заједницама у Црној Гори. Благодаримо и на том његовом обећању да ће упутити званичан позив. Међутим, скрећемо пажњу на то да ако под тим позивом он подразумева онакве разговоре какви су досад неколико пута вођени, где се ми обавезујемо да прихватимо то безакоње, и да о њему разговарамо, онда ту боље да се не започиње никакав разговор“, рекао је Амфилохије.
Поручио је да Црква очекује истински, прави дијалог, који је у сагласности са Венецијанском комисијом и са европским законима јасан дијалог како би се, како је рекао, донео закон који је сагласан вековном предању Црне Горе и савременим европским законима. Ако председник Владе, додао је митрополит, сматра да тај разговор треба да буде о истинском договору и прихватању амандмана, онда ћемо мирне душе разговарати о томе, „јер ми смо за закон, ово је Црква која је на закону утемељена и законом вековима влада“. Говорећи о дешавањима у вези са планираном литијом на Цетињу, митрополит је рекао да они сваке суботе иду на Ћипур, где служе литургију, а да је сада то Црквена општина назвала литијом, која би прошла од Цетињског манастира до Ћипура. Сутрадан митрополит Црногорско-приморски Амфилохије изразио је спремност на разговоре с црногорским властима о спорном Закону о слободи вероисповести, али је поручио да премијер Душко Марковић не може да дели патријарха и митрополита црногорског. Међутим, он је истакао да је „иста ствар“ водити разговоре с патријархом или са епископима СПЦ у Црној Гори, а једини услов је да „они ставе под знак питања то безакоње“. Митрополит је поводом изјаве премијера Марковића да је он једина адреса за разговор истакао да разговарати с њим значи разговарати са СПЦ.
„Не може он да дели патријарха и митрополита црногорског. Ово је СПЦ, Пећка патријаршија, Митрополија црногорско-приморска која је прва у свим њеним епископијама била и остала једина која је сачувала континуитет Пећке патријаршије и за време њеног укидања“, рекао је Амфилохије.
Он је подсетио да су „митрополити били господари Црне Горе“ и истакао да је „Митрополија стварала Црну Гору, што значи Пећка патријаршија“ и да је Митрополија незамислива без Пећке патријаршије и без Српске православне цркве. Дана 24. јануара заменик председника ДПС-а Душко Марковић је из Пљеваља поводом актуелних дешавања због усвајања Закона о слободи вероисповести поручио да Црна Гора неће бити српска и нагласио да се митрополит црногорско-приморски Амфилохије нажалост ставио на чело антицрногорске опозиције. Марковић је категоричан да су литије показале да нису верске, него политичке и да су усмерене на промену власти и угрожавање суверености Црне Горе, али и упозорио да држава то никоме неће дозволити. Он је данас у Пљевљима рекао да пропаганда да ће Црна Гора бити српска, уз вулгарно плакатирање и фарбања по нашим градовима, неће поколебати Црну Гору да Влада и институције заштите Устав и применом закона сачувају државне и националне интересе. Наредног дана 25. јануара Митрополија црногорско-приморска саопштила је да је премијер Црне Горе и заменик председника ДПС-а Душко Марковић учинио груб покушај манипулације грађанима прогласивши митрополита Амфилохија за челника неког политичког покрета. Он је као аргумент за своју тврдњу навео то да се митрополит састао са делом црногорске опозиције, наводи се у саопштењу Митрополије. У одговору Марковићу у Митрополији истичу да сви грађани Црне Горе, без обзира на етничко и национално опредељење, имају своје место на литијама које црква организује, нарочито они којима је, како кажу, на срцу образ и достојанство Црне Горе. Молебани и литије се одржавају да би Црна Гора била боља и напреднија, јер што је више таква и што је праведнија, то је јача њена сувереност, наглашава се у саопштењу. Место где је Марковић изрекао своју манипулативну тврдњу о митрополиту и литијама — град Пљевља,„једно је од најслободнијих и најнезависнијих места у Црној Гори ових седмица, јер његови грађани у великом броју не пристају на политички диктат и безакоње, а такво непристајање је без сумње најочигледнија одлика слободе појединца и друштва“, истичу у Митрополији. Из Митрополије су поновили став Епископског савета да остају отворени за почетак правог, истинског и транспарентног разговора са црногорским властима о свим отвореним питањима, а прво и најважније од њих је дискриминаторски Закон о слободи вероисповести. Дана 28. јануара, премијер Црне Горе Душко Марковић писао је митрополиту црногорско-приморском Амфилохију и изразио спремност за дијалог у вези са спорним Законом о слободи вероисповести. Марковић је навео у писму митрополиту да је Влада спремна да се још једном заједнички сагледају најбоља решења за примену спорних чланова 62-64 закона и да се кроз дијалог дође до могућег консензуса. Он је изразио спремност да се отклоне све дилеме и сумње око коришћења цркава, храмова и манастира, односно њихове будуће намене. Премијер је нагласио да је Влада спремна да учини додатни напор како би православни грађани у Црној Гори кренули једним и заједничким путем. Дана 3. фебруара, Митрополит црногорско-приморски Амфилохије изјавио је да је спреман да се састане са црногорским премијером Душком Марковићем, који га је позвао на разговор о Закону о слободи вероисповести. Он је у одговору на тај позив, који је објавио подгорички лист „Дан“, рекао да се нада да је Марковић искрено опредељен за „коначно отварање суштинског и људског разговора са циљем да се уклони закон или све дискриминаторне одредбе у њему“. Тек након решења тог питања, рекао је митрополит Амфилохије, може се отворити дијалог ради решавања других сложених питања, попут питања реституције имовине верских заједница након Другог светског рата. Тек после тога може се отворити и дијалог за припрему Темељног уговора између Српске православне цркве и Црне Горе. Митрополит подсећа и на то да је позив Митрополије за јавни и институционални дијалог увек био отворен, али га је до сада власт Црне Горе игнорисала, уз констатацију да Влада сада позива на дијалог како би се припремио темељни уговор о уређењу међусобних односа. Амфилохије се у писму осврнуо на Марковићеве тврдње да доношење закона неће изазвати нове поделе у православном свету, наводећи да је она „у супротности са реалношћу“, о чему сведоче окупљања великог броја грађана. Он додаје и да не може да се сложи са тврдњом да је „пропис усаглашен са савременим европским стандардима“, јер његова садржина и циљ, како каже, сведоче супротно.

#### Четврта масовна литија 23. јануара 2020.
Литија која је у четвртак 23. јануара рано ујутро кренула из места Блишково ка Бијелом Пољу стигла је до свог одредишта. Литија је кренула од манастира Блишково ујутро у 6 сати и 15 минута, и била је дуга 50 километара, што је досадашњи рекорд. Море људи окупило се на литији — придружило се више од 20.000 људи из града. Литија из Гранчарева је стигла испред цркве Светих апостола Петра и Павла, а предводио ју је свештеник Никола Скопљак, јавио је на својој страници на Фејсбуку Милан Маџгаљ. Како је раније најавила Парохија вранешка и равноречка — литија је ишла преко Павиног Поља, Томашева и Равне Реке, где су се верници прикључивали, а с обзиром на дужину литије, ове парохије су поручиле да се заинтересовани верници обезбеде топлом одећом и обућом и осталим потрепштинама. Протојереј Зоран Бубања за Спутњик је рекао да је литија од око 50 људи кренула из места Блишково јутрос у 6 сати и 15 минута. Његово очекивање да ће више верника да се окупи током проласка кроз остала места до Бијелог Поља се обистинило. Окупљени су носили крст, црквене барјаке и транспарент „Само слога светиње спасава“. Рекордан број верника вечерас се окупио у литију и у Беранама. „Беране је чврсте воље, да сачува богомоље!“, поручили су верници. Више хиљада грађана окупило се данас у литијама у Боки которској. Литија из Рисна стигла је у Котор, где ће бити служен молебан. Литија је стигла у Котор из Рисна, Пераста и Херцег Новог. Владика Јоаникије предводи литију у Андријевици. Верници у Жабљаку окупили су се упркос јаком мразу, а окупили су се и у Сутомору, Бару, Плужинама и Мојковцу. У најмасовнијој литији до тада у Подгорици, која је одржана вечерас, учествовало је више десетина хиљада грађана. Претходно се хиљадама грађана испред Саборног храма прикључила литија која је у 17 часова кренула из манастира Успенија пресвете Богородице на Дајбабској гори, као и литија из Љешанске нахије, из Круса, коју од 16 часова предводи свештеник Предраг Шћепановић. На литију у главном граду Црне Горе пристигле су и групе грађана које су се такође специјално окупиле из разних дјелова града Подгорице — Маслина, Коника, Старог аеродрома... Молитвену литију предводио је протосинђел Сергије Рекић, настојатељ манастира Острог. Протосинђел Сергеј Рекић, настојатељ манастира Острог, благословио је скуп:
„Нека Бог дâ да наше молитве и молитве наших светих учине да ова земља настави као у славној прошлости да слави име нашег господа Исуса Христа“.'
Ђого је рекао да је стигао из Старе Херцеговине, из Фоче, јер се тамо воли Црна Гора много више него што је неки овдје воле.
Наредног дана извршни одбор Епископског савета СПЦ у Црној Гори упозорио је на могуће злоупотребе литија против спорног Закона о слободи вјероисповјести у политичке сврхе, упоредивши Црну Гору са Светом Гором. Из Епископског савета СПЦ у Црној Гори позивају да се на литије не излази са страначким обележјима, него само са иконом и свијећом. У саопштењу Епископског савјета СПЦ у Црној Гори, због најава и покушаја разних злоупотреба, подсјећају на завјет Тројичинданског сабора у Подгорици и Световасилијевског сабора у Никшићу — да ће се светиње СПЦ бранити „молитвом и људским достојанством, чојством и јунаштвом, призивајући Бога на помоћ“. Због тога из Епископског савјета СПЦ у Црној Гори апелују да сва национална, страначка и друга осјећања и обиљежја свако носи у свом срцу, а на овим Литијама икону из свога дома и свијећу у срцу и у својим рукама. Аналитичар и колумниста Игор Дамјановић ухапшен је у због преписке на Фејсбуку са извјесним Алијом Ђукићем, који је против њега поднео пријаву. Дамјановић је познат као координатор мировног покрета „Не у рат, не у НАТО“ и аналитичар који отворено критикује црногорску власт. По оцени многих аналитичара у Црној Гори — овај догађај је само још једна потврда да се очигледно као пракса у поступању црногорске полиције уводи „вербални деликт“ као довољан разлог за хапшења и тортуру. Посланик Џенан Колић изјавио је: У литијама смо са браћом православцима, морамо одбранити светиње! „Брат је мио, ма које вере био“, истакао је црногорски посланик Џенан Колић, из партије Демократе. Оценио је да је Демократска партија социјалиста доношењем Закона о слободи вероисповести увела ванредно идентитетско стање у Црној Гори и нагласио да га као човека много боли отимање цркава, храмова, катедрала, џамија... Два дана после литије митрополит црногорско-приморски Амфилохије служио је у манастиру Морача молебан Пресветој Богородици за одбрану ове древне немањићке лавре и морачко-ровачких светиња. Владика је подсетио на тешка времена и велика искушења, на страдање самог манастира. Он је констатовао да се први пут у 770-годишњој историји ове светиње појављује власт која сматра да има право да манастир Морача њој припада. Коментаришући поједине изјаве да се налази на челу црногорске опозиције, митрополит Амфилохије је рекао да је на челу Цркве Божје, која је опозиција била од када постоји, овде 770 година, против мржње, братомржње, против сваког зла и греха, наведено је на сајту Митрополије:
„Овде је васкрсао народ! Ја не знам да ли се памти да је народ овако васкрсао у Црној Гори!? И ви сте се сабрали овде у знак отпора против тог безакоња које је проглашено за закон и који се намеће Црној Гори, јединствено таквога типа у Европи. Ја се надам у Бога да ће ти људи схватити и одбацити то безакоње, као и да ће то бити њихова победа, победа човечности, људскости, истинске државности.“
Митрополит је позвао црногорску власт на истински дијалог којег до сада није било.

#### Пета масовна литија 26. јануара 2020.
Председник Праве Црне Горе Марко Милачић објавио је да је током ноћи 25./26. јануара у његову кућу дошла интервентна полиција, као и десетак полицајаца у цивилу. Милачић је навео да се налази у Београду због скупа подршке одбрани светиња и истакао да ускоро долази да се „виде очи у очи“. Прва литија на Сињајевини одржана је 26. јануар на око 1.700 метара надморске висине. Више од 20.000 људи слило се у центар Бијелог Поља код Цркве Светог Петра и Павла. Они су и данас по лошем времену прешли више километара како би учествовали у молебану и литији коју је предводио владика будимљанско-никшићки Јоаникије. Многи верници су пешачили километрима како би учествовали у литији. У Беранама се на литији и молебану против Закона о слободи вероисповести окупио до тада највећи број становника те општине. Грађани су долазили организовано из неколико различитих праваца: Лужац, Берансело, Будимље, Дапсиће, Доња Ржаница, да би се уз оне који су се као и обично окупили у центру града, у највећем броју састали на кружном току код зграде полиције, где је саобраћај једно време био у потпуном прекиду. Учесници литије су носили транспаренте „Не дамо светиње“, а поред зграде Центра безбедности узвикивали су: „Полицијо, браћо мила, не слушајте више Мила“. Становници Куча су у јутарњим сатима кренули за Подгорицу ка Храму Христовог васкрсења, где ће се грађанима придружити у литији која је заказана за 19 часова. Колона од више хиљада људи већ је ушла у Подгорицу. Исто вече у Пиви и под Дурмитором по тешким временским условима изашли људи за одбрану светиња. Грађани Плужина и Жабљака, већ по традицији, носе иконе и тробојку. Пљевља обарају рекорд по изласку на литијама. Становници приградског насеља Видрован пешачили су 10 километара до града како би стигли испред Храма Василија Острошког. Велики број људи окупио се и у Бару. На десетине хиљада грађана окупило се испред Храма Христовог Васкрсења, одакле је кренула литија улицама Подгорице и назад. Хиљадама верника који су се налазили испред Саборног храма, придружила се литија племена Кучи од неколико хиљада грађана, која је испред храма дошли са транспарентом „Не удари брата Србина Црногорче“. Испред храма је такође пристигла и литија од неколико хиљада Зећана, који су се у 15.30 окупили испред цркве у Мојановићима (Зета). Током литије, испред Клиничког центра Црне Горе отац Предраг Шћепановић позвао је да се уочи празника Светог Саве сви помоле за оне који болују од тешких болести. Након литије планирано је да отпочне свечана Светосавска академија. Предвиђено је да поздравно слово изговори митрополит црногорско-приморски Амфилохије, док ће светосавску беседу одржати протојереј-ставрофор Борис Брајовић. У програму академије учествовали су хорови, народни гуслари, фолклорни ансамбли, ученици веронауке и етно групе. Митрополит Амфилохије обратио се десетинама хиљада грађана испред Саборног храма у Подгорици. Он је поручио да је ова литија лијек од богоубиства и братоубиства. Додао је да су сва сабрања и за њега чудо, јер се „овако шта није дешавало у Црној Гори у нашим временима“. Амфилохије је рекао да се и данас догађа нова окупација Косова и Метохије и да није добро што власт у Црној Гори то не признаје одричући се себе. Подсјетио је и да је током вјекова пет патријарха српских било са простора Црне Горе. Мржња против Немањића који су створили Зету и у њој се родили и мржња против Србије нешто је што не спада у нормалне ствари, оценио је митрополит Амфилохије.
Митрополит је објаснио шта је тробојка:
„Она је из времена француске револуције и те три боје значе слободу, једнакост и братство. Ко је овдје против слободе, једнакости и братства“, упитао је он.
Зар та тробојка није на грбу и на застави краља Николе? Зар и они који се сад боре против тробојке и сами у време њиховог комунизма и у новије време после деведесетих наставили да живе до овог времена“, навео је митрополит.
Он је упутио и апел онима који наређују да, како је рекао, не манипулишу „дјецом у полицији и приморавају их да раде нешто против њихове савјести“. Митрополит Амфилохије је и овом приликом замолио све који иду на литије да то буду, како је рекао, „литије Божје, без партијских опредељења, а ако хоћете и националних“. Он је, такође, казао да му се ових дана јавља доста полицајаца који траже благослов и моле да литије не буду партијске.
Дан касније на Савиндан владика будимљанско-никшићки Јоаникије рекао је пред близу 20.000 Боримо се вером и љубављу за наше светиње, а ако буде требало, борићемо се и својим животима, људи у Бијелом Пољу.
Честитајући празник Светог Саве, Владика Јоаникије је казао да ове године прослављамо осам векова од оснивања Епархије будимљанско-никшићке, коју је Свети Сава утврдио у манастиру Ђурђеви Ступови, и исто толико векова Зетске епископије, из које је настала Митрополија црногорско-приморска.
„Имамо континуитет, жив и непрекинут, иако смо много страдали кроз историју. Овде је, такође, била некада Епископија хумска, коју је Свети Сава основао 1220. године. Он је 1219. године добио аутокефалност, и прошле године смо славили осам векова од оснивања Жичке архиепископије, односно Српске православне цркве, а то је једно те исто. Ове године прослављамо осам векова од оснивања епархија. Тада је Свети Сава православним обредом крунисао Светог краља Стефана Првовенчаног. Сећамо се тих великих догађаја. Наш народ се, коначно, утврдио у православној, јеванђељској, истинској, живој вери у време Светог Саве, оној вери која даје смисао свему што радимо и чему стремимо“, говорио је епископ Јоаникије.
Он је казао да су литије израз борбе за слободу вере, а да тамо где нема слободе вере — нема ни праве вере.
Онај ко ти узима дом, узима све — слободу, част и достојанство, казао је владика и поручио: „Према томе, борићемо се, и у овој намери смо једномислени и ми свештеници и народ, од старца до детета. Сви исто о овом питању мислимо, иако смо различити по много чему, различитих виђења, различитих политичких опредељења, усмерења... Али у овоме смо једно“.
Истакао је да наша Црква не може дозволити да буде дискриминисана и да не тражи већа права од оних које имају остале вере, иако је најмногобројнија у Црној Гори. Рекао је на крају да Црква и народ имају подршку целе Православне цркве. Дана 27. јануара председник Црне Горе и председник Демократске партије социјалиста Мило Ђукановић рекао је: "Не дозволите да се ваша верска слобода злоупотребљава на начин на који се злоупотребљава ових дана по Црној Гори, а злоупотребљава се да би се срушила Црна Гора". Исти дан у тренутку када је председник Црне Горе Мило Ђукановић имао састанак у Тивту са локалним одбором Демократске партије социјалиста, на којем је литије које се већ месец дана организују по целој Црној Гори назвао „покретом лудака“, митрополит црногорско-приморски Амфилохије предводио је литију од више од 10.000 људи у суседном граду Будви. Од Цркве Светог Томе у Бечићима и манастира Подластва у Ластви кренула је литија до Цркве Свете Тројице у будванском Старом граду. Литији су се придружили и верници из Паштровића коју су кренули од манастира Прасквица. Литија се наставила до Медитеранског спортског центра у Будви, где се одржала Светосавска академија. Митрополит се обратио присутнима, рекавши да су литије ход љубави и да у њему нема политике ни партија, то је нешто најозбиљније и најдубље што се догађа у Црној Гори у последња два века. „Они који то не могу да виде, они су слепи код очију“. Свечаности су присуствовали и председник општине Марко Бато Царевић, историчар Милош Ковић и многи други. Поред Будве, и трг у Херцег Новом синоћ је био мали да прими све оне који су желели да присуствују Светосавској академији. У Бијелом Пољу се традиционално сваке године одржава велика Светосавска академија, којој присуствује владика будимљанско-никшићки Јоаникије. Спортска сала која може да прими више хиљада људи. Дана 29. јануара, председник странке Српска нова демократија и Андрија Мандић каже да актуелно стање у Црној Гори упућује на то да или ће или бити повучен спорни Закона о верским слободама или да ће пасти Влада. Мандић је у разговору за Танјуг рекао да стотине хиљаде грађана на улицама жели да се читава драма у којој се данас налази Црна Гора разреши тако што ће влада повући спорни закон и пронаћи начин да га измени у правцу пружања гаранције имовини Српске православне цркве... Мандић каже да су протести на улицама Црне Горе потпуно народни, те „ниједна политичка снага, ниједна политичка странка откад постоји Црна Гора није успела да мобилише толике људи и да их изведе на улице црногорских градова“. Он сматра да је реч о 65 одсто грађана и да није реч само о броју оних против спорног Закона, већ и о броју грађана који су против актуелне владе Црне Горе, што, према његовим речима, говори да власт нема већинску подршку. На питање о безбедносном стању у Црној Гори, озбиљност инцидената са грађанима због српских обележја и оцену директора црногорске полиције да је нема разлога за бригу, али да се истовремено на Север Црне Горе шаљу специјалци, Мандић каже да је у самој црногорској полицији стање веома хаотично. Чврсту позицију црногорске власти по питању овог закона он види као доказ да постоји снажан страни интерес и да управо власти у Подгорици и председник Мило Ђукановић добијају поруке од „старих српских пријатеља“ попут Сороша, Хавијера Солане и Ахтисарија, да не сме да повуче овај закон јер, како наводи, он није важан само за Црну Гору, већ и због других простора на којима делује СПЦ. Митрополит црногорско-приморски Амфилохије изјавио је да он и Епископски савет СПЦ „нису могли нити хтели“ да забране председнику Србије да дође на Бадњи дан. Митрополит Амфилохије је рекао да је то била „братска молба да се његова посета одложи за неко боље време“. На оцену да је на мети овдашњих прорежимских таблоида да прави Цркву заједно са црногорским председником Милом Ђукановићем, и да ли зна откуд долазе ти напади, он је рекао да „откуд год да долазе — они су лажни и немају никаквог смисла“.

#### Шеста масовна литија 30. јануара 2020.
У Патријаршији је 30. јануара одржан састанак Синода на ком су учествовале и владике из Црне Горе — Амфилохије, Јоаникије, Атанасије и Димитрије — и на ком је одлучено да се покрене иницијатива пред Уставним судом Црне Горе у вези са спорним Законом о слободи вероисповести, у координацији епархија СПЦ у Црној Гори и Светог Синода. Једногласно је одлучено да се повуку иницијативе које је Уставном суду Црне Горе поднео адвокат Мирослав М. Николић у име Светог Синода и у име Српске патријаршије, наводи се у саопштењу СПЦ. Непосредни повод за седницу било је доношење спорног и антиуставног Закона о слободи вероисповести или уверења и правном положају верских заједница у Црној Гори. Синод СПЦ је одржао проширену седницу, под председништвом патријарха српског Иринеја, на којој су разматрани правни кораци који ће бити предузети пред Уставним судом Црне Горе. На седници су учествовали и архијереји који своју јурисдикцију имају у Црној Гори — митрополит црногорско-приморским Амфилохије, епископ будимљанско-никшићки Јоаникије, епископ милешевски Атанасије и епископ захумско-херцеговачки Димитрије. Као и за претходну проширену седницу Светог архијерејског Синода, која је одржана уочи божићних и богојављенских празника, 4. јануара 2020. године, непосредни повод за ову седницу било је доношење спорног и антиуставног Закона о слободи вероисповести или уверења и правном положају верских заједница у Црној Гори. Разматрани су правни кораци који ће, уз сагласност Светог Синода са патријархом на челу, бити предузети пред Уставним судом Црне Горе. Како се наводи у саопштењу, још једном су сви сабрани архијереји са патријархом на челу изразили дивљење пред једнодушношћу народа који је у Црној Гори и шире устао у одбрану својих светиња. Драгана Мирковић, диригент хора београдског манастира Пресвете Богородице Тројеручице, написала је песму „Не дамо светиње“, која је постала незванична химна протеста у Црној Гори. Митрополит црногорско-приморски Амфилохије одликовао је Златним ликом Светог Петра Другог Ловћенског Тајновидца Драгану Мирковић, ауторку песме „Не дамо светиње“. У јеку најжешћих протеста у Црној Гори на имовину Српске православне цркве, након усвајања спорног Закон о слободи вјероисповијести, за новог председника општине Шавник Влатка Вуковића, из редова владајуће ДПС, партијски саборци кажу да је предан Богу и — светосављу. Председник клуба одборника ДПС-а Шавник Владимир Томић је казао да му у овом тренутку није важна службена биографија Вуковића, већ да „остане човјек, остане веран Христу, вјеран православљу, светосављу, крсној слави и свећи, да остане вјеран традицији дробњачког племена и своје угледне породице“. Он је додао да од Вуковића очекује да формира јак тим правника који ће чувати његов интегритет и углед Општине и бринути о законитости одлука које буде доносио.
Према његовим ријечима — уколико Вуковић жели себе да обесмрти, мора са локалним свештенством и монаштвом да се „загледа у темеље порушеног храма, манастира Јеловице, гдје су тројица Вуковића монаха — Саватије, Михаило и Данило молили Бога за све нас и за своје братство“.
„Ово говорим из разлога што вјерујем да, ако се буде, а извјесно је да хоће, бавио темама локалног значаја, ако некада дође у прилику да бира између царства земље и царства неба, Влатко Вуковић неће погријешити“, навео је посланик локалне Скупштине.
У Црној Гори су настављене молитвене шетње у знак протеста због усвајања антицрквеног Закона о слободи вероисповести, који је од 8. јануара на снази. Данас је саопштено да ће Митрополија поднети жалбу Уставном суду Црне Горе. Прва литија је кренула из Бијелог Поља. Без обзира на велико присуство специјалних снага које су неколико дана пре стигле из Подгорице, народ је и данас масовно изашао на улице. Како наводе очевици — блиндирана возила непрестано круже градом. И данас је центар окупљања верника у Бијелом Пољу била црква Светих апостола Петра и Павла. Више од 10.000 људи и данас се окупило како би показало свој протест против контроверзног закона о слободи вероисповести. Литију од цркве Шанчева, са тромеђе Јабучно, Бојиште и Церово, дугу 15 километара, предводио је свештеник Никола Скопљак. Увече кренули су и Беранци. Окупили су се из околних места — из Будимље, Полице, Дапсића... Реке људи слиле су се у заједнички крсни вход до манастира Ђурђеви ступови, где је служен молебан Пресветој Богородици. У центар града и код зграде полиције колоне оних који су кренули из разних месних центара придружиле су се и састале, тако да је улица Душана Радовића, која води према манастиру, била пуна читавом ширином и дужином. Грађани су узвикивали „Не дамо светиње!“ и носили иконе и транспаренте. Литија и молебан су протекли у најбољем реду. Присуство полиције на улицама није било веће него обично, иако су у Беране три дана пре пристигли припадници Посебне полицијске јединице из Подгорице. Велики број људи се окупио и у Плужинама, Жабљаку, Андријевици и Мојковцу је и вечерас изашао верни народ. Иако се ради о мањим градовима у Црној Гори, масовност скупова је очигледна. И у Пљевљима је хиљаде људи изашло на улице како би показали свој протест против Закона о вероисповести. И у овај град су из Подгорице стигле специјалне снаге, како би пратиле поштовање закона. Више хиљада грађана Херцег Новог учествовало је у литији, а колона верника је била непрегледна раме уз раме са својим комшијама из Тивта. Из манастира Светих архангела на Михољској Превлаци верници су у литији кренули према цркви Светог Саве у Тивту. У Никшићу су одржани још један у низу молебан и литија. Трг у Никшићу је опет био пун верника који су овим чином желели да покажу своје неслагање са контроверзним Законом о вероисповести. У Никшићу је, према неким проценама, на литији учествовало око 30.000 људи. Преко 10.000 Барана вечерас у литији. Колона дуга преко два километра у три коловозне траке! Око 50.000 грађана окупило се испред Храма Христовог васкрсења у Подгорици после молебана и литије која је почела у 19 часова. Литију је предводио протојереј-ставрофор Гојко Перовић, ректор Цетињске богословије. Како је свештенство саопштило — ово је била најбројнија литија у Подгорици до и да историји Црне Горе никада није било бројнијег скупа. Према незваничним подацима — литији је присуствовало око 45 до 50 хиљада људи. Испред храма отац Гојко Перовић, обраћајући се присутнима је рекао: „Наша браћа и сестре које су на власти не разумеју да ми овим не ударамо на државу и да, не дао Бог, заступамо интересе других држава. Ми смо синови и кћери ове земље који не дају светињу“. Гојко Перовић је целој јавности у региону постао познат после емотивног и надахњујућег говора уочи молебана на Цетињу, у ком је апеловао на мир и братољубље. Међу свештенством у литији је био и владика јужноамерички Руске заграничне цркве Јован, који је изјавио да је веома дирнут због толиког броја верника. Два дана после протојереј ставрофор Момчило Кривокапић рекао је да председник Црне Горе Мило Ђукановић је казао истину кад је рекао да смо луди јер луда проповед апостола Павла срушила је Римско царство.

#### Масовна хапшења 31. јануара 2020.
Ратка, мајка посланика опозиционог Демократског фронта (ДФ) у црногорском парламенту Милана Кнежевића и његов брат од стрица Горан ухапшени су рано ујутро 31. јануара, саопштила је Управа полиције. Осим њих, ухапшено је још 15 особа. Кнежевић је потврдио вест и тврди да су ухапшени чланови ДФ-а у Зети. Како је саопштено из Управе полиције, њихови службеници су јутрос, поступајући на основу наредбе надлежног суда, извршили претресе на 17 локација, саопштено је из Управе полиције. Одузете ствари и предмети узети су за предмет форензичких вештачења. У службене просторије Центра безбедности Подгорица доведено је 16 лица, међу којима је и Р.К. (68), која је приликом предузимања службене радње претрес стана и других просторија ометала и омаловажавала службенике полиције, пренела је РТЦГ. Милан Кнежевић је потврдио да је његова мајка јутрос ухапшена, наводећи да у овом тренутку не зна разлог хапшења, али да сигурно зна да је била учесник молебана и литија у Црној Гори у знак протеста због доношења Закона о слободи вероисповести. Кнежевић је за Танјуг рекао да се хитно враћа у Црну Гору. Испричао је да су рано јутрос ухапшени његова седамдесетогодишња мајка, као и његов брат од стрица и значајан број његових пријатеља и чланова Демократског фронта из подручја Зете. Навео је да је његова мајка, просветни радник у пензији, ухапшена ујутру око пет сати, када је између 10 и 20 припадника Управе полиције са марицом упало у његову породичну кућу и извршило претрес. У тренутку хапшења његове мајке, каже, ни он ни његов млађи брат нису били у Црној Гори, већ у Београду. Навео је да никако Зећанима не могу да опросте отпор који су пружили првих дана након доношења закона. Након што је чуо вест о хапшењу своје мајке, Кнежевић је одлучио да се хитно врати у Црну Гору. Поручио је црногорском министру унутрашњих послова, директору полиције и „свој тој сатрапаској номенклатури Мила Ђукановића“ да ће за неколико сати бити у Црној Гори. У међувремену се огласио лидер Демоса Миодраг Лекић, који је рекао да је хапшење Ратке Кнежевић бруталан чин и да она одмах мора бити пуштена из притвора. Председник Праве Црне Горе Марко Милачић ухапшен је одмах пошто је авионом из Београда слетио на аеродром у Подгорици. Њему су службеници Управе полиције пришли, обавијестили га да му морају уручити позив, не појашњавајући о чему се ради, након чега је полицијским возилом спроведен у Центар безбедности. Он је ухапшен након вишедневног боравка у Београду, гдје је гостовао у емисијама српских медија и након што се јуче по подне састао с патријархом Српске православне цркве Иринејом. У Црној Гори су јутрос ухапшене на дестине грађана. Лидери Демократског фронта (ДФ) су оценили да је циљ привођења мајке посланика Милана Кнежевића „Десант на Зету“ и хапшења низа активиста опозиционог блока — јесте застрашивање опозиције и покушај изазивања хаоса, оцењено је из Демократског фронта. Ратка Кнежевић, мајка посланика ДФ-а Кнежевића, која је приведена рано ујутро после саслушања је пуштена. Против ње је спроведен прекршајни поступак због омаловажавања полиције током претреса њене куће у Зети. То је новинарима испред Суда за прекршаје у Подгорици саопштио њен адвокат Дражен Медојевић, који је казао да у кући Милана Кнежевића полиција није пронашла ништа. Из Управе полиције је саопштено да је Ратка Кнежевић (68), мајка једног од лидера Демократског фронта Милана Кнежевића, ухапшена зато што је током претреса њеног стана ометала и омаловажавала службенике полиције. Адвокат Медојевић је новинарима испред Основног суда саопштио да је против Ратке Кнежевић спроведен прекршајни поступак због омаловажавања и ометања полиције. Полиција је ујутру претресла неколико станова у Беранама, а према незваничним информацијама „Вијести“ — претреси су извршени на шест локација. Један од грађана који је желео да остане анониман казао је „Вијестима“ да је на налогу писало да се претрес врши „ради проналажења предмета у вези кривичног дела недозвољено држање оружја и експлозивних материја“. Грађани чији су домови претресени су раније примећени на местима на којима су цртане тробојке. Према једном налогу у које су „Вијести“ имале увид — претресе је наложио Основни суд, на основу захтева основног државног тужиоца, а пре тога је то тражено из Центра безбедности Беране. Полиција се поводом претреса у Беранама није оглашавала. У Беранама бораве припадници Посебне јединице полиције, али су претресе, како је „Вијестима“ речено — „у коректној комуникацији“ извршили припадници редовног полицијског састава из Берана. Председник Праве Црне Горе Марко Милачић пуштен је поподне на слободу. Како је најавио на свом профилу на Фејсбуку — Милачић ће се јавности обратити у 17 часова. Лидер Праве Црне Горе је у Центру безбедности у Подгорици на саслушању био око четири сата. Лидер Праве Црне Горе Марко Милачић поручио је данас да то што се дешава у Црној Гори нема везе са политиком, већ да је то огромна борба између љубави и мржње, истине и лажи, правде и неправде. Милачић је, у обраћању јавности поводом његовог данашњег хапшења, рекао да председник Црне Горе Мило Ђукановић више нема ауторитет. Црна Гора је, према његовим речима, данас једна велика шанса, зато што се у мору „ове огромне кризе отворила и једна невиђена нада, искра и огроман пламен“. Милачић је подсетио да је данас одмах по слетању на аеродром приведен и ухапшен. Како је навео — у Црној Гори је на сцени невиђена диктатура. Он је истакао да Ђукановић нема више ауторитет и да више не контролише Црну Гору. Милачић тврди и да је Ђукановић човек који је за кратко време изгубио моћ, додајући да он можда још увек није изгубио институционалну моћ, али је зато изгубио моћ у симболичном смислу, што је много важније. ако је навео — у Београд је отишао, јер је добио позив од пријатеља и браће студената Правног факултета у Београду да говори на скупу подршке нашем народу испред цркве Светог Марка. Он је рекао да је сада неопходно објединити све у Црној Гори. Председник Праве Црне Горе око четири сата био је на саслушању у Центру безбедности у Подгорици, након чега је пуштен на слободу. Милачић се по пуштању из притвора огласио на свом профилу на Фејсбуку и поручио: „Доље ланци и окови, не вежу се соколови“. Марко Милачић, председник Праве Црне Горе написао је на Фејсбуку да се у току ноћи, у Пљевљима се догодило класично застрашивање од стране припадника полицијских снага. Следећег дана посланик црногорског опозиционог Демократског фронта Милан Кнежевић изјавио је да је полиција чекала да он и његов брат Мирко отпутују за Београд како би претресли њихову породичну кућу. Он је на конференцији за новинаре у Подгорици казао да је судија за истраге Основног суда Миладин Пејовић још 28. јануара издао налог за претрес породичне куће Кнежевића. Он је казао да је његов брат Мирко у Београду и да долази сутра увече у Подгорицу. Казао је да је полиција у 5.20 ујутру упала у породичну кућу, не дозволивши његовој мајци да им отвори врата. Рекао је да је „полицији то било мало па су жени од 69 година ставили лисице на руке и спустили је у чувену бетоњерку“. Посланик ДФ-а је казао и да је полиција током претреса његове породичне куће пронашла два телефона стара 15 година, одузела сабљу коју је добио на поклон и рисивер са видео-надзором. Оставка Мила Ђукановића један је од главних захтева протеста под слоганом „Мора да иде“, који је вечерас одржан у Подгорици. У вечерњим сатима неколико стотина грађана се окупило испред зграде Врховног државног тужилаштва, а Никола Грдинић, један од организатора протеста, рекао је да ће протестни скупови бити организовани једном недељно све док Ђукановић не оде са власти. Рођени брат народног посланика и једног од лидера ДФ-а Милана Кнежевића Мирко Кнежевић изјавио је: "Уздигнута чела, поносан што сам Србин и Зећанин, учесник сваке литије и молебана, верник Српске православне цркве, долазим сутра увече у Црну Гору, јер се мој нико никад није скривао".

#### Чистке унутар ДПС-а
Посланица ДПС-а у Скупштини Црне Горе и шефица тиватског општинског одбора Јованка Лаличић најавила је 31. јануара да ће сви чланови странке који учествују у литијама Митрополије црногорско-приморске против Закона о слободи вероисповести бити избачени из чланства те партије. Како је рекла, сваком појединцу у Црној Гори препуштено је да слободном вољом изабере хоће ли или не у нечему учествовати и да ДПС не брани било којем члану да одлази у било коју цркву и да поштује своје верске обичаје. Међутим, она каже да су литије политички скупови „уперени против државе и њеног руководства“ и да због тога члановима странке мора да се укаже да се та њихова осећања „ових дана дубоко злоупотребљавају“ и да се морају бранити од насртаја и клетви да ће бити избачени из цркве, из православља ако не буду присутни на литијама.

### Графитни рат
Ујутру 21. јануара, српска тробојка осванула је широм Црне Горе. Све је кренуло када је група момака у подгоричком насељу Доња Горица насликала српску тробојку. Одмах је уследила реакција надлежних органа. Сви до једног били су приведени у полицију на разговор, а тробојка је префарбана. То је покренуло талас младалачког ненасилног бунта који је захватио готово све градове. На зидовима они су сликали старе црногорске, односно српске тробојке. Ово је изазвало револт код грађана, пре свега код младих људи, а онда је талас цртања тробојке кренуо широм Подгорице и других градова. Након што је мурал „Доња Горица“ у бојама тробојке у два наврата префарбан, уследио је одговор из Муртовине. Следећег дана председник Праве Црне Горе Марко Милачић реаговао је на изјаву амбасадорке Велике Британије Алисон Кемп да Подгорица може рачунати на подршку Лондона у борби против „малигних утицаја“, поруком да то може само неко коме су страни сви принципи дипломатије. Истакавши да је британска амбасадорка „малигним фактором“ прогласила домаћина куће у којој борави, Милачић је указао да је српски народ препознатљив по гостопримству. Упитавши да ли је то неко ново време, неки неоколонијални свет који је, како је навео, Велика Британија наметнула добром делу планете или само одсуство елементарне пристојности и доброг васпитања, Милачић каже да се то још не зна. У саопштењу је Милачић навео и да је амбсадорка Кемп пружањем подршке актуелној власти у борби, како каже, против свог народа, погазила све вредности за које се декларативно залаже Велика Британија. „Све сте то оголили и извели себе на чистац, дајући квалификацију коју нисмо чули од успона нацизма у прошлом веку“, навео је Милачић. Позвао је амбасадорку да се присети да је све људско пролазно, да су многа царства завршила на згаришту, да, како је рекао, „можете све што хоћете, али не и докле хоћете“. Црну Гору су последњих дана преплавили графити — тробојке, а ту појаву неки називају и графитном револуцијом. Дана 24. јануара Данило Вукадиновић из Подгорице, након што је одлучио да ослика тробојку на трафо-станици поред своје куће, приведен је у црногорску полицијску станицу како би дао изјаву о свом поступку.

#### Инцидент на Златици
Следећег дана 25. јануара око 21 сат на Златици је полиција интервенисала у акцији уклањања црногорске тробојке, а златичка омладина им се супротставила и бранила свој мурал. Полиција је заузела положај где је мурал, док су се грађани који су бранили мурал раштркали у више групица у околини. Они су направили барикаде од контејнера. Портал Ин4с је јавио да је међу грађанима био и отац Бранко Тапушковић који је покушавао да смири ситуацију. Подгоричке „Вијести“ наводе да је повређен младић погођен непознатим предметом, а додају и да је, према незваничним сазнањима, више особа ухапшено. Жарко Марковић, један од грађана који се затекао на Златици приликом интервенције полиције објавио је фотографију које показују последице од употребе шок бомбе. Посланик Демократског фронта Небојша Медојевић написао је на Фејсбуку да је акција црногорске полиције на Златици само показна вежба полицијске хунте. Са лица места су стизале информације да је више десетина полицајаца изашло да интервенише. Тробојка је, иначе, насликана два дана раније, а велики број младих окупио се да брани мурал. Они су оформили живи зид око тробојке, а полиција је у намери да их растера бацила сузавац. Потом су полиција и комуналне службе почеле да крече, али су окупљени младићи покушали да се врате након чега је поново бачен сузавац. Становници Златице с којима је разговарао дописник Спутњика тврде да полицајци нису имали идентификационе бројеве на униформи. Полиција је, иначе, навела да је заједно са комуналном полицијом изашла на лице места ради „санирања“ јавне површине. Окупљени младићи су рекли да је ово тробојка Краљевине Црне Горе, али закон у овој држави не важи и мурал је кривично дело. Они су почели два дана пре да цртају тробојку на пасарели на Златици. Упркос упозорењу полиције да одустану од цртања, они то нису учинили. Током ноћи у подгоричком насељу Златица синоћ је, након инцидента, мурал тробојке ипак прекречен од стране комуналне полиције. Револтирани акцијом полиције у Подгорици када су уклоњене црногорске тробојке на Златици, бацањем шок бомби и сузаваца на окупљене, исто вече грађани Пљеваља и Берана су почели да цртају мурале. Митрополит црногорско-приморски Амфилохије рекао је наредног дана да власт тера децу из Црне Горе да се скитају по белом свету, осврћући се на интервенцију полиције и хапшење деце на Златици која су сликала тробојку. Владика је данас после службе Божје у Цркви Светог Ђорђа под Горицом истакао да кривица за то није на полицији, јер они то морају да раде да би прехранили породицу, него на онима који су то заповедили. Ипак, приметио је да је време да се ослободимо страха којег је сада много:
„Толико је страха овде који је плод страха од насиља које је овде извршено 1941-1945. године и на том насиљу се не може градити будућност ниједног човека, а камоли једне државе. Благодарећи том насиљу, већ од 1945. године је, ово што је сада, неки сукоб између Срба и Црногораца, између два брата.“
Говорећи о величанственим литијама, владика је казао да је то чудо Божје и да је народ васкрсао у Црној Гори и вратио се Богу, својој савести и ближњима својим на прави начин:
„Зато су наше литије литије љубави, братске слоге и заједништва, а не мржње. Стога молим ове који управљају нашом полицијом, да се не понашају тако према својој деци. Такво понашање је срамота пред светом. Шта све деца насликају по зидовима, па никоме ништа, а ови су насликали тробојку краља Николе. Ја се надам у Бога да ће уразумити ове који су сада на власти да се тако не понашају и да не обнављају у народу дух богоубиства и братоубиства, на коме је створено много што од 1945. године и све што је створено, пропало је и опљачкано.“
Констатовао је да је једино што је овде имало напретка Црква Божја:
„Обновљене су стотине храмова, саграђена два највећа храма у историји Црне Горе, Храм васкрсења и Јована Владимира, сад то поништавати и својатати себи, шта то значи?! Манастир Морача, Ђурђеви Ступови, ова црква Светога Ђорђа, кажу припада власти, којој власти?! Ко све није овде владао! Народ је све градио за Бога, своју душу. То су храмови Божји, Христови, Светога великомученика Георгија, њима припадају, онима који их обнављају, који се моле у тим храмовима, причешћују телом и крвљу Божјом. Наравно, припадају и овој држави Црној Гори, то се подразумева. Нико из Црне Горе није их мицао, нити ће их понети одавде.“
Још једном је владика изразио наду да ће и властодршци схватити пут и начин стварања будућности овога народа и државе:
„Не може се будућност стварати на богомржњи и братомржњи, а то се управо ради са тим што се ради са овом честитом децом, која нису направила никакво зло што су узела да префарбају неки ћошак, зид, по свом начину, заставом краља Николе.“
Подсетивши да та деца имају своје проблеме, немају хлеба, немају посла какве год студије да заврше, Његово високопреосвештенство архиепископ цетињски митрополит црногорско-приморски г. Амфилохије је закључио да таквим понашањем власт тера децу из Црне Горе да се скитају по белом свету. Председник Праве Црне Горе Марко Милачић написао је да је киша спрала фарбу са зида у подгоричком насељу Маслине, који су током ноћи прекречиле комуналне службе и да се поново виде натписи „Не дамо светиње“. Због мурала с тробојком црногорска полиција је синоћ у насељу Златица применила сузавац против групе грађана који су покушавали да спрече да мурал буде прекречен. Свештеник Бранко Тапушковић, чији је син Лука ухапшен у суботу увече у подгоричком насељу Златица, када је полиција интервенисала ради уклањања мурала тробојке, саопштио је да је полиција претресала његову кућу док је он био на литургији. Тапушковић понавља да његов син није криминалац, да није починио никакво кривично дело и да је само снимао шта се дешава на Златици. Ово је видео-снимак који је Лука Тапушковић забележио у насељу Златица, приликом интервенције полиције.

#### Премлаћивање двадесетогодишњака из Даниловграда и прекречавања тробојки
Ујутру 27. јануара, Црна Гора ангажовала је јаке полицијске снаге и бројне ватрогасце како би скинули тробојку са жице у Мурину, на северу земље. Грађани на друштвеним мрежама коментарисали су да власт на српску тробојку реагује ко ђаво на крст. Овај снимак експресно се проширио друштвеним мрежама, а већина грађана у невјерици коментарише да је за овако сложен полицијски задатак било потребно још и додатно ангажовање Војске, као и полицијског хеликоптера који због магле није могао да узлети. Црногорски премијер Душко Марковић казао је прије два дана у Пљевљима да „вулгарно плакатирање и фарбање по нашим градовима неће поколебати Црну Гору да Влада и институције заштите Устав и примјеном закона сачувају државне и националне интересе“. Након што су отпочели борбу за одбрану светиња од режимске отимачине, Беранци су дефинитивно решили да украсе свој град и околину тробојкама. Полиција није интервенисала. У вечерњим сатима више непознатих мушкараца напало је двадесетогодишњака у насељу Сити кварт, објавиле су „Вијести“ позивајући се на Управу полиције. На снимку достављеном „Вијестима“ види се како више мушкараца трчи за њим булеваром, један га сустиже, баца на улицу, а потом га више њих ударају рукама и ногама. Из Управе полиције незванично је речено да је двадесетогодишњак лакше повређен, али није саопштен његов идентитет нити како је дошло до инцидента. У медијима се спекулише да је младић српске националности, као и да је нападнут због симболичног поздрава са три прста. На друштвеним мрежама објављена је информација да је претучени момак добро, а да је у Подгорицу стигао аутобусом из Даниловграда како би се састао с девојком. У објави на Фејсбуку Владислав Дајковић, некадашњи члан Праве Црне Горе, наводи да је био у контакту с младићевом породицом и шта се све догодило по његовом доласку у Подгорицу. Како је навео, младић је по изласку из аутобуса на станици код Делта шопинг центра приметио разуларену масу која се затрчава на момка у близини њега, а он, у страху за свој живот, почиње трчећим кораком да се удаљава с тог места. Почео је да трчи у правцу полицијске патроле, а како пише у објави, тридесет навијача га је сустигло, оборило на асфалт и ногама га ударало по читавом телу. У посту на тој друштвеној мрежи Дајковић наводи да се младић осећа добро, али да има бројне повреде, хематоме и повремене несвестице. Такође пише да тврдње да је дизао три прста или махао тробојком нису тачне. Дана 28. јануара ректор Цетињске богословије Гојко Перовић поручио је да сукоби, свађе, мржње и провокације немају благослов Цркве. Он је поручио да треба да окрене главу на другу страну онај коме се не допада нечија песма или застава. Комунални радници су префарбали тробојку у Пљевљима, док је омладина покушала да заштитила заставу. Испред мурала омладина је певала: „Устала је Црна Гора, светиња се бранит‘ мора!“ Председник Праве Црне Горе Марко Милачић открио је да је младић који је претходну ноћ брутално претучен на улици у Подгорици је Јосиф Вукићевић, матурант Гимназије у Даниловграду. Ову информацију је на свом профилу на Фејсбуку објавио је лидер Праве Црне Горе Марко Милачић. Милачић каже да претучени Вукићевић живи под Острогом и преноси да је повређени ученик и даље у болници. Лидер Праве Црне Горе поручује дечаку да је херој и да су сви уз њега. Испод ове објаве уследили су бројни коментари са жељама да се дечак што пре опорави, али и захтеви да црногорска полиција што пре открије ко су нападачи. Бројни коментари на друштвеним мрежама откривају да је Јосиф Вукићевић лакше повређен, али да има бројне повреде, хематоме и повремене несвестице. Менаџмент Управе полиције Црне Горе донио је одлуку на колегијуму да се дио Сектора специјалне полиције распореди у Центрима безбједности Бијело Поље, Беране и Пљевља, саопштено је из Управе полиције. На друштвеним мрежама већ су се појавили видео-снимци специјалних јединица црногорске полиције који су стигли у Беране. Претпоставља се да слање специјалних јединица у градове на сјеверу Црне Горе има везе са акцијом власти да се прекрече тробојке које свакодневно освићу широм црногорских градова. Владајућа Демократска партија социјалиста (ДПС) осудила је инциденте и, како тврди, учестале медијске манипулације, и позвала је надлежне да идентификују и казне особе које су претукле младића српске националности у Подгорици, а заложила се и за спуштање тензија и игнорисање верских и националних симбола. Осуђујући овакво, како кажу, вандалско понашање, ДПС је од надлежних затражила да идентификују и казне оне који су учествовали у пребијању младића. Напомињу да је дочек ватерполо репрезентације догађај велике масовности, који сам по себи носи безбедносни ризик. Ипак, кажу, све је прошло без већих последица, иако су, поред поменутог инцидента, забележене разне провокације: од гађања каменицама возила и људи који су кренули да прославе победу своје репрезентације, до вербалних напада на поједине функционере те странке. ДПС је скренуо пажњу грађанима да не наседају на разне манипулације којима су интензивно изложени. У ту сврху се, тврде из ДПС-а, манипулише верским и националним осећањима грађана и атакује на вредности које су сваком грађанину свете. Из ДПС-а изражавају уверење да ће се свака лаж на крају разоткрити и остати упамћена мрља на образу оних који су је пласирали са намерном изазивања подела и немира, а зарад директне политичке користи. Црква је јавно осудила свако насиље, ма од кога оно долазило, поручили су из Митрополије црногорско-приморске. Молимо се Богу да нам се не десе поново крвне освете које је Свети Петар мукотрпно лијечио и да се не повампирује братомржња и братоубилаштво започето у Другом свјетском рату, истичу у Митрополији. Ипак, у Митрополији закључују да је, након изјава које допиру са највиших државних адреса, јасно да су „конфликт, мржња и сукоби посљедње оружје у њиховој борби против народа“, као и да забрињава мржња која долази од појединаца у којој препознају „неодговорно понашање оних који треба данас да буду најодговорнији у Црној Гори“. Како додају — Црква јавно осуђује свако насиље, ма од кога оно долазило. У Црној Гори настављен је рат за тробојку. Док омладина и многи грађани фарбају зидове у боје историјске црногорско-српске заставе, власт налаже да ти зидови буду прекречени. Полиција чак и уз асистенцију војске радила „деликатан“ посао чувања зидова, прекречавања тробојки и уклањања застава са копаља. Ипак, Срби из Црне Горе упорно су фарбали зидове у црвено-плаво-бело. Дана 31. јануара, Предраг Вукићевић, отац Јосифа Вукићевића (19) којег је група младића претукла 27. јануара у подгоричком Сити кварту, каже да је до напада на његовог сина дошло „из чиста мира“ и да се он само задесио у погрешно време на погрешном месту. Он је у изјави за „Побједу“ додао да је догађај представљен као да је Јосиф „неком врстом провокација испровоцирао групу хулигана, створио проблем, односно довео до тога да та иста група физички насрне на њега, тј. пребије га“. Мост на Биочу на неких десетак километара од улаза у Подгорицу 1. фебруара је префарбан у боје црногорске тробојке. Колона оклопних возила црногорске полиције кренула је 4. фебруара из Подгорице, а на друштвеним мрежама појавила се информација да се крећу у разним правцима. Видео колоне полицијских оклопњака објавио је на свом профилу на Фејсбуку и Марко Милачић, лидер Праве Црне Горе. Милачић је на свом фејсбук профилу написао:
„Управо, у Подгорици покренута оклопна возила. Мило, слобода се не може угушити ни нуклеарном бомбом“.
Бројни корисници друштвених мрежа коментарисали су куда су се упутила оклопна возила црногорске полиције и да ли њихови покрети имају везе са протестима грађана који се боре за одбрану православних светиња. Како су објавиле подгоричке „Вијести“ — Управа полиције Црне Горе им је на питање да ли су њихови службеници изводили вежбу која укључује и коришћење оклопних возила, одговорила да су се „оклопна возила Управе полиције која су виђена на подгоричким улицама враћала са редовне, планске активности“.

#### Штрумпф револуција
Дана 27. јануара, директорка ОШ „Југославија“ у Бару Биљана Вукмановић казала је порталу РТЦГ да је покренула дисциплински поступак против учитељице те школе Раде Вишњић, која је ученицима на часу задала да цртају тробојку. Фотографија ученика који у рукама држе исцртане тробојке, објављена је на друштвеној мрежи Фејсбук. Она је истакла да су сви запослени у настави у обавези да „професионално раде свој посао у интересу ученика, а у складу са законским одредбама, подзаконским актима и предметним планом и програмом, што је њихов задатак и приоритет, као и заштита деце од сваког облика недозвољених и непримерених појединачних утицаја“. Учитељица Рада Вишњић због ове дечје игре претрпела је последице пошто школа је против ње покренула дисциплински поступак. Она је 29. јануара за Спутњик и Танјуг дала интервју где је објашњавала да су радови настали у понедељак на редовном часу ликовног васпитања.
„На реду је била наставна јединица — цртање украса, рекла сам деци да могу да нацртају штагод пожеле“, каже Вишњићева.
„’Све што може да послужи као украс можете да нацртате‘, баш тако сам рекла. Једна ученица је питала: ’Можемо ли да цртамо Штрумпфа‘, рекла сам: ’Зашто да не‘. Викали су од среће. Деца прате друштвене догађаје, деца само имитирају одрасле, ништа друго. Ми смо се тако лепо забавили. Штрумпфови су супер испали. Нисмо имали намеру да изазовемо провокацију, ни мржњу, већ љубав, само смо се мало поиграли“, каже учитељица.
„Па како да не знају, то је код нас пети разред, имају већ 10 година. Они све знају. Иду на литије. Наравно да све знају“, истакла је Вишњићева.
За покретање дисциплинског поступка сазнала је из медија, јер, како каже, ове недеље ради по подне, па још није видела директорку, али су се чуле.
„Замољена сам да фотографију скинем са фејсбук странице ’Не дамо светиње‘, то сам одмах учинила. Наравно, у том разговору било је и и мало шале, јер некоме сметају Штрумпфови. Неки то сада, нажалост, сматрају провокацијом. Ако падају на дечју провокацију, не знам шта да кажем“, прича нам учитељица из Бара.
Она додаје да се сматра невином и због чињенице да се у последње време апелује на просветне раднике у Црној Гори да поштују интересовања ученика.
„На свим семинарима непрекидно и упорно причају да је доста било традиционалне школе, да треба да поштујемо интересовања ученика и трендове. Мени овај тренд, тај Штрумпф, апсолутно није сметао, то је тако безазлено и слатко“, истакла је Вишњићева.
На питање да ли сматра да је окидач за овакву реакцију надлежних и њен профил на Фејсбуку, на коме је јасно да и сама присуством у литијама и молебанима учествује у одбрани светиња у Црној Гори, одговара потврдно:
„Наравно да им то смета, ово је неодобравање неистомишљеника, не свиђа им се мој став. Али мој приватни живот је потпуно одвојен од онога што радим на послу, а то што неко ово сада користи, јер му се не допада мој став, то је његов проблем. Да су боје неке друге, њима не би сметало, да је жута или зелена, не би им сметало“.
На крају разговора за Спутњик Рада Вишњић каже да ће, без обзира на последице због спорног Штрумпфа, у њеној учионици, као и до сада, владати демократија.
Фотографија дечјих радова од 28. јануара постала хит на друштвеним мрежама, док је учитељица Вишњић проглашена од стране верника и демонстраната као „херој црногорског образовања“, а Велики Штрумпф тема безброј пошалица на рачун црногорске власти и образовног система. Велики Штрумпф, којег су ученици трећег разреда Основне школе „Југославија“ у Бару нацртали у центру српске тробојке, без сумње је постао нови симбол борбе за очување српских светиња у Црној Гори. Просветари из Црне Горе масовно су се 30. јануара масовно солидарисали са Радом Вишњић, учитељицом ОШ „Југославија“ у Бару, која је суспендована са посла зато што су њени ђаци на часу ликовног цртали Штрумпфове у тробојци. Подршку учитељици дао је Југослав Благојевић, професор Гимназије „Петар Први Петровић Његош“ из Даниловграда, против кога је пре две године вођен дисциплински поступак, јер је одбио да ученицима прочита саопштење на латиници, захтевајући да школа наизменично издаје обавештења и документа и на ћириличном писму. Професор Благојевић био је суспендован, одбијено му је од плате, али се вратио на наставу. Тужио је школу и сада чека исход суђења. Он је подсетио да је ДПС недавно у Скупштини Црне Горе дао препоруке просветним радницима како да се понашају поводом актуелних дешавања у Црној Гори, али да то нико не контролише. Учитељици Вишњић подршку упутио је и Миомир Ђуришић, некадашњи директор Гимназије на Цетињу, због чијег су склањања са те функције деца 2009. године више од два месеца одбијала да иду на наставу, а режим му је замерао дружење са митрополитом црногорско-приморским Амфилохијем. Ђуришић је оценио да власт чини све да би урушила систем, али и појединца, а са друге стране води погубну политику, чији су резултати очигледни. Наставник физичког васпитања Зоран Ђуришић који ради у ОШ „Бранко Божовић“ у Подгорици, има 38 година радног стажа дао је подршку учитељици изјавивши да се не плаши се да ће због иступања у јавности остати без посла, иако сматра да то није искључено. Суспензија учитељице у Бару због цртања тробојки са штрумпфовима на часу изазвала је праву „штрумпф-револуцију“ на друштвеним мрежама. Корисници су исмејали сву апсурдност кажњавања просветне раднице, и то кроз креативне објаве. Током ноћи 30./31. јануара на друштвеној мрежи Фејсбук појавио се нови духовити пост у којем се уз инсерт из цртаног филма „Штрумпфови“, у којем „мала, плава створења“ у свом селу славе, чује чувена црногорска песма „Ој, свијетла мајска зоро“. На друштвеној мрежи Фејсбук појавио се убрзо нови духовити пост у којем се уз инсерт из цртаног филма „Штрумпфови“, у којем „мала, плава створења“ у свом селу славе, чује чувена црногорска песма „Ој, свијетла мајска зоро“. Родитељи деце која су цртала Штрумпфове на тробојци траже да се суспендована Рада Вишњић врати на наставу, јер су, како кажу, деца растројена и у шоку, пате за најдражом учитељицом, која ни за шта није крива. У мултиетничком Бару, четвртина деце у V/5 су муслимани, а учитељица има подршку свих родитеља, који су се вечерас састали да се договоре како да је врате у школу. Траже хитан састанак са директорком. Едиса Шкријељ, мајка једне од девојчица које су цртале Великог Штрумпфа, каже да је реч о изузетном педагогу. Она додаје да је њена ћерка потврдила да су мотив цртежа предложила деца, да нема проблем са цртањем било чије заставе и да није политички опредељена. Александра Вукчевић, мајка једног дечака, каже да родитељи траже хитан састанак са директорком у понедељак. Додаје да су се родитељи састали зато што су за суспензију сазнали од деце и из медија. Учитељици Раду Вишњић из ОШ „Југославија“ стигла је и подршка просветних радника који су такође били жртве режима у Подгорици, јер су тражили да српски језик остане у школама у Црној Гори. Ујутру 1. фебруара у селу Адровићи изнад Пљеваља, по налогу полиције, копа се канал на граници са Србијом, преносе „Пљеваљске новине“. Лист наводи да није добио званичан одговор од МУП-а зашто се у селу копа канал на граници са Србијом. Земљани насипи настали копањем канала високи су до неколико метара, а грађани нагађају да канал треба да послужи као запрека од неконтролисаног преласка и шверца на том делу границе између Србије и Црне Горе или да спречи доласке верника на литије Српске православне цркве, пишу „Пљеваљске новине“. Директор Локаних путева Драган Јововић потврдио је да су Локални путеви извођач радова на копању канала у Адровићима, а да је инвеститор радова Полиција. Влада Црне Горе саопштила је истог дана да се копање канала на граници са Србијом изводи у складу са предвиђеном динамиком коју су усагласиле две државе и да се заправо ради „о запречавању тзв. дивљих прелаза на државној граници Црне Горе и Републике Србије“. Тим саопштењем је Влада Црне Горе реаговала на информацију да је протеклих дана почело „по налогу полиције“ копање канала на граници са Србијом, како би се наводно „спречио долазак верника из Србије на литије“. Влада Црне Горе наводи да је са Србијом од 7. марта 2011. године водила преговоре који су резултирали закључењем међудржавног Споразума о регулисању режима пограничног саобраћаја и више споразума о граничним прелазима и пограничном саобраћају између Црне Горе и Републике Србије. Радови на запречавању путева погодних за незаконит прелазак границе изводе се са црногорске стране у складу са закључцима Мешовите комисије и у складу са раније предузетим припремама, додаје се у саопштењу. Влада Црне Горе истиче да су сви гранични прелази између Црне Горе и Републике Србије отворени и да се на њима саобраћај одвија без сметњи. Посланик владајуће већине у Скупштини Црне Горе Андрија Поповић рекао је да Црна Гора неће дозволити, без обзира на намеру Српске православне цркве (СПЦ) и њених помагача, да се од државе направи нека православна џамахирија, поручио је председник Либералне партије и посланик владајуће већине. У интервјуу за агенцију „МИНА“ он се запитао понавља ли се историја и прети ли Црној Гори државни слом попут оног из 1918. или 1989. године. Он сматра да су објективна очекивања да ће државни врх и црногорска законодавна, извршна и судска власт бити сада на висини задатка, да неће подлећи притисцима и уценама, као и да неће истаћи „белу заставу“ као њени претходници 1918. и 1989. године. Казао је да СПЦ са својим црногорским политичким сателитима, уз нескривену подршку Србије и Републике Српске, има два велика циља. Додао је да је незадовољство законом о слободи вероисповести само покриће за праву хистерију, хомогенизацију, покушај ревизије референдума из 2006. године и остварења два поменута велика циља. Како је навео, полазећи од одлучности да су слободни и равноправни грађани, припадници народа и националних мањина који живе у Црној Гори: Црногорци, Срби, Бошњаци, Албанци, Муслимани, Хрвати, Роми и други, који је поштују и воле, привржени демократској и грађанској држави, готово су никакве шансе да се политички валоризује актуелна „тиха окупација“ Црне Горе. Из Митрополије црногорско-приморске саопштили су: "Поново смо од наше браће која су тренутно на власти у Црној Гори ових дана изложени новим подметањима, неистинама и етикетирању". Из Митрополије су казали да се нарочито ових дана труде да творе искључиво дело Божје, јер то дубоко осећају. Увече је осванула тробојка и на једном кошаркашком терену у Пљевљима. У току цртања тробојке поред терена се у једном моменту појавила и полиција, која се понашала професионално. Окупљени су прилазили полицији и жалили се да су их претходне вечери лица са фантомкама, дугим цевима и без идентификације на униформама претресала, заустављала и понашала се врло непрофесионално. Они су полицији изнели сумње да су та лица „доведена са стране“. Вођа патроле полиције их је саслушао и упутио на начелника Центра безбедности у граду, након чега су полицајци отишли. На снимку који је на свом Фејсбук профилу објавио Марко Милачић, лидер Праве Црне Горе, види се група грађана поред осликаног терена како певају песму „Устала је Црна Гора...“. Један домаћин у насељу Кличево у Никшићу на својствен начин послао је поруку свим верницима, тако што је своју земљу узорао у облику оцила. У пљеваљском селу Андровићи близу границе са Србијом грађани су 3. фебруара блокирали машине које прекопавају путеве и праве канал. Како је порталу „Вијести“ речено у црногорској полицији, то је раније договорено и нема никакве везе са одржавањем литија, а пут је прекопан ради сузбијања илегалних прелазака. Канал дубок око метар и по и широк око три метра ископало је пљеваљско предузеће за одржавање локалних путева целом дужином пута, а на захтев полиције. Међутим, многи грађани Пљеваља и опозиционе политичке странке сумњали су да је то урађено да би се спречио долазак грађана на литије. Како се наводи, огорчење мештана изазвало је то што је због радова дошло до кидања водоводних цеви, па су они остали без воде. Родитељи деце која су цртала Штрумпфове на тробојци нису на данашњем састанку са директорком школе успели да изнесу свој захтев да се суспендована учитељица Рада Вишњић одмах врати у школу. Директорка ОШ „Југославија“ у Бару Биљана Вукмановић није желела да преговара, јер се у школи појавила мања група родитеља. Поред тога што је захтевала да на састанак дођу сви родитељи, од њихових представника затражила је да се у међувремену не обраћају медијима. У медијима се додаје да ће подршку у случају у коме највише трпе деца која пате због њене суспензије затражити од барског имама, али и од надбискупа, јер, како каже — они су сведоци да се више од три деценије залаже за добре односе у мултинационалном Бару. Она је изјавила да је готово сигурна да ће је добити, јер су представници других вера у Црној Гори и у случају спорног Закона о слободи вероисповести, који прети да отме имовину Српској православној цркви, показали да су уз истину и правду, својим учешћем у литијама и молебанима. У мултиетничком Бару, четвртина деце у разреду су муслимани, а Вишњићева има и подршку родитеља деце католика. Увече је полиција издала наређење да се у Пљевљима тробојка са игралишта уклони, међутим, радници Градске чистоће и Комуналне полиције, на челу са својим шефовима, рекли су да неће то да учине и одбили су наређење“. На позив пљеваљске полиције да уклони гигантски мурал — тробојку са кошаркашког игралишта, директор Градске чистоће Саша Јечменица одбио је да то учини. Наводно је и начелник Комуналне полиције Бојан Бајчета такође одбио наређење пљеваљске полиције да прекречи оно што је пљеваљска омладина у суботу 1. фебруара увече украсила кошаркашки стадион бојама тробојке — црвеном, плавом и белом и тако се прикључила „тробојка револуцији“.

### Велике литије у фебруару и марту

#### Седма масовна литија 2. фебруара 2020.
Пљевљаци кренули су 1. фебруара увече у најдужу литију до тада у Црној Гори. Њих 17 пешке ће прећи 82 километра до Бијелог Поља, где ће учествовати у литији кроз град Светих апостола Петра и Павла. Сутрадан 2. фебруара седамнаест људи који су синоћ кренули из Пљеваља на литију у Бијело Поље дочекивани су срдачно током целог пута, дугог 84 километра. У Павином Пољу групу људи је по старом црногорском обичају дочекала бака са боцом ракије. На Рибаревинама је уморне вернике дочекало ново освежење. Младићима, како су и сами казали, пут није тешко пао, јер су сви верници који су се заклели да ће бранити светиње својим животима. Када су настављали пут, она их је испратила речима: „Да се здраво вратите.“. Горњовасојевићка литија, дуга 30 км, кренула је ка Беранама. Литији ће се прикључивати грађани Крушева, Улотине, Горњих Луга, Грачанице и Сутјеске. Истовремено и грађани Бањана кренули су на пут дуг 50 километара. На даљем путу ка Беранама придруживаће се грађани Присоја, Сеоца, Забрђа, Трешњева и Трепче, док ће се литија која креће из Шекулара и Ријеке Марсенића прикључити у 13.15 часова, одакле се наставља према Виничкој, која се прикључује у 14.30 и Бучу, где се очекује да литија стигне у 15.30 часова. Из манастира Косијерова у Бањанима кренула је и литија до Никшића. Молитвена колона прећи ће пут дуг 50 километара. „Пљеваљски одбор за одбрану светиња“ саопштио је да је на граничном прелазу „Ранче“ задржан епископ будимљанско-никшићки Јоаникије. Драган Гачевић, предсједник мјесне заједнице Козица, прешао је бос пут од манастира Дубочице до Пљеваља. Пут дуг 15 километара му није био тежак. То је учинио из поштовања према светим реликвијама које су свештеници носили на челу литије. Грађани из околних места окупили су се у центру града, као и прошлог четвртка. У овом граду на крајњем северу Црне Горе одржавају се најбројније литије од почетка усвајања Закона о слободи вероисповести. Према неким проценама, вечерас је изашло више од 20.000 људи. Црногорска полиција саопштила је данас да је епископ будимљанско-никшићки Јоаникије задржан на граници по редовној граничној процедури. Владика је раније за „Новости“ рекао да је заустављање на граничном прелазу Ранче било непријатно, упркос чињеници, како је додао, што су се полицајци коректно понашали и што је све трајало око пет минута. Бијело Поље је већ традиционално први град одакле су почињале литије за одбрану светиња у Црној Гори. Како се претпоставља, од Цркве Светих апостола Петра и Павла до Цркве Светог Николе прошетало је преко 30.000 људи. Становници Берана, Андријевице, Мурина, Плава и других околних места слегли су се испред манастира Ђурђеви ступови. У Беранама су од почетка окупљања биле најбројније литије. Грађани Херцег Новог и околних места окупили су се код манастира Савина. Ни Будва није изостала у одбрани светиња. Литију и борбу Будвана против Закона о слободи вјероисповјести подржао је почасни грађанин Будве Новак Ђоковић. Свештеник Борис Радовић казао је да је Ђоковић телефонски дао подршку у разговору са градоначелником Марком Царевићем, преносе Вијести. Литију је предводио ректор Цетињске богословије, Гојко Перовић. Црна Гора је 2. фебруара увече оборила рекорд тако што до тада никад у својој историји није изашло више људи на црногорске улице. Литије су кренуле од раних јутарњих сати из Косијерева, Горњих Васојевића, Даниловграда, Вранеша... Као реке су се слиле у велики слив верника у свим већим градовима Црне Горе. Према неким проценама, радило се о више од 200.000 људи. Кошаркаш Никола Миротић увече се огласио путем видео бима током литије у Подгорици. Кошаркаш Никола Миротић вечерас се огласио путем видео бима током литије у Подгорици. Од 40.000 до 60.000 грађана је било испред Храмом Христовог васкрсења кад им је кошаркаш Барселоне упутио подршку.

### Пандемија вируса корона у Црној Гори (17. март - 12. мај)
На дан 17. марта 2020. у Црној Гори су откривени први случајеви вируса корона, који је изазвао епидемију у свијету. Први случај у Европи забиљежен је 21. јануара, док је у Србији први случај забиљежен 6. марта. Црна Гора је последња држава у Европи у којој је забиљежен вирус. Вирус је потврђен код двије жене рођене 1948. и 1973. године, које су у Црну Гору дошле из иностранства. Једна из Шпаније, друга из Сједињених Америчких Држава, која није била под надзором, јер САД нису биле на списку ризичних држава.
Лабораторије Института за јавно здравље Црне Горе данас су потврдиле прве случајеве инфекције новим корона вирусом у Црној Гори. Пацијенти су женског пола, рођени 1948. и 1973. године, и оба су током претходног периода боравиле у подручјима погођеним епидемијом. Обје пацијенткиње су стабилног здравственог стања. Црна Гора је успјешно одолијевала, скоро три мјесеца након првог забиљеженог случаја у Европи.— Душко Марковић, премијер Црне Горе, на конференцији за медије.
Након регистровања још шест случајева, 18. марта, укинут је сав такси превоз, док је забрањен рад свих стоматолошких ординација. Дана 19. марта, забрањен је превоз више од двије одрасле особе у истом аутомобилу.
Дана 22. марта 2020. потврђен је први смртни случај од вируса корона у Црној Гори. Ради се о мушкарцу старом 65 година из Херцег Новог, који је вирус добио два дана раније, а почетком мјесеца боравио је у Србији. Истог дана потврђен је вирус код још пет особа.

### Наставак литија и ескалација сукоба (12. мај - 16. мај)

#### Најава нових литија и емитовање Томпсона на РТЦГ
Дана 9. маја, Митрополит црногорско-приморски Амфилохије, најавио је да ће за Дан светог Василија Острошког служити литургију у манастиру Острог. Оценио је да је свети Василије "најбоља вакцина против многих корона". Додао је да ће, ипак, епископ будимљанско-никшићки Јоаникије одлучити хоће ли и ове године бити одржана традиционална свенародна Световасилијевска литија кроз Никшић или ће због привремених мера бити прекинута традиција. Истога дана у Јутарњем програму РТЦГ је емитована песма Марка Перковића Томпсона. Колегијум Телевизије Црне Горе саопштио је да је у Јутарњем програму грешком емитована нумера проусташког хрватског естрадног музичара Марка Перковића Томпсона. Колегијум је, уз жаљење због грешке, напоменуо да је у Јутарњем програму било преко сат времена разговора и репортажа, управо на тему антифашизма и подсећања на Дан победе, и то с релевантним гостима. У Савету РТЦГ кажу да је емитовање нумера аутора попут Марка Перковића Томпсона само по себи скандалозно, а посебно на Дан победе над фашизмом, односно на Дан Европе која и развија идеју слободе. Одговорност за емитовање нумере хрватског музичара Марка Перковића у Јутарњем програму Радио-телевизије Црне Горе (РТЦГ) мора бити утврђена, јер је реч о пропусту који не сме бити окарактерисан као безазлен, навели су из Савета РТЦГ. Следећег дана Митрополит црногорско-приморски Амфилохије поручио је да ће Митрополија испоштовати све мере Владе у вези са пандемијом коронавируса, али је замолио грађане, вернике и све представнике власти и полиције да сутра и прекoсутра заједнички испоштују Светог Василија Острошког. У понедељак 11. маја, Митрополит црногорско-приморски Амфилохије, владика будимљанско-никшићки Јоаникије и Правни савет МЦП поручили су у заједничком саопштењу да ће предузети мере да се, због будућих случајева, неодложно поништи неуставна и незаконита одредба Наредбе за предузимање привремених мера за спречавање уношења у земљу, сузбијање и спречавање преношења новог коронавируса. Истакли су да је у једном њеном делу, који се тиче укидања и поништавања верских права грађана, она грубо супротстављена обавезујућим међународноправним актима које је Црна Гора ратификовала и који су за њу обавезујући. Подсетили су да су МЦП и Епархија будимљанско-никшићка у претходном периоду, у више својих саопштења указале на политичке, идеолошке и медијске аспекте поражавајућих атака на право на слободу вероисповести и говора мржње против Цркве, свештенства и верника. Указали су да је црногорска власт током епидемије коронавируса наставила сурови обрачун са Црквом уз застрашивање грађана и утеривање страха у њих као у најгора времена једнопартијске тоталитарне идеологије и режима. Набрајајући неуставно и незаконито деловање Управе полиције током протекла два месеца, од 13. марта до 9. априла, за које кажу да је било катастрофално, у изјави су истакли да ниједан верски тренутак, чак ни када су у питању сахране преминулих, није био вредан људске пажње и елементарног поштовања. У изјави су истакли да се у овом случају никако не ради о ограничењу права ради заштите здравља него о несразмерним, усменим мерама и то у обиму који не допуштају међународноправни акти и Устав Црне Горе. Истога дана грађани Црне Горе пожалили су се да им полиција не дозвољава да аутомобилима прођу ка манастиру Острог и да их легитимишу при уласку и изласку из Храма Христовог васкрсења у Подгорици. Једном од црногорских грађана није дозвољено ни да уђе у двориште сеоске цркве. Поменуте притужбе грађана добио је Савет за грађанску контролу рада полиције и одмах кренуо у проверу. Наведено је да су све притужбе узете у обзир и да су и покренути поступци одговарајућих провера. Истакли су да од Управе полиције очекују детаљне информације о предузетим мерама и радњама.

#### Литургија, хапшење свештеника и ескалација у уличне сукобе
У центру Берана 11. маја увече је замало дошло до инцидента између групе грађана који су узвикивали "Не дамо светиње", "Не дамо свештенике" и полиције, јавио је "Радио Беране". Како је пренео портал ЦдМ, полиција је привела неколико младића. Како се наводи, група грађана је најпре аутомобилима кружила по граду са сиренама, а онда су се паркирали у центру. Када је полиција реаговала и кренула према њима, грађани су наставили да скандирају. У тренутку када су им се придружили грађани из главне улице, полиција се повукла на место где уобичајено патролира. Неки од грађана који су учествовали у протесту рекли су да су то чинили у знак подршке петорици свештеника манастира Ђурђеви ступови који су због литије на Ђурђевдан привођени у полицију и против којих су поднете кривичне пријаве. Њима је наложено да се 18. маја јаве у црногорско Основно државно тужилаштво. Дана 12. маја, Архиепископ цетињски и митрополит црногорско приморски Амфилохије служио је у манастиру Острог литургију поводом дана Светог Василија Острошког и пожелео да се исцеле сви вируси, а посебно, како је рекао "вирус братомржње и братских несрећа". Митрополит је посебну радост изразио због великог броја младих који су дошли у Острог. Након литургије митрополит је окупљеним верницима рекао да је "најбоља вакцина за исцељење свих вируса и оних духовних, душевних и телесних - Свети Василије". Истакао је да је добро да научници пронађу вакцину против вируса, али док се та вакцина не пронађе ту је, казао је, Свети Василије, "вакцина која делује кроз векове". Полиција у току дана није заустављала грађане који су ишли у манастир Острог да се поклоне моштима Светог Василија Острошког. Као и претходних година, грађани су морали да аутомобиле оставе код цркве Светог Станка одакле су манастирским превозом или пешке ишли до Горњег манастира. Из манастира су замолили грађане, који се налазе и изван капија манастира, да стану у два реда како би држали прописану дистанцу, а редари су им делили маске. Увече 12. маја Српска православна црква, поводом спорног Закона о слободи вероисповести, организовала је у Никшићу литију, којој су присуствовали бројни верници. Директор црногорске полиције Веселин Вељовић упозорио да је тим скупом прекршена наредба о забрани окупљања и да ће организатори бити процесуирани. Епископ будимљанско-никшићки Јоаникије и свештеник Остоја Кнежевић ухапшени су око поноћи, а од два сата после поноћи налазе у Основном тужилаштву у Никшићу, где су доведени пошто су четири сата давали изјаве поводом литије у том граду. Претходно у Тужилаштво доведена седморица свештеника СПЦ. 
Никшићка полиција у Парохијском дому је око 22 сата уручила налоге за саслушања владики Јоаникију и седморици свештеника, како би прикупили информације о данашњој литији у том граду. Владика Јоаникије и свештеници су, након тога, четири сата провели у полицијској станици, после чега су одведени у Тужилаштво у Никшићу. Акција полиције уследила је непосредно пошто је црногорско Национално координационо тело за заразне болести затражило хитну реакцију Тужилаштва после литије у Никшићу. Испред Парохијског дома окупио се и велики број грађана који скандирају: "Не дамо светиње, не дамо владику"... Како су свештеници раније казали Вијестима, полиција жели да их до станице полиције одвезе марицом. Подгоричке Вијести јавиле су да су двојица свештеника СПЦ позвана на информативни разговор у Бијелом Пољу. Портал ИН4С јавио је да је један свештеник приведен у полицијску станицу у Тивту. Српска православна црква је у Никшићу организовала литургију и литију на празник Светог Василија Острошког на којој се окупио већи број грађана, упркос забрани јавних окупљања. Вршилац дужности врховног државног тужиоца Ивица Станковић подсетио је све вернике да је након ублажавања мера, обављање верских обреда омогућено искључиво уз поштовање препорука Националног координационог тела и наредби Министарства здравља. Станковић је подсетио да је за најтеже последице изазване кривичним делима против здравља људи прописана казна затвора и до 12 година. Наредног дана 13. маја у Никшићу, Пљевљима, Беранама и Будви организовани су протести због хапшења епископа будимљанско-никшићког Јоаникија и седморице свештеника Српске православне цркве. Током дана су јаке полицијске снаге сузавцем и употребом силе разбиле блокаду магистралног пута код Андријевице и том приликом ухапшено је више људи. Медији јављају да су грађани опет блокирали тај пут. Реаговале су политичке странке и у Србији и у Црној Гори. Парламентарне опозиционе странке и појединци оштро су осудили хапшење владике будимљанско-никшићког Јоаникија и седам свештеника Митрополије црногорско-приморске СПЦ и траже њихово хитно пуштање из затвора. Владајући ДПС саопштио је да је никшићка литија поводом празника Светог Василија Острошког "смишљена политичка провокација подведена под форму црквеног скупа". Портпарол ДПС Милош Николић наводи да је то био само један у низу сличних догађаја, са крајњим циљем "изазивања политичке и економске дестабилизације земље", који је јуче директно угрозио здравље и животе грађана Никшића али и целе Црне Горе. Социјалистичка народна партија је поручила да је оно што је режим синоћ демонстрирао у Никшићу очигледна и већ проглашена диктатура и позив на сукобе са народом, црквом и својом традицијом. Они питају да ли су људи из Савета за контролу рада полиције изабрани да прате рад полиције или су постали прави полицијски "доушници и жбири", па ревносно јављају полицији ситуацију на терену, квалификују и доносе оцене о народним, верским окупљањима. Демократска Црна Гора позвала је све своје одборнике у локалним скупштинама да одмах напусте рад пленарних заседања, све до пуштања на слободу епископа Јоаникија и свештеника. Такође, позвали су посланике опозиције да одмах напусте рад у пленуму и свим радним телима Скупштине Црне Горе све до, како наводе, стварања услова за поштовање Устава, закона, загарантованих људских права и слобода и слободних избора у Црној Гори. Лидер Демократског фронта Андрија Мандић рекао је да свештенство Митрополије црногорско приморске "улаже напоре да ублажи оправдани бијес код православних хришћана у Црној Гори". Тражио од председника Скупштине Црне Горе, Ивана Брајовића, да се одржи Колегијум председника Скупштине како би се пронашао начин за превазилажење "проблема". Демократски фронт (ДФ) објавио је да очекује од председника Скупштине да их обавести да ли ће владика Јоаникије и остали свештеници Митрополије црногорско-приморске бити пуштени из притвора од чега ће зависити да наставак данашње седнице парламента Велики број грађана Андријевице од 11 сати поставио је блокаду магистралног пута Беране - Андријевица - Плав. Блокада је направљена аутомобилима на улазу у Андријевицу, код бивше фабрике "Соко Штарк". Грађани су поручили да су се на тај потез одлучили у знак протеста против хапшења владике Јоаникија. Савет за грађанску контролу рада полиције саопштио је да прати, по сопственој иницијативи, поступање полицијских службеника и поштовање права задржаних особа у Центру безбједности (ЦБ) Никшић. Савет, како су навели, није примио ниједну притужбу у вези са поступањем полиције у Никшићу и на сталној вези са начелником ЦБ Тихомиром Горановићем. "Савјет је обавијештен да је у записнику обавјештења прикупљеног од свештеника О.К. његов правни заступник констатовао примједбу на поступање полицијских службеника приликом уручења позива и довођења у службене просторије. Савјет је с тим у вези информисан да се свештеник О.К. одазвао позиву и самостално дошао приватним моторним возилом, а не службеним возилом полиције". Држава Црна Гора неће дозволити ни по коју цену да се здравље грађана угрози, поручио је председник Скупштине Иван Брајовић, уочи седнице Колегијума, преноси РТЦГ. "У овој држави ће се поштовати закон и правила и свако ће радити свој посао и неће никога спречавати у томе да води рачуна да се сачува достигнуће које смо сви заједно достигли, а то је да ми, ако буде среће за који дан изађемо из ове кризе, да не буде заражених", поручио је Брајовић. Седницу Колегијума председника Скупштине затражио је лидер НСД и посланик ДФ-а Андрија Мандић, а поводом одређивања притвора свештеницима у Никшићу. Како сазнаје Антена М, седница Колегијума је одржана, а Демократски фронт тражио је да у Парламент дођу в. д. ВДТ Ивица Станковић и министар унутрашњих послова Мевлудин Нухоџић, како би дали информације посланицима о привођењу епископа Јоаникија и седам свештеника епархије никшићко-будимљанске. Јаке полицијске снаге су око 14 часова сузавцем и употребом силе разбиле блокаду магистралног пута код Андријевице. Они су ухапсили више учесника протеста. Грађани Андријевице су од једанаест сати држали под блокадом пут Беране-Андријевица-Плав. Блокада је направљена аутомобилима на улазу у Андријевицу, код бивше фабрике "Соко Штарк". Један од лидера Демократског фронта, Андрија Мандић, рекао је да су планирали да позову све православне вернике да изађу на улице и блокирају све путеве док се на слободу не пусти епископ будимљанско-никшићки Јоаникије са свештеницима, али да су одустали након позива митрополита црногорско-приморског Амфилохија и Епископског савета Српске православне цркве у Црној Гори. Три особе ухапшене су током блокаде регионалног пута Беране–Андријевица. Саобраћај је, након интервенције полиције, нормализован. Грађани Андријевице окупили су се испред полиције где траже пуштање троје ухапшених. Након саслушања у никшићком Тужилаштву, у притвору је задржано осам свештеника и епископ будимљанско-никшићки Јоаникије. Одбијене су жалбе на притвор. Током саслушања негирали су кривицу. С друге стране Тужилаштво позива на поштовање важећих наредби Министарства здравља, наводећи да недодирљивих неће бити. Грађани су се увече око 21 сат у Никшићу окупили испред Центра безбедности у том граду, тражећи да се епископ будимљанско-никшићки Јоаникије пусти из притвора. Након окупљања кренули су у протестну шетњу, а полиција је бацила сузавац и разбила блокаду. Нереда је било и у Пљевљима где је дошло до инцидента између грађана и полиције. Црногорска полиција наводи да су окупљени грађани напали полицијске службенике и у њиховом правцу бацали каменице, стаклене флаше и пиротехничка средства, као и да су два службеника Центра безбедности Пљевља повређена. Додају да је полиција употребила сузавац, као и да је у току привођење више лица одговорних за инциденте. Грађани су се окупили и у Беранама. У Будви је организована мирна протестна шетња. Полиција је у Никшићу привела и новинара Вечерњих новости Велишу Кадића који је снимао, иако их је фото-репортер листа Дан Жељко Шапурић упозоравао да је реч о новинару. Кадић је тврдио да је ухапшен у моменту када је покушао да сними како два полицајца вуку једног момка, који је пружао отпор. У полицији су избрисали све снимке са телефона, а након што је дао изјаву у Центру безбедности у Никшићу, пуштен је на слободу. Полицијски и судски органи црногорске власти превршили су сваку меру својим насилним понашањем и очигледном једностраношћу и селективношћу у поступању, поручио је ректор Цетињске богословије Гојко Перовић. Велики број грађана Андријевице поново је блокирао пут Беране–Андријевца, на месту блокаде која је раније данас разбијена. Тај портал је објавио и снимак на којем полицајци под пуном опремом за разбијање демонстрација туку младића у Пљевљима. У нередима на улицама Никшића повређена 22 полицајца и да је реч о лакшим повредама.. Након нереда у појединим градовима у Црној Гори, црногорска Управа полиције је издала саопштење у којем наводи да ће на све облике насиља ефикасно одговорити. У саопштењу црногорске Управе полиције наведено је да су током дана и у вечерњим сатима у више градова процесуирана лица која су се "окупљала супротно наредбама Министарства здравља и изазвала нереде". Истакнуто је да су окупљени грађани оштетили службена возила и опрему док су поједине групе изгредника у Никшићу уништавале и градски мобилијар, а да је полиција у Никшићу, спроводећи контролу актера протестних дешавања, пронашла и хладно оружје – секиру и нож. Особе одговорне за организовање окупљања и актери инцидената биће идентификовани, лоцирани и спроведени пред лице правде, наведено је у саопштењу. У Пљевљима су припадници полиције привели девет лица од којих је један ухапшен због кривичног дела напад на службено лице у вршењу службене дужности, пет лица је процесуирано због почињених прекршаја из Закона о јавном реду и миру. Група грађана је, како се наводи у саопштењу, каменовала и зграду Министарства унутрашњих послова где су поломљена и стакла на прозорима зграде. Пљеваљска полиција има сазнања ко су организатори инцидената и интензивно се ради на њиховом лоцирању и процесуирању, наведено је у саопштењу. Три лица су у Подгорици лишена слободе, једно за кривично дело непоступање по здравственим прописима за сузбијање опасне заразне болести, једно за прекршај из чл. 23 Закона о јавном реду и миру и треће због напада на полицијског службеника. Истакнуто је да су оперативним и превентивним радом полиције на територији главног града Црне Горе спречена недозвољена јавна окупљања и изазивање нереда. Пет лица је лишено слободе у Андријевици због сумње да су извршила кривично дело напад на службено лице у вршењу службене дужности. Наведено је да су ова лица блокирала регионални пут Беране–Андријевица, те да је са те локације полиција након разбијања блокаде пута привела 12 лица. Једна особа је ухапшена у Херцег Новом, а терети се за прекршај из члана 7 Закона о јавном реду и миру. Будванска полиција је због организованих колона возила ноћ пре, које су се кретале кроз град, у Центар безбедности позвала 25 лица, од тог броја 14 особа је санкционисано због почињеног прекршаја из Закона о безбедности саобраћаја на путевима. Сутрадан 14. маја, Црногорска Управа полиције саопштила је да ухапшена особа за коју се сумња да је покушала да организује окупљање што већег броја грађана испред Храма Христовог васкрсења у Подгорици. Полиција је у Подгорици лишила слободе Б. В. због сумње да је извршио кривично дело непоступање по здравственим прописима за сузбијање опасне заразне болести. Сумња се да је Б. В. у договору са М. Б., Б.Б. и другим лицима, покушао да организује окупљање грађана у што већем броју испред Храма Христовог васкрсења у Подгорици. Након извршеног вештачења и форензичке анализе мобилног телефона В. Б. прикупљени су материјални докази и он је лишен слободе. Др Владимир Добричанин поднео је оставку на чланство у црногорском Савету за грађанску контролу рада полиције. "Сигуран сам да употреба хемијских средстава за онемогућавање шетњи грађана, ма шта узвикивали и ма коме се обраћали, не треба бити оправдана". Каже да је сигуран да употреба хемијских средстава за онемогућавање шетњи грађана, ма шта узвикивали и ма коме се обраћали, не треба бити оправдана. Према његовим речима, притварање епископа Јоаникија и осам свештеника је нецивилизацијски чин који нема оправдања. Подсећа да Хипократова заклетва обавезује 24 сата. У више градова Црне Горе одржани су протести због хапшења епископа будимљанско-никшићког Јоаникија и осморице свештеника Српске православне цркве у Никшићу. Митрополит црногорско-приморски Амфилохије позвао је на повратак братској слози. Уз захтев за ослобађање епископа Јоаникија и свештеника, поручио је да ухапсе њега и да, ако је крив, суде њему. Митрополит Амфилохије је рекао да се за празник Светог Василија обратио народу од ћивота Светог Василија позивајући да се заједнички прослави тај велики светитељ, а да је јуче упућено саопштење за јавност у коме су замољене државне власти да невино затворене владику Јоаникија и свештенике под хитно ослободе из затвора. Према његовим речима, нажалост, "власт то није поштовала и зато је дошло до синоћњих збивања у Црној Гори гдје су настрадали вјерници, она дјеца која су пребијена у Пљевљима и у исто вријеме чувари реда, што је трагично за све нас, трагично за Црну Гору, трагично пред свијетом и Европом". Истиче да као наследник Светог Петра Цетињског осећа обавезу да у његово име позове на братску љубав, како би завладала љубав у Црној Гори. Додао је и да, када је устоличен као митрополит, у беседи је рекао да је дошао да мири, не само живе међу собом него и да мири живе са мртвима и мртве да мири међу собом. Зато, каже, моли и садашњу власт у Црној Гори да "престане да злоупотребљава саму себе и органе власти против народа". Истиче да литије немају везе са, како је напоменуо, политикантством, већ су то литије "народа који се догодио, који се вратио и хоће да се врати ћивоту Светога Петра и моштима Светога Василија Острошкога и да ходи њиховим путем". Правни експерти Епархије будимљанско-никшићке објаснили су зашто је незаконито да владика Јоаникије и свештеници буду у притвору. Премијер Црне Горе Душко Марковић је оценио да је у протекла два дана у више црногорских градова дошло до масовног кршења здравствених наредби и мера, да је Црна Гора изложена бруталном нападу који може имати несагледиве последице по здравље грађана и да ће Влада извршити уставну дужност и одбранити националне интересе. Лидери црногорске опозиције Демократског фронта и Демократске Црне Горе оштро су реаговали на задржавање у притвору епископа будимљанско-никшићког Јоаникија и осморице свештеника никшићког саборног храма. Један од лидера Демократског фронта, Андрија Мандић, запретио је да уколико епископ будимљанско-никшићки Јоаникије буде послат у затвор у Спужу, неће у име странке имати никакву обавезу према обећању датом митрополиту црногорско-приморском Амфилохију, већ да ће тражити од њега да заједно позову Црну Гору да се то не дозволи. Мандић је рекао да је информацију да ће епископ Јоаникије бити пребачен у Истражни затвор у Спужу добио од посланика Будимира Алексића. Посланик опозиционог Демократског фронта Небојша Медојевић изјавио је у парламенту да два пута воде изласку из актуелне ситуације у Црној Гори, политички и оружани. Он је упитао шта је требало полицији у Пљевљима и Никшићу да "туче народ", наводећи да је члан Покрета за промене Огњен Мијатовић брутално претучен без повода. Демократска Црна Гора позвала је грађане да, како је саопштено "не слушају позиве на немире, свађу, братомржњу и братоубилаштво" који долазе од премијера Душка Марковића и "других реликата прошлости". У саопштењу наводе да "свима звијезда водиља буду поруке љубави и мира које је данас упутио челник Митрополије црногорско-приморске". Као и претходне ноћи грађани су се окупили испред Центра безбедности у Никшићу, тражећи да се епископ будимљанско-никшићки Јоаникије пусти из притвора. Грађани су се окупили и испред храма у Подгорици где је служен молебан. Будвани прошетали улицама тог града у знак протеста због хапшења епископа Јоаникија. На улици распоредили припадници полиције и жандармерије које су окупљени грађани поздравили аплаузом. Окупљени су узвикивали "Не дамо светиње", "Не дамо владику", "Милицијо наша мила, не слушајте више Мила". У Саборном храму Светог Василија Острошког и вечерас је служен молебан, након којег се окупљеним вјерницима обратио игуман манастира Бијела Исаија Крговић. У храму Христовог васкрсења у Подгорици је служен молебан због хапшења епископа будимљанско-никшићког Јоаникија и осам никшићких свештеника, пренеле су Вијести. РТЦГ преноси писање Побједе да су се грађани после молебна разишли. Ректор Цетињске богословије Гојко Перовић рекао је да ће се и наредног дана опет окупити ако свештеници не буду пуштени. Подсетио је на речи митрополита Амфилохија да ако кога треба некога да хапсе - нека хапсе прво њега, али да то остали свештеници неће дозволити. Грађани су због хапшења епископа Јоаникија протестовали у Беранама. Протест је почео око 20 часова окупљањем у центру града. Окупљени су се потом упутили према манастиру Ђурђеви ступови. Протест је одржан и у Пљевљима. У том граду је мања група младића гађала камењем полицију, која вечерас, за разлику од синоћ, није бацила сузавац, преносе Вијести. Више стотина Будвана и вечерас је у протестној шетњи у знак протеста због хапшења епископа будимљанско-никшићког Јоаникија и осам никшићких свештеника. Грађани Бијелог Поља и вечерас су се окупили у центру града како би исказали незадовољство, због хапшења епископа будимљанско-никшићког Јоаникија и осам никшићких свештеника. Полиција је у Херцег Новом ухапсила две особе за која се сумња да су извршили кривично дело позивање на отпор. Наредног дана 15. маја испред Основног суда у Никшићу окупили су се грађани који су дошли да дају подршку епископу будимљанско-никшићком Јоаникију. Чули су да ће владика бити саслушан, али су адвокати рекли да ће бити испитана само два сведока. Епископу је због литије која је одржана на дан Светог Василија Острошког одређено задржавање до 72 сата. Грађани су се јутрос након девет часова окупили испред Основног суда у Никшићу како би дали подршку епископу будимљанско-никшићком Јоаникију, коме је због литије која је одржана на дан Светог Василија Острошког у граду под Требјесом, одређено задржавање до 72 сата. Поред њега, у притвору су се налазили и свештеници Слободан Јокић, Данило Зиројевић, Жељко Ројевић, Остоја Кнежевић, Мирко Вукотић, Василије Брборић, Драган Крушић и Никола Маројевић. Стево Шекарић из Основног тужилаштва истакао је да је у току спровођење одређених истражних радњи, саслушање одређених сведока и комплетирање изузете видео-документације. Одлука о даљем току предмета биће, како је казао, донета у законским роковима. Око 11 сати пре подне завршено је узимање изјава од сведока, а адвокати свештених лица су рекли да неће давати изјаву, већ да ће се обратити новинарима на конференцији коју у подне у Никшићу организују Митрополија црногорско-приморска и Епархија будимљанско-никшићка. У Никшић је око подне дошао у митрополит црногорско-приморски Амфилохије, који је рекао да је дошао да затражи опрост од Јоаникија. "Он је утамничен, а требало је да ја будем", рекао је Амфилохије. Подсетио је да је Јоаникије на литургији на празник Светог Василија Острошког рекао да ове године неће бити литије, те да је он као митрополит под тим условом и био дошао на молебан. Поручио је државним органима да одмах ослободе Јоаникија и свештенике "ако мисле за будућност своју, Црне Горе, јединство и слогу народа". Он је оценио да власт хапшењем Јоаникија и свештенства припрема грађански рат, поручивши да је време да се "прекине са братоубиствима" у Црној Гори. Црногорско Основно државно тужилаштво саопштило је да ће одлуку о случају хапшења епископа Јоаникија и осам свештеника СПЦ бити донета у законском року. Очекује се да ће поступак пред судом у Никшићу, где су се окупили и грађани, наставити. Адвокат Сава Костић рекао је да је њихов захтев за изузећем тужиоца и старешине ОДТ одбијен и да епископ и свештеници након истека 72 сата морају да буду пуштени. Према његовим речима било какво задржавање значило би кршење људских права свештених лица која су у притвору. Увече у знак подршке владици будимљанско-никшићком Јоаникију, у неколико црногорских градова одржани су протести. Грађани су се окупили испред Основног суда у Никшићу, ишчекујући одлуку о притвору. Након молебана у Саборном храму Светог Василија Острошког, грађани су се окупили испред Основног суда у Никшићу, у знак протеста због хапшења владике Јоаникија и осам свештеника. Протојереј Радојица Божовић поручио је, после молебана, да се народ у Црној Гори тренутно налази на распећу, али да ће, како је казао, вера победити. Хапшење владике Јоаникија, према речима протојереја Божовића, подсећа на хапшење Христово. Због хапшења епископа будимљанско-никшићког Јоаникија и осам свештеника, у Беранама је одржан протест. Велики број грађана је узвикујући "пустите владику" прошао поред зграде полиције и запутио се према манастиру Ђурђеви ступови. По повратку од манастира су се разишли. На протесту у Бијелом Пољу на градском тргу грађани су узвикивали: "У нама је срце лавље, ми бранимо православље". Протест у Пљевљима завршен је вечерас око 21 сат без инцидената. Окупљање грађана у главној градској улици почело је око 20 часова, након чега је колона кренула до цркве Свете Петке, где их је сачекао кордон полиције, па су се грађани истим путем вратили до Улице Краља Петра Првог. Tрећу ноћ за редом Будвани су протестовали због хапшења епископа и свештеника Митрополије црногорско-приморске. Окупљени су узвикивали "Пустите нам владику", "Косово је срце Србије", "Устала је Црна Гора", "Светиња се бранит мора", "Мило лопове, пустите нам попове". Владајућа црногорска партија ДПС саопштила је да ће одлука о притвору за владику Јоаникија и свештеника СПЦ бити заснована "искључиво на закону, једнако као према било ком другом грађанину наше државе".

#### Пуштање свештеника на слободу
Епископ будимљанско-никшићки Јоаникије и осморица свештеника Митрополије црногорско-приморске пуштени су на слободу мало иза поноћи 15./16. маја. Обраћајући се грађанима који су га чекали испред тужилаштва у Никшићу, владика им је поручио да их чека дуга борба у одбрани светиња. Одмах по ослобађању, владика Јоаникије и свештеници придружили су се грађанима који су од јуче пре подне испред зграде тужилаштва у Никшићу чекали одлуку. Епископ Јоаникије је окупљенима, који су узвикивали "хоћемо литије", поручио да се спреме за дугу борбу. Поручио је да су се полицајци према њему и осталим свештеницима у притвору понашали више него коректно. Јоаникије је поновио да литија 12. маја у Никшићу није била планирана, али да, како је навео, "нијесу могли себи дозволити да повриједе народ, па су организовали молитвени ход". Оценио да су проблеми настали тек кад се власт умешала. Осим Јоаникија на слободу су пуштени и свештеници Слободан Јокић, Данило Зиројевић, Жељко Ројевић, Остоја Кнежевић, Мирко Вукотић, Василије Брборић, Драган Крушић и Никола Маројевић. Руководилац Основног државног тужилаштва у Никшићу Стево Шекарић новинарима је рекао да ће детаљи у вези са одлуком да им се не продужи задржавање бити саопштени на конференцији за новинаре која је заказана за 10 часова. Један од лидера Демократског фронта у Црној Гори Андрија Мандић каже за РТС да је пуштање епископа Јоаникија на слободу решење само за једну спорну ситуацију, а не и за излаз из кризе. Наводи да нико не може да предвиди шта ће се дешавати у Црној Гори, али да је воља народа да се настави са литијама. Андрија Мандић је гостујући у Дневнику РТС-а рекао да су се синоћ дешавале драматичне ствари у Црној Гори везане за ослобађање владике Јоаникија, а да у Београд није дошао јер су од стране представника Националног координационог тила Владе Црне Горе обавештени да у случају да оду у Београд и након повратка и документације да нису заражени коронавирусом, да би се након тога 28 дана нашли у карантину и самоизолацији. Према његовим речима, једна добра ствар је што је владика Јоаникије пуштен, али то сматра није решење за кризу у којој се налази Црна Гора. Наводи да су то показале стотине хиљада људи претходних месеци. Додаје да су се мере које је прописало Национално координационо тијело селективно примењивале. Изјавио је да сматра да нико не може предвидети шта ће се десити. Наводи да је народна воља да се настави са литијама. Мандић наводи да су представници цркве и Владе пре епидемије обавили неколико разговора. Наводи да су као један мањи део српског народа имали потребу и право да председнику Србије кажу да се српски народ најбоље може одупрети и одбранити ако је солидаран и ако се брани као једна целина. Представници српског народа из Црне Горе су на видео конференцији са председником Србије Александром Вучићем истакли да је у овом тренутку важна солидарност коју добијају из Београда, али су изразили бојазан да ће црногорски режим и у наредном периоду покушати да предузима "насилне акције против Цркве и српског народа и да поново треба бити спреман на адекватан одговор", саопштио је Демократски фронт. Они су изразили задовољство што су из притвора пуштени владика Јоаникије и никшићки свештеници, а Андрија Мандић је додао да је свима драго ако су протеклих дана, макар мало допринели да црногорски режим одустане од "даље тортуре над владиком Јоаникијем и свештенством". Лидер НСД рекао је председнику Вучићу да у Црној Гори постоје велики проблеми, да власт у континуитету брутално крши основна људска права и слободе српског народа, српска национална заједница тешко је дискриминисана, а гуши се рад српских организација из области културе, науке и медија, наводи се у саопштењу ДФ. Мандић је нагласио да је важна солидарност коју према својим сународницима из Црне Горе показују председник Вучић и патријарх Иринеј, и упозорио да црногорска власт својим потезима вуче земљу ка грађанским сукобима, а и митрополит Амфилохије је у Никшићу истакао да власт својим поступцима подстиче сукобе који се могу претворити у грађански рат. Он је током конференције, како се наводи, истакао и велику важност Србије за привреду и укупну економију Црне Горе. Он очекује промену власти на следећим изборима, након чега ће, како је рекао, бити покренут велики економски циклус који ће подразумевати низ акција везано за Луку Бар, реконструкцију железничке инфраструктуре на потезу од Бара до Београда, изградњу ауто-пута који ће спајати Јадранско море са Београдом и Будимпештом. Он је, такође, казао да ће нова власт градити хидроелектрану "Комарница" и "Бук Бијела", истичући да ЕПЦГ нема већег стратешког партнера од Србије, која диктира економски темпо региона и у другим областима. Мандић је на крају позвао на што снажније јединство и солидарност српског народа.

### Нове литије у јуну и политичка криза у Будви

#### Велике литије 14. јуна
Дана 8. јуна митрополит Амфилохије Радовић позвао је грађане Црне Горе да не гласају актуелну власт ДПС-а и да од 14. јуна започну нове литије широм Црне Горе. Управа црногорске полиције забранила је одржавање литије у знак протеста због усвајања спорног Закона о слободи вероисповести, која је била планирана за недељу у Бијелом Пољу. Управа црногорске полиције забранила је одржавање литије у знак протеста због усвајања спорног Закона о слободи вероисповести, која је била планирана за недељу у Бијелом Пољу. У полицијском образложењу објављеном на Фејсбуку наводи се да „јавно окупљање није благовремено пријављено Центру безбедности Бијело Поље“. Ректор цетињске Богословије Гојко Перовић изјавио је 13. јуна да ће литије бити организоване у складу са прописаним мерама, односно исто онако како су организована и друга јавна окупљања ових дана. Он је, у интервјуу за подгорички „Дан“, рекао да је карактер литија миран и да зато нема разлог за бојазан да би оне на било који начин могле угрозити здравље учесника или других грађана, а још мање да би могле угрозити јавни ред и мир, преноси Танјуг. Перовић је оценио да су неке од мера донете не из здравствених, него из политичких разлога. Одговарајући на питање да ли су Митрополија и епархије СПЦ у Црној Гори пријавиле одржавање литија као јавних окупљања и какав је одговор Управе полиције, Перовић је рекао да „изгледа да неке литије нису баш благовремено пријављене за ову недељу“. Он је истакао да полиција није имала нимало флексибилности да уважи један дан кашњења у пријавама, према пропису то треба учинити пет дана раније, па ће при многим храмовима бити одржани молебани без литије. Дана 14. јуна верници су се окупили испред храма Светог Симеона Мироточивог, а потом упутили ка три километра удаљеном манастиру Ђурђеви ступови. Истога дана литија у Никшићу је отказана јер наводно нису испуњени законски услови од стране општинских власти иако је полиција дала одобрење. Црквена општина у Никшићу је надлежнима на време пријавила организовање молитвене литије и од полиције је добила одобрење, али не и од општинских власти. Припадници црногорске полиције увече 14. јуна су били у стању тоталне приправности у свим градовима Црне Горе. Како додаје тај извор, сви полицајци су добили решења о прекиду боловања, годишњих одмора и слободних дана и распоређени су на терену. На улицама више градова Црне Горе се данас после паузе од три месеца одржавају литије поводом спорног Закона о слободи вероисповести. Молитвене литије, које организује СПЦ у Црној Гори поводом усвајања спорног Закона о слободи вероисповести су одржане у Подгорици, Бару, Старом Бару, Сутомору и Вирпазару, Будви и Даниловграду. Тамо где литије нису на време пријављене и где, самим тим, нису добиле одобрење полиције, служени су само молебни у храму. Подсетимо, литије које су организоване у Црној Гори због спорног Закона о слободи вероисповести биле су прекинуте због епидемије корона вируса. Након молебана у Пљевљима полиција је на иследништво позвала архијерејског намесника пљеваљског протојереја-ставрофора Сашу Јањића и професора Бојана Струњаша. Митрополит црногорско-приморски Амфилохије рекао је вечерас испред Храма Христовог Васкрсења у Подгорици да је од њега и протојереја Мирчете Шљиванчанина тражено да „разагнају народ са Храма“. Амфилохије испред храма у Подгорици поручио: "Нека ме ухапсе и воде у Спуж". Црногорска полиција ушла је око 22 сата у Саборни храм Христа спаситеља у Подгорици са намером да приведе протојереја Мирчету Шљиванчанина, јавили су медији. Међутим, протојереј ставрофор Велибор Џомић рекао је да нема полиције у храму, али није искључио могућност да неко од свештеника буде позван на информативни разговор. Протојереја Шљиванчанина су, по речима подгоричког пароха Предрага Шћепановића, припадници полиције хтели да приведу, али да га је одбранио народ. Управа црногорске полиције саопштила је да је позвала више свештеника Српске православне цркве у Црној Гори у центре безбедности у Подгорици, Даниловграду и Будви, јер је на литијама које су раније пријавили било више од 200 грађана.

#### Нереди у Будви 17. јуна
Дана 17. јуна, рано ујутро са десетак комбија, полиција је опколила зграду Општине. Том приликом ухапшени су градоначелник Будве Марко Царевић и председник Скупштине општине (СО) Будва Крсто Радовић. Ухапшен је и секретар за инвестиције Младен Микијељ, као и син и брат Марка Царевића. Како су јавили медији, полиција је употребила хемијска средства, а поломљена су стакла на згради Општине. Потпредседник Демократске Црне Горе и бивши градоначелник Будве Драган Краповић позвао је грађане да искажу незадовољство и неприхватање, како је рекао, антицивилизацијског поступања полиције према приведеним општинским званичницима. Краповић је потом отишао испред Центра безбедности у Будви, где су држали приведене и рекао новинарима да је насиље државних органа, које траје већ неко време, данас кулминирало отвореном противправном акцијом Управе полиције и срамним упадом у зграду општине уз примену сузавца, бибер-спреја и палица. Краповић чак верује да је црногорски председник лично наредио да полиција у Будви поступа противправно и пребија и понижава људе које су бирали грађани и додаје:
„Где је крај овоме? Мислим да не политика и не НВО, већ грађани треба да дају одговор на ово питање, јер сваки грађанин у Црној Гори у овом тренутку има колено Мила Ђукановића за својим вратом. Мислим да је време да томе коначно дође крај.“
Краповић је такође позвао власти да ослободе приведене јер, како каже, није видео да су предочени било какви папири и докази. Приликом хапшења челника СО Будва коришћена су хемијска средства, а разбијени су и прозори на згради општине. Многи корисници друштвених мрежа поступак црногорске полиције упоредили су са бруталношћу америчке полиције која је приликом хапшења Афроамериканца Џорџа Флојда готово девет минута држала колено на његовом врату, упркос Флојдовим повицима да не може да дише. Флојд је касније преминуо у болници у Минеаполису, а његова смрт изазвала је масовне протесте у Америци и широм света. Полиција у Будви привела 23 особе због спречавања полицијских службеника у вршењу службене радње, саопштено је из Управе полиције. Градоначелник Будве Марко Царевић, предсједник Скупштине општине (СО) Будва Крсто Радовић и остали функционери Општине Будва пуштени су на слободу. Царевић је казао да су ослобођени кривичне одговорности. Сви су пуштени, осим његовог сина који је, како је казао, наводно напао службено лице. Он је рекао да ће сутра доћи у Општину на своје радно место и позвао да остану испред зграде Општине и да тако искажу бунт. Царевић, Радовић и секретар за инвестиције у Општини Будва Младена Микијеља, полиција је извела на споредни излаз станице полиције, сместила их у ауто и одвезла. Испред станице полиције су били нереди пошто су је грађани окружили, а полицајци ставили гас маске. Полиција је позивала грађане да се разиђу, а они су одбијали. Након тога се протест преселио испред зграде Општине Будва пошто је на то позвао бивши градоначелник Будве, потпредседник Демократске Црне Горе и одборник те партије у СО Будва, Драга=н Краповић. Градоначелник Будве Марко Царевић је Центар безбедности напустио у инвалидским колицима и са ногом у гипсу. Царевић је по изласку окупљенима рекао да му нога срећом није сломљена, али да јесте повређена и отечена. Он је по изласку из Центра безбедности ходао уз помоћ штака. У Будви је око 18:30 поново дошло до пораста тензија. Грађани су кренули ка станици полиције, а специјална јединица је поново изашла на улице. Окупљени су чекали да сина председника Општине Будва Марка Царевића из станице полиције одведу за которско тужилаштво. Присутни су узвикивали „баците штитове“, „устала је Црна Гора, светиња се бранит' мора, Мило лопове“ и „усташе“.

#### Пат позиција у згради општине 22. — 24. јун
Нова криза у згради будванске општине почела је 22. јуна када су Владимир Булатовић и Снежана Куч, које је одборничка већина ДПС и Црногорске именовала за в.д. председника општине и Скупштине, дошли у зграду општине, иако је договорено да ниједна од „две власти“ не долази у општину. Потом су одборници Демократа и ДФ пробили кордон приватног обезбеђења које је ангажовао Булатовић, а Царевић и остали челници Будве ушли су у кабинет. Царевић је одржао колегијум, на коме је закључено да је „медијација представника Европске уније у Црној Гори неопходна за разрешење будванске кризе. Драган Краповић, потпредседник Демократа, казао је да су са другом страном „сели за сто на људском, а не на политичком нивоу“. Председник СО Крсто Радовић оптужио је министарку јавне управе Сузану Прибиловић, директора Службеног листа Мома Вујошевића, Снежану Куч, Анђелу Ивановић и Владимира Булатовића да су прекршили сваки закон. Никола Јовановић из ДФ је казао да су главни актери одбили преговоре и тиме преузели одговорност за све што се дешава у Будви. Градоначелник Будве Марко Царевић казао је да су спремни на дијалог, али да за сто седну неки озбиљни, а не они који су изиграли дату реч. Царевић је позвао грађане да остану окупљени испред зграде Општине јер, како је казао, имају дојаве да ће их насилно избацити. Он навео да је, ипак, уверен да полиција овога пута неће применити силу. Након што му је полиција дала мегафон, Царевић је казао да је и то пример да је полиција народна. Он је позвао грађане и присталицама да остану испред зграде Скупштине општине.

#### Нереди у Будви, Подгорици и Никшићу 24. јуна
Дана 24. јуна, полиција је око 16 сати у Будви бацила сузавац, након што је грађанима који су опколили станицу полиције издато упозорење да се разиђу. Ухапшени су предсједник Општине Марко Царевић и одборници СНП и ДФ Крсто Рађеновиц и Ђорђије Вујовић. Полиција је одбила окупљене испред зграде Општине, код које је био бачен сузавац. Грађани су изгурали неколико контејнера на улице у чин протеста, блокирајући саобраћај у појединим улицама чак и својим телима, преноси Ин4ос. Претходно је гађан јајима аутомобил у коме је превожен лидер Црногорске у Будви Владимир Булатовић. Грађани су певали Булатовићу испред станице полиције: „Изађи мала“. Током данашњих нереда у Будви ухапшено више особа, полиција на више мјеста у граду користила сузавац. Полиција је током данашњих нереда у Будви привела 17 особа и на више локација у граду употријебила сузавац. На Јутјубу се појавио узнемирујући снимак из насеља Голубовина на којем се може видети како двојица припадника Посебне јединице полиције шутирају једног мушкарца током хапшења. Према сазнањима портала ИН4С, полицајци у Будви брутално су претукли Предрага Радетића, доктора економских наука са Шефилдског универзитета из Велике Британије. Предраг је банкарски експерт, консултант из области економије, сарадник многих светских банака и британски држављанин. Догађаји из Будве изазвали су револт широм Црне Горе те су после 20 сати ескалирали протести и нереди и у другим градовима. У Подгорици су такође избили нереди након чега је Полиција растерала грађане. У првом таласу међу ухапшенима су и посланици Демократског фронта дошло до хапшења 18 особа међу којима посланика ДФ-а Марине Јочић и Милуна Зоговића, испред ЦБ Подгорица су дошли посланици ДФ-а и још на десетине грађана. Посланик Небојша Медојевић рекао је да као члан скупштинског Одбора за безбедност има право да направи инспекцију поступања државних органа из области безбедности, али да га нису пустили у станицу полиције. У Подгорици је вечерас око 22.30 дошло до новог инцидента када је једна група из правца ресторана "Кербер" бацила више објеката према полицијском кордону који је био на улици која води ка Центру безбедности. Полиција је интервенисала, а више особа је приведено. Ситуација се брзо смирила. Никшићка полиција такође је увече бацила сузавац, димне бомбе и користила бибер спреј, преносе црногорски медији. Испред зграде Општине Никшић вечерас се окупило више стотина грађана након данашњих дешавања у Будви. Полиција је од грађана тражила да се разиђу, на шта су они одговорили повицима "Усташе". Припадници интервентне под пуном опремом обезбеђују улаз у зграду Општине. Народ их је дочекао аплаузом и скандирањем "Устала је Црна Гора светиња се бранит' мора Мило лопове". Никшићка полиција је употребила хемијска средства током протеста у том граду, а приведене су две особе. Грађани су у вечерњим сатима блокирали магистралу Беране-Бијело Поље. Група учесника је након протеста пред зградом полиције у Беранама отишла према манастиру, док је мањи број њих остао на кружном току. Полиција је у једном моменту реаговала због ометања саобраћаја, али се све завршило само на расправи. Пред полицијом је још неколико десетина грађана и све је мирно. Увече су након привођења пуштени на слободу председник општине Марко Бато Царевић и председник Скупштине општине Крсто Радовић и одборници ДФ-а Ђорђије Вујовић и Ђорђе Прибиловић и одборник СНП-а Крсто Рађеновић.

### Предизборна кампања и ауто-литије
Црногорски председник Мило Ђукановић расписао је 20. јуна парламентарне и локалне изборе за 30. август. Локални избори расписани су у општинама Андријевица, Будва, Гусиње, Котор и Тиват. Према његовом кабинету, Ђукановић је одлуку донео након консултација са представницима парламентарних странака и коалиција 16. јуна, који су се одазвали његовом позиву да одреде датум одржавања парламентарних избора.

## Протести у окружењу
Дана 27. децембра, стотине људи окупило се на протесту испред амбасаде Црне Горе у Београду у Кнез Михаиловој улици. Протест је организовао Студентски клуб Правног факултета. Демонстранти су носили српске заставе, такође и црногорске Крсташ барјаке, иконе и транспаренте којима осуђују усвајање Закона о слободи вероисповести, којим је омогућено отимање цркава од Српске православне цркве у Црној Гори. Грађани су узвикивали „Црна Гора и Србија, то је једна фамилија“, „Није ово Монтенегро, већ јуначко српско легло“ и сличне пароле. Организатори су позвали институције Републике Србије да помогну српском народу у Црној Гори. Протест су подржали и бањалучки студенти. Студентска организација Факултета политичких наука у Бања Луци осуђује нападе на православни народ у Црној Гори. Протест је подржао и познати редитељ Борис Малагурски. Малагурски је послао поруку онима који подржавају Мила Ђукановића: „Немојте продавати веру за вечеру. Права Црна Гора је кроз историју била симбол херојства српског народа и она мора да победи. Зато вечерас упућујемо снажну поруку: ’Живела слободна Црна Гора‘.“ Дана 30. децембра Нови Сад, Обреновац, Пале и Вишеград само су неки од градова из којих је стигла снажна подршка свештенству и православним верницима у Црној Гори. Више стотина Паљана исказало је подршку православном народу Црне Горе, који се након усвајања Закона о слободи вероисповести суочава са намерама режима да отме имовину Српске православне цркве у Црној Гори. И грађани Вишеграда су упутили ријечи охрабрења свештенству СПЦ и сународницима у Црној Гори, и присуствовали су молебану у цркви Светог цара Лазара. Велики број Новосађана такође је изразио дубоко неслагање са црногорским режимским политикама и дискриминаторском односу према СПЦ. У Требињу се и 1. јануара окупио велики број грађана који протестују због спорног Закона о слободи вероисповести. Под слоганом „Свак је рођен да по једном умре, част и брука живе довијека“, а у организацији зворничких удружења „Корак“ и „Зворник у покрету“, у Зворнику је 2. јануара одржан скуп подршке Српској православној цркви и народу Црне Горе у борби за елементарна и верска права, због усвајања спорног Закона о слободи вероисповести у Скупштини Црне Горе. Грађани су се окупили у центру града, код Споменика погинулим борцима Војске Републике Српске, одакле су се мирном шетњом упутили ка Храму Рођења Пресвете Богородице, где је служен молебан, преноси РТРС. Молебан Пресветој Богородици за избављање од искушења и умножење љубави, уз прислуживање свећа, служио је протојереј ставрофор Видоје Лукић. Скупу је присуствовало више од хиљаду грађана од којих су неки носили крстове, црквене барјаке и заставе Републике Српске и Србије. Председник Удружења „Зворник у покрету“ Недељко Секулић рекао је да је скуп знак солидарности са браћом у Црној Гори у одбрани српских светиња и борби против скандалозног закона који је донео режим црногорског председника Мила Ђукановића. Иницијатор окупљања Александар Којић поручио је браћи у Црној Гори да се храбро држе и да не дају српске цркве и светиње. Навијачи Црвене звезде окупили су се 2. јануара увече, после кошаркашке утакмице са Бајерном, испред Амбасаде Црне Горе у Београду како би пружили подршку верницима у тој земљи који протестују због доношења спорног Закона о слободи вероисповести у Скупштини Црне Горе након чега је скинута и запаљена Црногорска застава. Процењује се да се испред Амбасаде окупило око 5.000 навијача. Делије су раније упутиле позив звездашима да се, након утакмице против Бајерна у Арени, упуте ка Амбасади Црне Горе у Кнез Михаиловој улици, како би пружили подршку браћи у Црној Гори у одбрани светиња. Православна епархија нишка позвала је 3. јануара све вернике да дођу у суботу, 4. јануара, на молебан и литију који ће почети у 17 часова у Нишу, у Храму Светог цара Константина и царице Јелене. Након молитве, Његово преосвештенство епископ нишки Г. Г. Арсеније предводиће литију до Храма Светог Василија Острошког у Дуваништу. Молебану и литији је присуствовао и Саша Савић, вођа „Ноћних вукова“ и један од покретача акције, који је у изјави за Спутњик позвао грађане да се придруже позиву Епархије нишке. Дана 15. јануара у Саборном храму Рођења Пресвете Богородице у Бијељини одржан је молебан за спас српских православних светиња у Црној Гори. Молебану, који је служио владика зворничко-тузлански Фотије, присуствовао је велики број верника, који су, потом, и у литији улицама града, подржали Србе у Црној Гори. Бијељинци су се окупили уз верни народ Црне Горе. Молитвом исказују заједништво и подршку опстанку Срба и Српске православне цркве на том простору. Поручују да не сме бити подела међу Србима, нити Срби смеју пристајати на то, пренела је РТРС. „Не постоје црногорски Срби, босански Срби, косовски Срби, ми смо један народ“, истакао је Миодраг Стевановић, председник Борачке организације Града Бијељина. Богомоље су последњи бедем одбране српског идентитета народа у Црној Гори, што показује и масовност протеста. Српски народ и Српска православна црква у Црној Гори угрожени су због новог Закона о слободи вероисповести који омогућава одузимање светиња. Јединство нам је данас најпотребније, поручио је епископ зворничко-тузлански Фотије. Српски народ се кроз историју суочавао са многим искушењима, али их је увек уз Божију помоћ и превазилазио и побеђивао све невоље, истакнуто је у Саборном храму у Бијељини, уз молитве за вернике Српске православне цркве у Црној Гори и на Космету. Дана 19. јануара верници Српске православне цркве (СПЦ) прослављају данас Богојављење, а тим поводом, у храмовима широм Републике Српске служене су свете архијерејске литургије, након којих су одржане и богојављенске литије. Литија у Бањалуци је ове године посвећена одбрани светиња Српске православне цркве у Црној Гори, пренела је РТРС. Бројни верници су стигли у Бањалуку носећи иконе и српске тробојке, и узвикујући пароле. Литију је предводио епископ бањалучки Јефрем, а ишла је до Тврђаве Кастел, где су најхрабрији пливати за часни крст. Иако се сваке године на Богојављење одржава и свечана литија и пливање за часни крст, посебност овогодишње јесте то што је она посвећена подршци верницима СПЦ у Црној Гори након усвајања спорног Закона о слободи вероисповести. Уочи литије, као и сваке године до сада, служена је света архијерејска литургија. Српски члан Председништва БиХ Милорад Додик и председник Народне скупштине Републике Српске Недељко Чубриловић учествовали су данас у богојављенској литији у Бањалуци. У литији је учествовао и градоначелник Бањалуке Игор Радојичић, као и и председник градске Скупштине Зоран Талић. Широм РС организована су и пливања за Часни крст. Дана 20. јануара, први пут од рата, после 30 година, православна литија је у недељу прошла улицама Вуковара. Срби су се од цркве Светог Оца Николаја из центра града упутили ка Дунаву на освећење обновљеног Богојављенског крста. Литија је на улице извела више стотина Срба који су, после готово три деценије. Дана 24. јануара најављено је да ће у недељу 26. јануара у Љубљани бити одржан први молебан у знак подршке народу у Црној Гори који брани светиње Српске православне цркве. Молебан је заказан за 18 часова, уочи празника Светог Саве, у храму Свете браће Кирила и Методија — једином православном храму у Словенији. Предвиђено је да буде служен молебан — канон Пресветој Богородици, ради подршке верном народу у Црној Гори и њиховој праведној борби за очување светиња СПЦ. Организатор скупа је Српска православна Црквена општина Љубљана. Исти дан студенти Београдског универзитета покренуће до краја јануара иницијативу под називом „Резолуција о угрожености Срба у Црној Гори“, као подршку српском народу и Српској православној цркви у Црној Гори. Како је најављено — студенти ће за покретање иницијативе скупити потписе 30.000 грађана. Дан уочи великог српског празника Светог Саве, у Љубљани је одржан молебан у знак подршке српском народу и светињама Српске православне цркве. У Храму Светих Ћирила и Методија служен је молебан и канон Пресветој Богородици у знак подршке верном народу у Црној Гори и њиховој праведној борби за очување светиња СПЦ. Молебан је организовала Српска православна црквена општина Љубљана, а њему су се прикључили и Савез српских друштава Словеније, заједно са друштвима — члановима Савеза. У Храму Светих Ћирила и Методија окупило се више стотина верника из свих крајева Словеније. Више хиљада Срба са Косова и Метохије окупило се 29. јануара у знак подршке Србима и Српској православној цркви у Црној Гори. Они су након вечерњег богослужења из Звечана пошли у литију до северног дела Косовске Митровице. Богослужење је служио Његово преосвештенство епископ рашко-призренски Теодосије, заједно са монаштвом и свештенством, у знак подршке Србима и Српској православној цркви у Црној Гори. Богослужење је одржано у цркви Светог Ђорђа у Звечану, после чега је литија пошла до цркве Светог Димитрија, која је удаљена око пет километара и где је планиран молебан. Владика Теодосије је упутио апел властима у Црној Гори да послушају глас већине свога народа и своје цркве, повуку спорни закон и поштују права и слободе СПЦ у Црној Гори. Грађани Хан Пијеска у Републици Српској изашли су данас на улице како би пружили подршку народу у Црној Гори. Грађани Хан Пијеска у Републици Српској изашли су 31. јануара на улице како би пружили подршку народу у Црној Гори. Дана 2. фебруара, Српска православна црква организовала је у Мостару литију с које је упућена подршка СПЦ и православним верницима у Црној Гори. Према речима мостарског пароха Радивоја Круља, молитвени скуп је организиран поводом празника Светог Саве и 96. годишњице смрти песника Алексе Шантића. Литија је кренула „од старе цркве у Бјелушинама до споменика Алексе Шантића на мостарском гробљу Бјелушине, где је служен помен и одржан рецитал у његову част“. Истога дана Ваљевци су прошетали од Трга Живојина Мишића, кроз центар града до Храма Васкрсења Христовог где су се задржали двадесетак минута. Све време су певане песме у знак подршке православном народу и браћи у Црној Гори, али и разне пароле. Најављена је и литија за следећу недељу 9. фебруар коју организује Епархија ваљевска, када ће према незваничним информацијама, бити изнете мошти Светог Владике Николаја Велимировића.

## Протести у иностранству
Закон о слободи вероисповести који је усвојен у црногорском Парламенту, изазвао је протесте у Црној Гори и на Балкану, али и у Италији, где је удружење „Глас у тишини“ (Una voce nel silenzio) изразило је 15. јануара солидарност са Српском православном црквом, уз поруку да не желе да Црна Гора постане ново Косово. Волонтери из удружења „Глас у тишини“, који су посвећени одбрани хришћанских заједница широм света, окупили су се испред Конзулата Црне Горе у Милану, како би исказали неслагање са Законом о слободи вероисповести. Закон који је усвојен 27. децембра резултирао би одузимањем све црквене имовине стечене до 1918. године. Поводом контроверзног закона у Црној Гори, Спутњик је разговарао са Стефаном Павезијем, председником удружења „Глас у тишини“.
„Удружење помаже прогоњеним хришћанима широм света, а тренутно је активно у Сирији, Палестини и на Косову“, каже Павези.
Дана 25. јануара испред седишта Уједињених нација у Женеви одржава се протест поводом спорног Закона о слободи вероисповести у Црној Гори. У организацији Мића Ралевића из Берана и уз благослов владике Јоаникија, велики аутобус са око 60 верника стигао је из Берана у Женеву, како би учествовао у протестној литији.

## Дипломатске активности

#### Реакције на покушај рушења Михољске крстионице
1. Русија — 31. март 2019. — Посланик руске Државне думе Сергеј Железњак изјавио је, реагујући на најаву црногорских власти да ће срушити крстионицу на Острву цвећа код Тивта, да се рушење храмова увек сматрало иживљавањем над духовним традицијама народа[515].

#### Реакције пре и после Сабора
1. Србија — 15. јун 2019. — Оно што сада чини и наговештава да чини председник Црне Горе Мило Ђукановић изазива чуђење читавог света, нека му Бог да ума да размисли шта чини и да не заслужи проклетство и осуду целог српског народа и Српске православне цркве, изјавио је патријарх Иринеј у емисији „Разговор са патријархом“, објављеној на Јутјуб каналу ТВ Храм[60].
2. Србија — 16. јун 2019. — Министар спољних послова Србије Ивица Дачић изјавио је дан касније да: "Нико ко је ударао на цркве није прошао добро, каже коментаришући намеру владе Црне Горе да доношењем закона о слободи вероисповести присвоји имовину Српске православне цркве". Он је подсетио да се председник Александар Вучић на веома пристојан начин обратио са жељом да се избегну могући проблеми у нашим односима. У Црној Гори, наводи, живи више од 30 одсто људи који се изјашњавају као Срби и који вековима живе тамо. "Срба, додаје, има седам или осам одсто у државној администрацији у Црној Гори, а 30 одсто грађана". Он је додао и да је далеко од тога да каже да Црногорци немају право да се изјашњавају као Црногорци, али да то изјашњавање никад у историји није значило међусобно сукобљавање и ратовање[516].
3. Србија — 18. јун 2019. — Министар спољних послова Србије Ивица Дачић оценио је као хушкачку и срамну изјаву дипломатске представнице Црне Горе у Амбасади у Турској Мирне Никчевић.
4. Србија — 22. јун 2019. — Председник Србије Александар Вучић истакао је да би било најбоље да Црна Гора и Србија спусте тензије, и додао да ће мишљење о ставу Венецијанске комисије о црногорском закону о слободи вероисповести изнети када он буде објављен[73].
5. Русија — 14. јул 2019. — Митрополит волколамски Иларион шеф Одељења за спољне црквене везе Московске патријаршије изјавио је да председник Црне Горе Мило Ђукановић покушава да понови антицрквену политику налик на ону коју је спроводио бивши украјински лидер Петро Порошенко када је у питању аутокефалност. Митрополит Иларион је подсетио да је Ђукановић такође иступио са иницијативом да се усвоји закон којим би целокупна црковна имовина, изграђена до 1918. године, била национализована. Он је навео и да расколнике предводи „лажни митрополит, да у црквама служе лажни свештеници, а да држава ту маргиналну структуру подржава“. Упозорио је и да би, уколико се та подршка настави, „црногорски раскол могао да се раздува на сличан начин као што је то био случај са украјинским“. Архијереј Иларион је изјавио и да Руска православна црква види као своју дужност да заштити Српску православну цркву. „Ми смо све то прошли са Украјином, ми знамо чему све то води, због тога дижемо свој глас како бисмо заштитили нашу српску браћу који желе да сачувају црногорску канонску цркву у саставу Српске православне цркве“, оценио је он. Претходно је Свети синод Руске православне цркве позвао црногорску власт да престане са дискриминацијом будући да то појачава притисак на канонску духовност и на вернике[517].

#### Реакције на усвајање Закона о слободи вероисповести
1. Република Српска — 25. децембар 2019. — Српски члан Председништва БиХ Милорад Додик изјавио је да усвајањем Закона о слободи вероисповести или уверења и правном положају верских заједница, Црна Гора би усвојила акт непријатељства према српском народу. Додик је апеловао још једном на посланике у црногорском Парламенту да не усвоје предложени Закон, јер је тај текст Закона директно уперен против Српске православне цркве и њених епархија, које је пре 800 година основао лично Свети Сава. Он је нагласио да је Црна Гора секуларна држава, опредељена за европски пут, те да је тешко схватити да би се могла одлучити на такав антиевропски и антицивилизацијски корак, који је у супротности са свим међународним стандардима[518].
2. Србија — 28. децембар 2019. — Председник Србије Александар Вучић разговарао је с потпредседником НСД и послаником опозиционог црногорског Демократског фронта Славеном Радуновићем и казао да Србија са забринутошћу гледа на све тежи положај српског народа и Српске православне цркве у Црној Гори, саопштено је из ДФ-а. Председник Вучић је такође изразио незадовољство због хапшења посланика и лидера Демократског фронта, који су и представници српског народа у Црној Гори, наводи се у саопштењу које је достављено Танјугу. Он је, међутим, изразио наду да ће сва спорна питања моћи да се реше дијалогом, и истакао да ће Србија увек бити уз свој народ у Црној Гори[519].
3. Албанија —  Косово — 29. децембар 2019. — Председници Албаније и самопроглашене државе Косово Илир Мета и Хашим Тачи поздравили су усвајање Закона о јавном истицању националних симбола у Црној Гори. По том закону, Албанцима је омогућено истицање њихове заставе у Црној Гори. Закон је израдио министар Мехмед Зенка. Албански председник је истакао да цијени да је то важан корак ка поштовању права мањина и у корист јачања социјалне кохезије и њиховог доприноса изградњи владавине закона. Председник самопроглашене државе Косово Хашим Тачи рекао је да је усвајање закона о избору, употреби и јавном исказивању националних симбола од стране црногорског парламента добра вијест за све заједнице које живе у Црној Гори. Према његовим ријечима, ова одлука додатно јача мултиетничност и осјећај припадности сваког грађанина у Црној Гори[520].
4. Русија — 30. децембар 2019. — Министарство иностраних послова Русије изразило је озбиљну забринутост због усвајања Закона о слободи вероисповести у Црној Гори. У Министарству се надају да ће се поштовати законска права канонске православне цркве[521]. Патријарх Московски и целе Русије Кирил назвао је „борбом против Русије“ један од политичких циљева доношења такозваног „антицрквеног“ закона у Црној Гори, наводи се на сајту Руске православне цркве. У вези са опасном ситуацијом у којој се нашла канонска Православна Црква у Црној Гори, у суботу 28. децембра 2019. године одржана је седница (уз помоћ савремених средстава веза) Светог Синода Руске православне цркве, чији чланови су једнодушно подржали Патријаршијску и Синодску посланицу поводом ситуације у Црној Гори[522].
5. Србија — 31. децембар 2019. — Патријарх Иринеј се нада да ће разум победити и да неће доћи до одузимања светиња СПЦ у Црној Гори. Председник Србије Александар Вучић поручио је да је кључно јединство Срба, где год да живе. На питање шта ће учинити држава и Црква ако власти у Подгорици крену у одузимање светиња, Вучић је одговорио да се нада да ће црногорске власти размислити, јер виде реакцију народа. Председник Србије Александар Вучић је рекао да је увек спреман за састанак на државном нивоу са представницима Црне Горе и најавио скуп лидера региона у Карловцима или Суботици крајем јануара, на којем би требало да буде и председник Црне Горе Мило Ђукановић. Вучић је новинарима, после састанка са патријархом Иринејем, на питање да ли је време за састанак државног врха две земље, одговорио да је на то увек спреман. Он је рекао да је са Ђукановићем разговарао и у Тирани овог месеца и да нема проблем да разговара, наводећи да њих двојица неке ствари виде на нешто другачији начин[523].
6. Црна Гора —  Русија — 31. децембар 2019. — Русија се на неприхватљив начин мијеша у унутрашње ствари Црне Горе, саопштено је из Министарства спољних послова (МСП) Црне Горе. Из МСП су реаговали на наводе Министарства спољних послова Русије да у Црној Гори јача притисак на Српску православну цркву, како би се у потпуности истиснула[524].
7. Немачка — 2. јануар 2020. — У тексту под насловом „Милови трикови“ немачки „Шпигл“ пише да у Црној Гори не јењавају протести због Закона о слободи вероисповести, који нису покренути само због питања црквене имовине, уз оцену да председник те земље Мило Ђукановић „свесно подстиче сукобе“. Лист даље наводи да је Црна Гора дуго важила за острво стабилности на „проблематичном Западном Балкану“. Како се наводи, у земљи влада велико незадовољство због „његове корумпиране и феудалистичке владавине“, због чега „тај стабилократа“ ових дана демонстрира да без њега Црној Гори прети хаос, а како се додаје, прилику за то нуди нови Закон о вероисповести према којем цркве у Црној Гори морају да дају доказ о власништву над зградама и земљиштем које су поседовале пре 1918. године, иначе прети експропријација. Додаје се да је та одредба превасходно усмерена против утицајне Српске православне цркве у држави, а којој припада већина верника у Црној Гори, јер ће она тешко да пружи доказе о власништву многих старих имања, јер су модерни катастри у региону углавном уведени тек после 1918. године. „Шпигл“ даље наводи да Ђукановић, чланови његове породице и ужи круг блиских сарадника већ три деценије владају земљом као да је то њихово приватно имање, да су умешани у бројне корупционашке афере, а да за њих никада нису морали да одговарају. „Избори у земљи редовно се лажирају у корист Ђукановићеве владајуће Демократске партије социјалиста. У Црној Гори још није дошло до промене власти. Ђукановић ’купује‘ иностранство нудећи се као поуздан партнер у операцијама НАТО-а или као бедем ЕУ у избегличкој кризи“, пише лист. Додаје се и да бизнисмен Душко Кнежевић већ годину дана потреса Милов систем — више пута је објављивао снимке на којима се види подмићивање и илегално финансирање ДПС-а, због чега је црногорска јавност на то реаговала са огорчењем, тако да пред предстојеће парламентарне изборе на јесен то представља стварну претњу Ђукановићу и његовој странци. „У тако деликатним унутрашњим политичким ситуацијама Ђукановић је више пута покушавао да тематизује независност Црне Горе од бивше државне асоцијације са Србијом, као и расправу о идентитету независне земље. Он покушава да себе представи као патриоту и чувара интегритета земље. Притом му позиција Демократског фронта, најјачег опозиционог савеза, одговара — зато што је јасно просрпски и може да се представи као пета колона Београда“, пише лист. Лист закључује и да нема сумње да је тактика Ђукановића опасна, будући да је Влада Црне Горе упозорила Српску православну цркву да подрива државност државе, а да митрополит Амфилохије каже да може доћи до грађанског рата[525].
8. Хрватска — 2. јануар 2020. — Кандидат за председника Хрватске Зоран Милановић изјавио је да он, док је био премијер, није ушао ни у какав трговински рат са Србијом, већ да је само желео да заустави мигранте да уђу у Хрватску. Говорећи о актуелним дешавањима у Црној Гори, Грабар-Китаровићева је рекла да је суверено право те земље да доноси своје законе и да не жели да коментарише, јер би то било мешање у унутрашње ствари друге државе, на шта јој је Милановић одговорио да има двоструке критеријуме и да иза свега стоји званични Београд[526].
9. Србија —  Црна Гора — 3. јануар 2020. — Председник Србије Александар Вучић рекао је да амбасада Црне Горе, током јучерашњег протеста у центру Београда, није била угрожена. Нико, истиче Вучић, није ни покушао да уђе у Амбасаду. Премијер Душко Марковић поручио је да је реч о још једном нецивилизацијском атаку на Амбасаду Црне Горе и црногорску заставу. Амбасадор Србије у Подгорици Владимир Божовић позван је на разговор у црногорско Министарство иностраних послова, које је осудило, како наводе, синоћњи покушај паљења црногорске заставе испред зграде Амбасаде у Београду. Обавеза земље пријема је да, како наводе, осигура нормално функционисање и безбедност дипломатско-конзуларних представништава других држава и да спречи овакве инциденте који могу негативно утицати на билатералне односе две државе, преноси РТЦГ[527]. Министарство спољних послова Србије најоштрије осуђује „паљење црногорске заставе“, наводећи да то иде на руку онима који одговорност за кризу у Црној Гори покушавају да пребаце на Србију. Такав чин, како се наводи, само иде на руку непријатељима српског народа и нарушава углед Србије, као озбиљне државе, која се, истиче се, залаже да се дијалогом и у миру решавају проблеми у региону, а у овом случају у Црној Гори[528]. Амбасадор Србије Владимир Божовић, сходно инструкцији Министарства спољних послова Републике Србије, одбио је да прими протестну ноту Министарства иностраних послова Црне Горе. Он је истакао очекивање да ће званични Београд одмах реаговати у складу са Бечком конвенцијом о дипломатским односима у циљу обезбеђења неповредивости просторија Амбасаде Црне Горе у Републици Србији, као и неповредивости државног знамења Црне Горе. Канкараш тврди да су неконтролисани протести испред просторија Амбасаде Црне Горе у Београду, нецивилизацијско понашање учесника протеста и покушај паљења државне заставе Црне Горе у супротности са начелима добросуседских односа две пријатељске државе и начелима међународног права о обезбеђивању несметаног и безбедног функционисања дипломатско-конзуларног представништва у земљи пријема. Амбасадор Божовић осудио је паљење заставе као непримерен чин, наглашавајући да он ни у ком случају не одражава званичан став ни државе Србије ни њених грађана[529]. Министарство спољних послова Србије изразило је најоштрији протест поводом навода црногорских званичника да је Србија одговорна за кризу у Црној Гори, као и да својим поступцима и политиком угрожава независност те земље. Отправник послова Амбасаде Црне Горе у Србији одбио је да прими протестну ноту Београда. Министарство спољних послова Србије у саопштењу наводи да је данас позван отправник послова Амбасаде Црне Горе због уручења ноте Београда, али да је он у складу са инструкцијом Министарства спољних послова Црне Горе одбио да прими ноту Министарства спољних послова Србије. Министарство спољних послова Србије истакло је да „одлучно одбацује неодговорне изјаве црногорских званичника којима се додатно угрожава стабилност региона, будући да овакве и сличне изјаве не доприносе миру, као ни развоју билатералних односа две државе, већ погодују онима који желе да наруше наше међусобне односе“. МСП истиче у ноти и да Србија ниједним својим потезом није изазвала кризу у Црној Гори, већ је узрок кризе ступање на снагу Закона о слободи вероисповести. Министарство спољних послова Србије је истакло и да се залаже да се сва отворена питања решавају искључиво дијалогом. Министарство спољних послова је и овом приликом најоштрије осудило покушај паљења заставе Црне Горе на Амбасади Црне Горе у Београду, саопштено је из МСП[530].
10. Србија —  Црна Гора — 6. јануар 2020. — Људска емоција је чудесна муња, а постаје још чуднија када се утопи у мистичну масу! Експлозија осјећања са црногорских планина, из градских небодера, станова, приградских кућа, спустила се на улице, а Црна Гора је претворена у позорницу највећих хришћанских литија које су до сада виђене, пише редитељ Емир Кустурица за портал „Искра“[531].
11. Хрватска — 6. јануар 2020. — Епископ пакрачко-славонски Јован, уз саслужење монаштва и свештенства, служио је у Манастиру Јасеновац молебан за спас православних светиња у Црној Гори, ком је присуствовало око 200 верника. Владика Јован је у беседи верницима нагласио да само тамо где обитава Црква, обитава и благодат Божја. Владика Јован је поручио сабраном народу у Црној Гори, митрополиту Амфилохију, владикама и свештенству да ово што се дешава у Црној Гори није само питање нације, националног идентитета и људских права. Да буде још страшније, подсетио је владика, у Јасеновцу је 1945. Црногорац ударио на Црногорца, не тражећи од њега да се одрекне само свог племена, имена, Ловћенске капеле, него да се одрекне Бога живога. Законом о слободи вероисповести у Црној Гори предвиђа се да држава постаје власник свих верских објеката који су изграђени до децембра 1918. године, уколико се не утврди да је нека од верских заједница стварни власник. Усвајање Закона о слободи вероисповести у Скупштини Црне Горе наишло је на отпор верника СПЦ у Црној Гори, због чега су организовани масовни протести широм земље, као и у појединим градовима у Републици Српској и Србији[532].
12. Србија — 17. јануар 2020. — Председник Србије Александар Вучић изразио је стрепњу да се полако брише име Српске православне цркве у Црној Гори и да ће у тој земљи остати „некакве митрополије, епархије или савети“. У јутарњем програму телевизије „Прва“, Вучић је рекао да већ 20 година гледа шта се ради и да ће се показати да је био у праву. Упитан да то појасни, објаснио је да се полако брише име Српске цркве у Црној Гори и да ће у тој земљи остати митрополије и епархије, чиме ће неки хтети и успети да смире страсти. На питање шта се дешава у Црној Гори и зашто је рекао да СПЦ треба да се пита, а не Митрополија црногорско-приморска, српски председник је одговорио констатацијом да су му као политичком ветерану познати сви трикови. То је објаснио речима: „Покушаће да седну са Митрополијом црногорско-приморском и постигну договор. На мени је да укажем на то да се ради о покушају напада на Српску цркву, а не на митрополију или неку епархију.“ Упитан за однос с Милом Ђукановићем, он је одговорио да су у пристојним односима као два председника. На констатацију да су многи мислили да су њихови односи пријатељски, Вучић је казао да не жели да улази у то шта неко мисли. Упитан за однос с Милом Ђукановићем, он је одговорио да су у пристојним односима као два председника. На констатацију да су многи мислили да су њихови односи пријатељски, Вучић је казао да не жели да улази у то шта неко мисли. Вучић је додао да његове речи о Црној Гори не нарушавају пристојне односе, јер имају различите интересе. Он је истакао да се на смањењу броја Срба ради озбиљним кампањама, па и снимањем филмова о окупацији Црне Горе од стране Срба, што су све историјски фалсификати[533].
13. НАТО —  Црна Гора — 17. јануар 2020. — Председавајући Војног комитета НАТО-а, маршал Стјуарт Пич казао је да се Алијанса директно суочава са покушајима Русије да изведе хибридне нападе, због чега је одлучено да НАТО у Црну Гору упути тим за борбу против хибридних претњи, пише подгоричка „Побједа“. Он је на седници Војног комитета НАТО-а, која је јуче завршена у Бриселу, казао да је Алијанса, желећи да се супротстави таквим руским акцијама, ангажовала први НАТО контрахибридни тим у Црној Гори. Он је казао да трошкови за одбрану настављају да се повећавају. Амерички генерал Марк Мили, највиши војни официр у земљи и главни војни саветник председника, министра одбране и Савета за националну безбедност САД оценио је на истој седници да је „већ дуже време очигледно да Русија жели да подели НАТО и учини га слабијим, ако не и уништи“. Министарство одбране Црне Горе недавно је саопштило да је у тој земљи, од 21. до 27. новембра прошле године, боравио први НАТО контрахибридни тим за подршку, а главни разлог за његово ангажовање били су предстојећи парламентарни избори[534]. Министар спољних послова Срђан Дармановић тврди да су у „оркестрираној кампањи“ која се води против Црне Горе препознати бројни елементи хибридног ратовања. Дармановић је то рекао на данашњем састанку са амбасадорима земаља Европске уније и НАТО-а у Подгорици и подсетио на дешавања током парламентарних избора 2016. у Црној Гори. Дармановић је то изнео информишући дипломатски кор о дешавањима у Црној Гори након усвајања Закона о слободи вероисповести или уверења и правном положају верских заједница. Како су пренели црногорски медији Дармановић је при томе констатовао и висок степен разумевања међу савезницима и партнерима за актуелну ситуацију, као и за црногорску спољну политику у целини. Говорећи о Закону о слободи вероисповести, шеф црногорске дипломатије је рекао да је Венецијанска комисија Савета Европе оценила тај закон као корак напред ка модернизацији законског оквира за уређење статуса верских заједница, пренео је Танјуг. Посебно је указао на чињеницу да су у његовој изради примењени највиши међународни стандарди, што је резултирало усвајањем либералног закона који грађанима Црне Горе гарантује слободу вероисповести[535].
14. ЕУ —  Црна Гора — 17. јануар 2020. — Српска православна црква (СПЦ) непријатељски је настројена према црногорској држави и њеној прозападној оријентацији због чега је Влада Црне Горе види као безбједносну пријетњу, оцјењује се у анализи паневропске организације „Европски савјет за спољне односе“ (ЕЦФР). Организација, чији су чланови „утицајни европски појединци“, попут Карла Билта и Хавијера Солане, у документу „Моћ перспективе: Зашто је чланство у ЕУ и даље важно на Западном Балкану“ написала је да би потенцијална тачка усијања на Балкану могла бити Српска православна црква (СПЦ) у Црној Гори и на Косову. Упозорава се да због слабљења утицаја Европске уније, последица може бити угрожавање сигурности Западног Балкана и будућности Преспанског споразума који су склопиле Сјеверна Македонија и Грчка. Наводи се да су Србија и Црна Гора традиционално имале блиске односе, те да у тим државама постоје „преклапајући етнички и религијски идентитети“[536].
15. Русија — 18. јануар 2020. — Председник Одељења за спољноцрквене везе Московске патријаршије митрополит Иларион Волоколомски у интервјуу телевизији „Русија 24“ рекао је да ће председник Црне Горе Мило Ђукановић завршити политичку каријеру као бивши председник Украјине Петро Порошенко. Он је додао да спорни Закон о слободи вероисповести „не спречава да се имовина преда расколницима, као што се то десило у Украјини“[537].
16. САД — 18. јануар 2020. — Архиепископ амерички Васељенске патријаршије Елпидофор, написао је писмо америчком државном секретару Мајклу Помпеу у којем га упозорава на најгрубље кршење људских и верских права православних хришћана у Црној Гори, а поводом усвајања контроверзног Закона о слободи вероисповести. Ради се о једном од најутицајнијих епископа, не само у САД, већ у целом свету, преноси РТРС. Превод текста писма пренешено у целости: Драги господине државни секретару. Као председник Сабора канонских православних епископа у Сједињеним Америчким Државама, имам посебну част препоручити Вашој пажњи посебну забринутост православних хришћана наше земље, за нашу браћу и сестре у Црној Гори, који подносе нарушавање верских слобода након недавног усвајања "Закона о слободи верописповијести и статусу верских заједница" од стране црногорског парламента. Чини се да имплементација овога закона подразумијева средство за конфискацију црквених некретнина изграђених прије 1918, а којима недостаје формална документација о поседовању. Наша браћа и сестре у Православној цркви у Црној Гору су директно погођена овим мерама које прете осамстогодишњем континуираном духовном присуству и културном насљеђу. Дубоко сам забринут због све израженијих тензија у црногорском друштву, у време док православни хришћани настављају са својим мирним протестима у напору да заштите своје светиње. Позивам Вас, стога, да заштитите православне хришћане у Црној Гори, а против било којег облика кршења њихових људских и верских права, те Вас у потпуности подржавам у вашем водству међународних дипломатских приступа у постизању правичних решења, како у овој ситуацији, тако и у другим ситуацијама које укључују верске слободе широм света. Молим се за мир у Црној Гори, верске слободе за све и отворени дијалог са свим странкама о овом закону. Молим се такође за Вашу породицу и за Сједињене Америчке Државе[538].
17. Хрватска — 20. јануар 2020. — Познати хрватски новинар, теолог и публициста Драго Пилсел поручује да Закон о слободи вероисповести у Црној Гори има дискриминаторски карактер, да је неуставан и нарушава појединачна и колективна права, као и да његовим усвајањем председник Мило Ђукановић изазива нове дубоке поделе у земљи и игра на карту националистичких сукоба. За Пилсела је кључно да Ђукановић то ради да би мобилисао своје бирачко тело, јачао своју позицију (угрожену страховитом корупцијом) и обезбедио што бољи пласман на предстојећим парламентарним изборима. Пилсел истиче да Ђукановић заправо не схвата да Света столица гаји озбиљне односе са Српском православном црквом, а посебно са цариградском патријаршијом, и да је патријарх Вартоломеј јасно рекао да неће признати, како каже, „дружину рашчињеног и екскомуницираног Дедеића, главара тзв. Црногорске православне цркве“. Хрватски теолог, новинар и публициста истиче да усвојени црногорски Закон о слободи вероисповести има дискриминаторски карактер, неуставан је, нарушава појединачна и колективна права, како Српске православне цркве тако и грађана Црне Горе. У тексту за „П портал“, Пилсел истиче да је анализирао поменути закон који, према његовим речима, дефакто и де јуре креира правни оквир за национализацију имовине (традиционалних) верских заједница, која је настала заједничким улагањем грађана Црне Горе, пре 1. децембра 1918. године. А начин на који су ове одредбе формулисане, каже Пилсел, указује на намеру да се оне дискриминаторно примене пре свега на имовину Српске православне цркве. Одредбе Закона које се тичу својине над имовином, тумачи се, „у супротности су са тумачењима и ставовима Европског суда за људска права, у вези са случајевима који су се тицали имовине која је настала пре формирања савремених држава“[539].
18. Србија — 22. јануар 2020. — Министар одбране Александар Вулин истог дана због добросуседских односа Србије и Црне Горе поручио је да било би корисно да министар одбране Црне Горе Предраг Бошковић објасни какве су то хибридне претње стизале у Црну Гору из Србије. „И како им је то одговорио НАТО тим који је на позив Министарства одбране Црне Горе стигао у помоћ угроженој Црној Гори. Једини хибриди који стижу у Црну Гору из Србије су хибриди семенског кукуруза, а ту ваљда нема претње, а још мање разлога за ангажовање НАТО пакта“. Он је на тај начин прокоментарисао изјаву министра одбране Црне Горе да је та земља у Северноатлантској алијанси препозната као земља под великим хибридним утицајем, пре свега Србије и Русије. „НАТО може да буде миран што се Србије тиче, али да ли може да се ослони на савезника који тако лако кука за помоћ, показаће време. Очекујемо објашњење или извињење“, поручио је министар Вулин[540].
19. Уједињено Краљевство — 24. јануар 2020. — Митрополит црногорско-приморски Амфилохије разговарао је у Цетињском манастиру са амбасадорком Велике Британије у Црној Гори Алисон Кемп. Они су, како је саопштено из Митрополије црногорско-приморске, разменили мишљења о актуелним друштвеним збивањима у Црној Гори, „а посебно о последицама које је на ширем друштвеном плану изазвао недавно усвојени Закон о слободи вероисповести или уверења и правном положају верских заједница“. Митрополит Амфилохије је амбасадорки додатно појаснио циљеве и разлоге због којих се широм Црне Горе организују молебани и молитвене литије по градским улицама и трговима и „посебно је подвукао да је реч о изворном, народном исказивању става против неправде и дискриминације, а без икаквог страног или политичког утицаја“. Митрополит је поновио став да кључне препоруке из мишљења Венецијанске комисије уопште нису имплементиране у закон, али и да су бројне одредбе закона у супротности са Уставом и правним поретком Црне Горе[541].
20. Русија —  Србија — 26. јануар 2020. — У организацији Црквене општине Бар, у великој сали Културног центра, традиционално је организована Светосавска академија. Присутнима се обратио и поздравио их протојереј-ставрофор Слободан Зековић, док је светосавску беседу говорио др Милош Ковић, доцент Филозофског факултета Универзитета у Београду. Богат културно-уметнички програм отворио је Црквени хор Саборног храма Свети Јован Владимир. У програму су учествовали: Даница Црногорчевић, КУД Свети Јован Владимир, као и деца барске веронауке, пренео је сајт Митрополије. Деца су извела популарну руску песму „Каљинка“[542].
21. Србија — 28. јануар 2020. — Српски национални савет због бројних случајева дискриминације преко ангажованих адвокатских канцеларија пружаће бесплатну правну заштиту и професионално заступање за грађане српске националности у Црној Гори, чија су права угрожена. Поред пружања правне заштите појединцима, Српски национални савет кроз правну помоћ пружаће правну и правно-техничку помоћ носиоцима активности који доприносе афирмацији националних вредности у Црној Гори. Правну заштиту Српски национални савет обављаће заступањем и пружањем правних савета у случају повреде људских права и слобода са елементима дискриминације, што се посебно односи на учесталост хапшења и привођења грађана српске националности, који на ненасилан начин исказују протесте поводом усвајања неприхватљивог Закона о слободи вероисповести. Захтеве за бесплатну правну заштиту Српски национални савет примаће сваког радног дана од 9 до 12 часова у својим канцеларијама, у Улици Вука Караџића 11 у Подгорици[543].
22. Србија —  Црна Гора — 28. јануар 2020. — Председник Црне Горе Мило Ђукановић примио је данас акредитивно писмо новоименованог амбасадора Србије Владимира Божовића и истакао да одређене разлике и неразумевања поводом недавно усвојеног Закона о слободи вероисповести не треба да буду искоришћене као разлог за погоршање односа и затварање простора за сарадњу две државе. Уз подсећање да су односи две државе од проглашења црногорске независности имали узлазни карактер, Ђукановић је указао на постојање одређених питања која се активирају у виду извесних разлика и неразумевања, чему, како је навео, сведочимо ових дана после усвајања Закона о слободи вероисповести. Ђукановић је поручио да то не треба да буде искоришћено као разлог за погоршање односа и затварање простора за сарадњу. Он је још истакао да ће Црна Гора решавати своје унутрашње противречности, а да то не угрожава њене односе са суседима. Ђукановић је уз поруке добродошлице истакао задовољство што је новоименовани амбасадор Србије одличан познавалац прилика у Црној Гори, што, додао је, може бити добар инпут за учвршћивање разумевања и пријатељских и добросуседских односа две земље. Он је нагласио да Црна Гора жели да са свим суседима и са Србијом гради односе на основу пуног уважавања независности, као и у духу историјске упућености и богатог наслеђа два народа. Он је указао на заједничке интересе у погледу интеграција у ЕУ, што може допринети још бољој сарадњи и међусобној подршци у остваривању крајњег циља — пуноправног чланства у ЕУ. Амбасадор Божовић је представио приоритете будуће сарадње две државе у оквиру свог мандата, наглашавајући јачање економске сарадње, пре свега кроз повећање трговинске размене и инфраструктурно повезивање. Уз оцену да та два поља деловања треба релаксирати од политичких замки, Божовић је нагласио да је црногорска државност неупитна, да не може бити оспоравана, те да Црна Гора, као суверена држава, самостално води своју унутрашњу и спољну политику. У том смислу поручио је да ће свој дипломатски капацитет посветити развоју најбољих могућих односа две земље које су независне и међународно признате државе, наводи се у саопштењу које је објављено на сајту председника Црне Горе[544].
23. Србија —  Црна Гора — 28. јануар 2020. — Срби у Црној Гори нису угрожени, али Црногорци у Србији јесу — изложени су застрашивању и само је један корак до репресивних мера, поручује др Миленко Перовић, професор Универзитета у Новом Саду, у интервјуу за Радио Црне Горе, који му је уступио простор за низ оптужби изречених на рачун Србије, с циљем аболирања црногорских власти. Перовић тврди да Црногорци у Србији данас доживљавају „таласе мржње које су својевремено доживљавали Хрвати, Словенци, Албанци, Бошњаци“. Као илустрацију томе он је поменуо изјаве српског министра спољних послова Ивице Дачића, које је квалификовао као „фашистичке претње“, којима, како је рекао, покушава не само да заплаши Црногорце у Србији, већ да најави да би им се „можда још ко зна шта могло десити“. Говорећи о односима Србије и Црне Горе, Перовић каже да они никада нису били лошији. Он сматра да званични Београд, колико год тврдио да се не меша у унутрашња питања у Црној Гори, то перманентно ради, и то на, како каже, „веома наиван начин“. Према професору Перовићу, Српска православна црква у Црној Гори се „понаша окупаторски“. Овај професор Универзитета у Новом Саду тврди да је Србија прежалила Косово, али Црну Гору „не може никако“[545].
24. Црна Гора —  Србија — 29. јануар 2020. — Министарство спољних послова Црне Горе најавило је да ће предузети мере против министра-саветника у амбасади Србије у Подгорици због непоштовања Бечке конвенције о дипломатским односима. У саопштењу се није прецизирало на који начин је министар-саветник амбасаде Србије у Подгорици „флагрантно“ прекршио „слово и дух“ Бечке конвенције. Наводе да је у отвореној и веома коректној комуникацији, уз обострано разумевање, амбасадор Србије у Министарству спољних послова Црне Горе прецизно и детаљно обавештен о карактеру, како кажу, ових активности, као и о одговарајућим мерама које ће бити предузети црногорски органи. Истовремено се додаје да се дипломата у звању министра-саветника у амбасади Црне Горе у Београду понаша и делује примерено и узорно, поштујући све стандарде и узусе Бечке конвенције, па осим пуког реципроцитета, стварних мотива и разлога за предузимање мера против ње нема[546].
25. Република Српска — 3. фебруар 2020. — Српски члан Председништва БиХ Милорад Додик изјавио је данас да није дао сагласност за долазак председника Црне Горе Мила Ђукановића у посету Босни и Херцеговини. Он је додао да је на седници разговарано о више техничких питања — споразумима и кредитним аранжманима за више општина у РС и ФБиХ[547].
26. ЕУ — 4. фебруар 2020. — Европски суд одбио је притужбу београдских адвоката, јер нема директног кршења људских права и зато што се Уставни суд није изјаснио о закону. Европски суд за људска права није одлучивао о суспендовању Закона о слободи вероисповести, јер о томе треба најпре да већа Уставни суд Црне Горе. Други разлог је што се тим законом директно не крше нечија људска права, односно нема повреде права на живот, мучења и слично. То произлази из изјава заступнице државе пред Судом Валентине Павличић и адвокатске канцеларије Радић из Београда, чији је захтев да се Црној Гори привремено забрани примена Закона о верским слободама одбијен у Стразбуру. Влада, а затим и посланица ДПС-а Марта Шћепановић, јуче су тврдили да је Европски суд одбацио ту иницијативу, потврдивши тиме да иза оспоравања овог закона стоји политика, а не право. Валентина Павиличић јуче је потврдила да су 31. јануара добили обавештење да је одбачен захтев за суспензију, ценећи да нема доказа да су подносиоци овог захтева под непосредном претњом од наступања озбиљне и несагледиве штете по њих као странке. Из Адвокатске канцеларије Радић наводи се да је Стразбур навео да „тај предлог не спада у Правило 39, објашњавајући да се тај члан у огромном броју случајева примењивао на случајеве протеривања и екстрадиције, када би тужилац био у стварном ризику повреде права на живот, подвргнут мучењу или нехуманом третману уколико би био послат у одредишну државу“. Они подсећају да се представка Европском суду може поднети након одлуке Уставног суда. Митрополит црногорско-приморски Амфилохије јуче је одговорио на ранији позив премијера Душка Марковића за дијалог о припреми темељног уговора о уређењу међусобних односа и спорних чланова закона. У писму објављеном на сајту Митрополије, Амфилохије изражава спремност на разговор о „Закону као узроку проблема и начинима за њихово решавање, односно о уклањању спорног Закона, односно његових противуставних дискриминаторних одредби из правног поретка Црне Горе“. Он предлаже премијеру да у овом случају одмах одреди термине, наводећи да се после тога тек може разговарати о припреми темељног уговора Владе и СПЦ. Из Владе се јуче нису оглашавали тим поводом, нити су одговорили на питање „Вијести“ да ли су спремни на разговор, најпре о спорним одредбама закона, а затим и о уговору. Покушаји одборника опозиције у Пљевљима и владајуће коалиције у Будви да скупштине општина донесу декларације којима би се тражила суспензија закона пропале су зато што није било кворума за одржавање седница. Двојица одборника ДПС-а Предраг Цвијовић и Срђан Пивљанин, који су се појавили на седници СО Пљевља прошле седмице, и јуче су били у сали, упркос партијском ставу да су литије политичке и антидржавне и да онима који то не разумеју није место у тој партији[548].
27. Француска — 4. фебруар 2020. — Од раздвајања од Србије, Црна Гора је растрзана између страних утицаја и спонзора. Више од 600.000 Срба живи у страху од све радикалније дискриминације. Свештенике пребијају, новинаре затварају, а страни посматрачи су веома забринути, рекао је француски посланик Тјери Маријани и додао да је покушај отимања црквене имовине поступак без преседана. Маријани је, обраћајући се Европској комисији, нагласио да је ово време када се Европска унија све више фокусира на Балкан, али да је поштовање права у региону веома нестабилно, а као пример највеће нестабилности нагласио је покушај црногорских власти да отме имовину СПЦ од православних верника. Он је доношење оваквог Закона, и то без икаквог укључивања Цркве у комплетан процес, назвао провокацијом без преседана. Посланик је истакао како је Црна Гора продата страним центрима моћи од своје независности 2006. године и да данас Срби у Црној Гори живе у страху од дискриминације. Подсетио је да је 2. јануара 2020. одржан протест испред црногорске амбасаде у Београду, а председник Вучић недавно је отказао планирану посету Подгорици. Маријани сматра да ЕУ није предвидела огромне тензије и истиче да их није споменула када је 7. октобра 2019. године са Црном Гором потписан Фронтек споразум, што је, како је нагласио, прилика која се често користи као изговор за коментарисање политичке ситуације земље у питању[549].
28. Босна и Херцеговина — 4. фебруар 2020. — Председништво Босне и Херцеговине је већ на почетку мандата упутило позив свим председницима у региону, укључујући и председнику Црне Горе Милу Ђукановићу, а за то је гласао и Милорад Додик, изјавио је данас председавајући Председништва БиХ Жељко Комшић. Он је за сарајевску Н1 телевизију рекао да је Додик својом изјавом да Ђукановић није добродошао у БиХ фактички гласао против своје одлуке и показао неозбиљност. Како је рекао — он је уверен да ће се добра сарадња између две државе, које немају отворених питања, наставити у будућности, упркос „неодговорности и неозбиљности појединаца попут Додика“[550].
29. САД — 4. фебруар 2020. — Епископ Методије и протојереј-ставрофор Радомир Никчевић упозорили су да новоусвојени Закон, који „до данашњег дана изазива масовне мирне протесте православних верника, и српске и црногорске националности, али и грађана других вероисповести, коренито и недопустиво задире у слободу вероисповести, посебно у колективном аспекту“. Изасланици Епископског савета Српске православне цркве у Црној Гори епископ Методије и протојереј-ставрофор Радомир Никчевић имали су састанак са званичницима Стејт департмента у Вашингтону, саопштено је из Митрополије црногорско-приморске. Из Митрополије тврде да је у разговору са америчком страном констатовано да је спорни црногорски Закон усвојен без свеобухватног, институционалног и према јавности отвореног дијалога, не само противно препорукама Венецијанске комисије, него и изричитом ставу високог амбасадора САД за верске слободе г. Сема Браунбека, исказаном приликом његове посете Црној Гори 15. новембра 2019. године. Они су упозорили да новоусвојени Закон о слободи вероисповести државе Црне Горе, који „до данашњег дана изазива масовне мирне протесте православних верника, и српске и црногорске националности, али и грађана других вероисповести, коренито и недопустиво задире у слободу вероисповести, посебно у колективном аспекту“. Изасланство Епископског савета наставља своју посету главном граду Сједињених Америчких Држава, где ће и наредних дана имати састанке са америчким државним званичницима[551].
30. Бугарска — 28. фебруар 2020. — Председник Савета министара Бугарске Бојко Борисов после састанка с црногорским премијером Душком Марковићем осудио је "све вандализме" који произлазе из литија у Црној Гори. Током посете, председник Владе Црне Горе Душко Марковић изразио је захвалност Влади Бугарске и премијеру лично на, како је рекао, несебичној подршци европским амбицијама Црне Горе[тражи се извор].

#### Утицај корона вируса
1. Црна Гора — 13. март 2020. — Пошто је Влада Црне Горе забранила све јавне скупове и манифестације, Митрополија црногорско-приморска је одлучила да привремено обустави одржавање литија, што је касније Влада Црне Горе поздравила ту одлуку.[552].

#### Реакције на хапшење владике Јоаникија и свештеника
1. Црна Гора —  Србија — 11. мај 2020. — Амбасадор Србије у Црној Гори Владимир Божовић позван је сутра на разговор у Министарство спољних послова у Подгорици. Божовић је позван на разговор након што је на Фејсбуку коментарисао емитовање песме хрватског певача Марка Перковића Томпсона на Јавном сервису Радио Телевизије Црне Горе. "Сматрајући непримјереним пуштање контроверзног и антисрпски и проусташки, дакле фашистички настројеног хрватског пјевача Томпсона у Јутарњем програму РТЦГ на Дан побједе над фашизмом и Дан Европе, изражавам протест и жаљење. Поздрављам реаговање и признање грешке РТЦГ, али сматрам да је потребно утврдити појединачну одговорност и адекватно је санкционисати", наводи се у реаговању Божовића. У Влади сматрају да је понашање амбасадора мимо дипломатских протокола и представља мијешање у унутрашње ствари Црне Горе[553].
2. Србија — 13. мај 2020. — Српски покрет Двери затражио је данас хитно пуштање на слободу епископа будимљанско-никшићког Јоаникија и позвао је власт у Србији да реагује. Како оцењују у Дверима, невероватно је да се у 21. веку, у срцу Европе, хапсе високи званичници једне верске заједнице, па истичу да овакви поступци морају бити осуђени од свих релевантних међународних институција које се баве заштитом људских и верских права. Члан председништва покрета Метла 2020 Новица Антић данас је, поводом хапшења свештенства СПЦ у Црној Гори, рекао да Србија хитно мора да стане у заштиту Срба у тој земљи и размотри примену контрамера према режиму председника Мила Ђукановића. Антић је у саопштењу навео да Скупштина Србије треба хитно да заседа због хапшења владике Јоаникија и свештеника СПЦ у Црној Гори. Председник Александар Вучић и патријарх Иринеј изразили су наду да ће наш народ поступати мирно и прибрано у овим тренуцима у којима, како се истиче, нико разуман не прижељкује било какве немире и сукобе. Патријарх Иринеј је подсетио да је кулминација непријатељског односа државе Црне Горе према Српској православној цркви започела усвајањем контроверзног Закона о слободи вероисповести уз грубо игнорисање захтева СПЦ за равноправним положајем у односу на све друге цркве и верске заједнице и заштиту права која наша црква поседује вековима. Председник Вучић је пружио пуну подршку патријарху Иринеју и епископима српске цркве у Црној Гори у њиховим напорима да се сви проблеми са којима се суочава решавају дијалогом, на миран начин, уз пуно уважавање права и слобода верника СПЦ. Изразио је уверење да ће владика Јоаникије и остали ухапшени свештеници бити пуштени на слободу у најкраћем могућем периоду. Председник Одбора за дијаспору и Србе у региону Миодраг Линта позвао је данас Министарство спољних послова Србије да упути протестну ноту званичној Подгорици и захтева да се одмах из притвора пусте владика Јоаникије и свештеници СПЦ. Линта је у писаној изјави коју је доставио медијима навео да је срамно и понижавајуће хапшење владике будимљанско-никшићког Јоаникија и групе свештеника наставак антисрпске политике црногорског режима и "брутална, неразумна али очекивана провокација режима Мила Ђукановића". Митрополит загребачко-љубљански Порфирије позвао је званичнике Црне Горе да својим поступцима не продубљују ионако сложену ситуацију, него да уче од оних које су притворили. Свети архијерејски синод Српске православне цркве најоштрије осуђује, како оцењују, најновији прогон Српске православне цркве у Црној Гори и синоћње хапшење епископа будимљанско-никшићког Јоаникија и седморице свештеника. Епископски савет СПЦ у Црној Гори саопштио да је запањен поступком полиције. Министар одбране Александар Вулин каже да изазивајући сукобе са Србима у Црној Гори, власт у тој земљи свесно погоршава односе са Србијом. "У власти Црне Горе никако да схвате да љубав према Црној Гори не треба да се доказује мржњом према Србији". Митрополит загребачко-љубљански Порфирије позвао је званичнике Црне Горе да својим поступцима не продубљују ионако сложену ситуацију, него да уче од оних које су притворили[459].
3. Република Српска — 13. мај 2020. — Српски члан Председништва БиХ Милорад Додик истакао је да је неприхватљиво да Црна Гора користи државну силу и злоупотребљава правосудни систем да би се обрачунала са свештенством Српске православне цркве[459].
4. Уједињено Краљевство —  САД — 13. мај 2020. — Британска агенција Ројтерс и америчка агенција АП известиле су о нередима у Црној Гори због задржавања у притвору свештеника СПЦ и епископа Јоаникија, уз констатацију да су протести уследили након вишемесечних тензија због усвајања закона о верским слободама. Ројтерс такође констатује да су протести у Никшићу настали након неколико месеци тензија између СПЦ и црногорске владе због закона којим би, како се наводи, Црна Гора могла да заплени имовину СПЦ. Ројтерс подсећа и да је СПЦ највећа хришћанска заједница у Црној Гори, земљи која има 620.000 становника, чланици НАТО и кандидату за приступ ЕУ. СПЦ има око 12 милиона следбеника, углавном у Србији, Босни и Црној Гори, истиче Ројтерс. АП подсећа и да су председник Србије Александар Вучић и патријарх СПЦ Иринеј у заједничкој изјави рекли да се надају да хапшење црквених званичника неће изазвати нежељена немире и сукобе. Агенције су истакле да је црногорска полиција против окупљених грађана употребила сузавац и шок-бомбе и да су бројни грађани ухапшени, а АП и да су вечерашњи инциденти у Никшићу и Пљевљима уследили дан након што су хиљаде људи учествовале на литији у Никшићу без маски и не одржавајући физичку дистанцу[459].
5. Србија — 15. мај 2020. — Министар спољних послова Ивица Дачић изјавио је да Србија очекује да епископ Јоаникије и свештеници СПЦ буду пуштени у најкраћем временском периоду. "Ово говорим без икакве жеље да се мешамо у унутрашње ствари Црне Горе, већ искључиво у најбољем интересу и Црне Горе и Србије, односно братског црногорског и српског народа, као и у интересу регионалне стабилности и сарадње", поручио је Дачић на ванредном видео-састанку премијера држава чланица Централноевропске иницијативе, међу којима је и Црна Гора. Амбасадор Србије у Црној Гори Владимир Божовић примио је др Владимира Добричанина који га је упознао са разлозима због којих је поднео оставку на чланство у Савету за грађанску контролу рада полиције, саопштено је из Амбасаде. Како се наводи, Добричанин је упознао амбасадора и са посетом епископу будимљанско-никшићком Јоаникију и осморици никшићких свештеника у Центру безбедности. Божовић је такође примио закључак и препоруку од Савета за грађанску контролу рада полиције о посети епископу Јоаникију и осморици свештеника коју му је упутио председник Савета Александар-Саша-Зековић, наводи се у саопштењу[468].
6. Србија — 16. мај 2020. — Амбасадор Србије у Црној Гори Владимир Божовић посетио је у Владичанском двору у Никшићу епископа будимљанског-никшићког Јоаникија и никшићке свештенике, који су синоћ пуштени из притвора. Амбасадор им је пренео поздраве председника Србије и српског народа и изразио уверење да ће се сви неспоразуми и проблеми решавати мирно, дијалогом и уз пуно поштовање како домаћих закона државе Црне Горе тако и међународних норми и стандарда, навела је Амбасада Србије у саопштењу. Владика Јоаникије се, како се додаје, срдачно и људски захвалио у име никшићких свештеника и у своје лично име на великој брзи, пажњи и љубави коју су осетили из братске Србије. Србији и српском народу, где год да је владика Јоаникије шаље Архијерејски поздрав и благослове светог оца нашег Василија Острошкога. Током разговора владика је упознао амбасадора Божовића са својим виђењем свих догађаја и захвалио се преко њега и свим другим амбасадорима у Црној Гори који су изразили интересовање и забринутост за протекле догађаје. Саговорници су закључили да сви требају радити у духу мира, љубави, међусобног уважавања и поштовања и дати свој допринос братским и пријатељским односима Србије и Црне Горе, наводи се у саопштењу[554].
7. САД — 25. јун 2020. — У Црној Гори су нападнути хришћани, оцењују у ауторском тексту повереници Комисије за међународне верске слободе Сједињених Држава Џони Мур и Нури Туркел, коментаришући спорни Закон о слободи вероисповести. У тексту под насловом „У Европи је на снази прогон Јевреја, муслимана и хришћана. Са тим се мора одмах престати“, Мур и Туркел подсећају да од децембра трају протести након усвајања Закона о вероисповести за који, како указују, многи верују да ће Влади омогућити одузимање верске имовине. Они се, такође, критички осврћу на прилично уздржан став европских званичника по овом питању и напомињу да је „нарочито неоправдана одлука да Европска комисија не продужи позицију специјалног изасланика Европске уније, чији је мандат укључивао промовисање слободе вероисповести и веровања“, пренела је Митрополија црногорско-приморска. Како се наводи, Џони Мур и Нури Туркел су повереници Комисије за међународне верске слободе САД које су именовали председник Доналд Трамп и председавајућа Представничког дома Конгреса Ненси Пелоси[555].

#### Реакције на полицијску репресију у Будви
1. Република Српска — 17. јун 2020. — Српски члан Председништва БиХ Милорад Додик истакао је да су данашње сцене екстремног насиља у Будви бруталне и за сваку осуду, као што је за осуду и начин решавања политичких питања непримереном полицијском акцијом, поготово јер нису исцрпљена сва правна и политичка средства. „Нико коме је стало до мира и достојанства, било где, а поготово у нашој регији, не може спокојно да гледа сцене насиља у Црној Гори. Прво оне с насиљем према Српској православној цркви и њеној имовини, према епископима и свештеницима наше цркве, а онда и ове данашње сцене насиља над локалним функционерима општине Будва“, рекао је Додик упитан да прокоментарише данашње немиле сцене у Будви и хапшење локалних званичника. Он је констатовао да сцене екстремног насиља из Будве над службеником локалне самоуправе неодољиво подсећају на недавне сцене из САД, у којима је услед полицијске тортуре задављен тамошњи Афроамериканац. Нагласио је да у Републици Српској или БиХ никада није забележен ниједан случај дискриминације или тортуре над припадницима црногорске националне мањине или њиховим националним вредностима. „Нажалост, то се не може рећи за наш народ у Црној Гори, чије вредности су брутално нападнуте. Ако би у једној реченици морао да се осврнем на немиле сцене које данас пристижу из Будве послужио би се стиховима најчувенијег Србина из Црне Горе и једног од најчувенијих кога Срби имају, великог Његоша који рече: ‘Коме закон лежи у топузу, трагови му смрде нечовештвом!’ “, казао је Додик[556].